# Llista de personatges de Marvel's Agents of S.H.I.E.L.D.

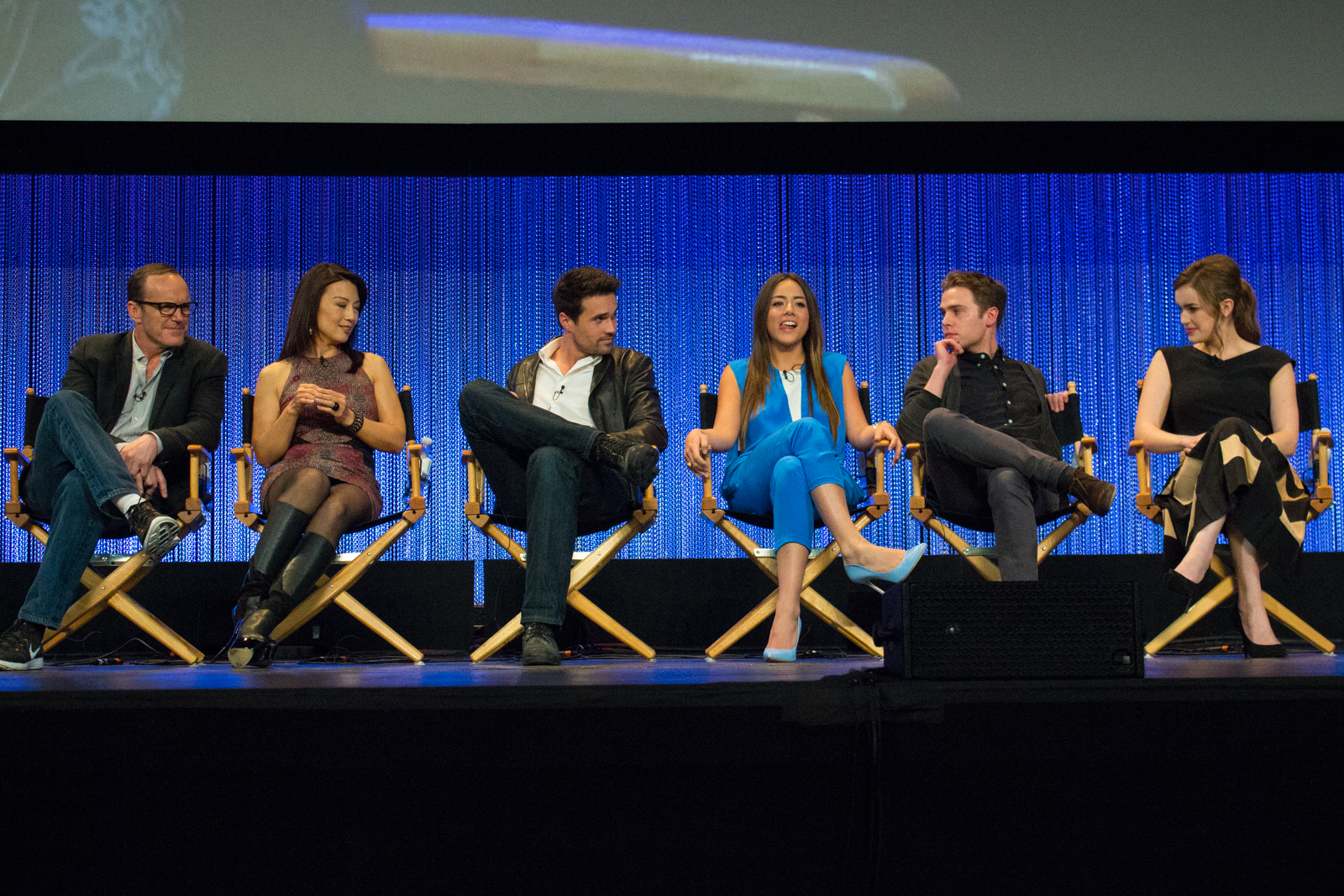
Membres principals del repartiment original (E-D) Gregg, Wen, Dalton, Bennet, De Caestecker i Henstridge al PaleyFest 2014

Marvel's Agents of S.H.I.E.L.D. és una sèrie de televisió estatunidenca creada per a ABC per Joss Whedon, Jed Whedon i Maurissa Tancharoen, basada en l’organització S.H.I.E.L.D. de Marvel Comics (Divisió d’Intervenció Estratègica, Aplicació i Logística), una agència de manteniment de la pau i d’espionatge fictícia en un món de superherois. Està ambientada al Marvel Cinematic Universe (MCU), comparteix continuïtat amb els llargmetratges, curtmetratges i altres sèries de televisió de la franquícia.
La sèrie és protagonitzada per Clark Gregg, reprenent el paper de Phil Coulson de les pel·lícules, així com Ming-Na Wen, Brett Dalton, Chloe Bennet, Iain De Caestecker i Elizabeth Henstridge. Nick Blood i Adrianne Palicki es van unir al repartiment per a la segona i tercera temporada, mentre que Henry Simmons i Luke Mitchell van tenir papers recurrents en la segona temporada abans de ser ascendits al repartiment principal per a la tercera. John Hannah, que va ser recurrent a la tercera temporada, es va unir al repartiment principal a la quarta, mentre que Natalia Cordova-Buckley, que va ser recurrent a la tercera i la quarta temporada, va ascendir al repartiment principal per a la cinquena temporada de la sèrie. Jeff Ward va ascendir al repartiment principal per a la sisena temporada després de ser recurrent a la cinquena. A més, apareixen diversos altres personatges de les pel·lícules Marvel Cinematic Universe i Marvel One-Shots al llarg de la sèrie, juntament amb altres personatges basats en diverses propietats de Marvel Comics. Diversos personatges de la sèrie també apareixen a la sèrie digital addicional Marvel's Agents of S.H.I.E.L.D.: Slingshot.
La següent llista inclou el repartiment principal de la sèrie, les estrelles convidades que han tingut papers recurrents al llarg de la sèrie i qualsevol altre convidat destacable.

## Visió general
- Llegenda:      repartiment principal;      Paper recurrent;      Convidat;      No apareix.

| Personatge                          | Interpretat per            | Aparicions                                  | Aparicions             | Aparicions             | Aparicions             | Aparicions             | Aparicions             | Aparicions             | Aparicions             |
| Personatge                          | Interpretat per            | Primera aparició                            | Temp. 1                | Temp. 2                | Temp. 3                | Temp. 4                | Temp. 5                | Temp. 6                | Temp. 7                |
| Personatges principals              | Personatges principals     | Personatges principals                      | Personatges principals | Personatges principals | Personatges principals | Personatges principals | Personatges principals | Personatges principals | Personatges principals |
| ----------------------------------- | -------------------------- | ------------------------------------------- | ---------------------- | ---------------------- | ---------------------- | ---------------------- | ---------------------- | ---------------------- | ---------------------- |
| Phil CoulsonS                       | Clark Gregg                | "Pilot"                                     |                        |                        |                        |                        |                        |                        |                        |
| Sarge / Pachakutiq                  | Clark Gregg                | "Missing Pieces"                            |                        |                        |                        |                        |                        |                        |                        |
| Phil Coulson (Chronicom L.M.D.)     | Clark Gregg                | "New Life"                                  |                        |                        |                        |                        |                        |                        |                        |
| Melinda MayS                        | Ming-Na Wen                | "Pilot"                                     |                        |                        |                        |                        |                        |                        |                        |
| Grant Ward                          | Brett Dalton               | "Pilot"                                     |                        |                        |                        |                        |                        |                        |                        |
| Hive                                | Brett Dalton               | "4,722 Hours"                               |                        |                        |                        |                        | [a]                    |                        |                        |
| Skye / Daisy Johnson QuakeS         | Chloe Bennet               | "Pilot"                                     |                        |                        |                        |                        |                        |                        |                        |
| Leo FitzS                           | Iain De Caestecker         | "Pilot"                                     |                        |                        |                        |                        |                        |                        |                        |
| Jemma SimmonsS                      | Elizabeth Henstridge       | "Pilot"                                     |                        |                        |                        |                        |                        |                        |                        |
| Lance Hunter                        | Nick Blood                 | "Shadows"                                   |                        |                        |                        |                        |                        |                        |                        |
| Bobbi Morse                         | Adrianne Palicki           | "A Hen in the Wolf House"                   |                        | [b]                    | [b]                    |                        |                        |                        |                        |
| Alphonso "Mack" MackenzieS          | Henry Simmons              | "Shadows"                                   |                        |                        |                        |                        |                        |                        |                        |
| Lincoln Campbell                    | Luke Mitchell              | "Afterlife"                                 |                        |                        |                        |                        |                        |                        |                        |
| Holden Radcliffe                    | John Hannah                | "The Singularity"                           |                        |                        |                        |                        |                        |                        |                        |
| Elena "Yo-Yo" RodriguezS            | Natalia Cordova-Buckley    | "Bouncing Back"                             |                        |                        |                        |                        |                        |                        |                        |
| Deke Shaw                           | Jeff Ward                  | "Orientation"                               |                        |                        |                        |                        |                        |                        |                        |
| Personatges recurrents              |                            |                                             |                        |                        |                        |                        |                        |                        |                        |
| Mike Peterson Deathlok              | J. August Richards         | "Pilot"                                     |                        |                        |                        |                        |                        |                        |                        |
| Ian Quinn                           | David Conrad               | "The Asset"                                 |                        |                        |                        |                        |                        |                        |                        |
| Raina                               | Ruth Negga                 | "Girl in the Flower Dress"                  |                        |                        |                        |                        |                        |                        |                        |
| Victoria Hand                       | Saffron Burrows            | "The Hub"                                   |                        |                        |                        |                        |                        |                        |                        |
| Victoria Hand                       | Rachele Schank             | "The End Is at Hand"                        |                        |                        |                        |                        |                        |                        |                        |
| Davis                               | Maximilian Osinski         | "Repairs"                                   |                        |                        |                        |                        |                        |                        |                        |
| Anne Weaver                         | Christine Adams            | "Seeds"                                     |                        |                        |                        |                        |                        |                        |                        |
| John Garrett The Clairvoyant        | Bill Paxton                | "T.A.H.I.T.I."                              |                        |                        |                        |                        |                        |                        |                        |
| John Garrett The Clairvoyant        | James Paxton               | "Stolen"                                    |                        |                        |                        |                        |                        |                        |                        |
| Antoine Triplett                    | B. J. Britt                | "T.A.H.I.T.I."                              |                        |                        |                        |                        |                        |                        |                        |
| Glenn Talbot Graviton               | Adrian Pasdar              | "Providence"                                |                        |                        |                        |                        |                        |                        |                        |
| Els Koenig                          | Patton Oswalt              | "Providence"                                |                        |                        |                        |                        |                        |                        |                        |
| Calvin Johnson                      | Kyle MacLachlan            | "Beginning of the End"                      |                        |                        |                        |                        |                        |                        |                        |
| Werner Reinhardt / Daniel Whitehall | Reed Diamond               | "Shadows"                                   |                        |                        |                        |                        |                        |                        |                        |
| Sunil Bakshi                        | Simon Kassianides          | "Shadows"                                   |                        |                        |                        |                        |                        |                        |                        |
| Carl Creel                          | Brian Patrick Wade         | "Shadows"                                   |                        |                        |                        |                        |                        |                        |                        |
| Kara Palamas Agent 33               | Maya Stojan                | "Making Friends and Influencing People"     |                        |                        |                        |                        |                        |                        |                        |
| Jiaying                             | Dichen Lachman             | "The Things We Bury"                        |                        |                        |                        |                        |                        |                        |                        |
| Gordon                              | Jamie Harris               | "What They Become"                          |                        |                        |                        |                        |                        |                        |                        |
| Gordon                              | Fin Argus                  | "After, Before"                             |                        |                        |                        |                        |                        |                        |                        |
| Andrew Garner Lash                  | Blair Underwood            | "One of Us"                                 |                        |                        |                        |                        |                        |                        |                        |
| Andrew Garner Lash                  | Matthew Willig             | "Laws of Nature"                            |                        |                        |                        |                        |                        |                        |                        |
| Robert Gonzales                     | Edward James Olmos         | "Love in the Time of Hydra"                 |                        |                        |                        |                        |                        |                        |                        |
| Alisha Whitley                      | Alicia Vela-Bailey         | "Scars"                                     |                        |                        |                        |                        |                        |                        |                        |
| Kebo                                | Daz Crawford               | "S.O.S."                                    |                        |                        |                        |                        |                        |                        |                        |
| Rosalind Price                      | Constance Zimmer           | "Laws of Nature"                            |                        |                        |                        |                        |                        |                        |                        |
| Luther Banks                        | Andrew Howard              | "Laws of Nature"                            |                        |                        |                        |                        |                        |                        |                        |
| Joey Gutierrez                      | Juan Pablo Raba            | "Laws of Nature"                            |                        |                        |                        |                        |                        |                        |                        |
| Werner von Strucker                 | Spencer Treat Clark        | "Purpose in the Machine"                    |                        |                        |                        |                        |                        |                        |                        |
| Gideon Malick                       | Powers Boothe              | "Among Us Hide..."                          |                        |                        |                        |                        |                        |                        |                        |
| Gideon Malick                       | Cameron Palatas            | "Paradise Lost"                             |                        |                        |                        |                        |                        |                        |                        |
| Giyera                              | Mark Dacascos              | "Many Heads, One Tale"                      |                        |                        |                        |                        |                        |                        |                        |
| Polly Hinton                        | Lola Glaudini              | "Spacetime"                                 |                        |                        |                        |                        |                        |                        |                        |
| J.T. James Hellfire                 | Axle Whitehead             | "Paradise Lost"                             |                        |                        |                        |                        |                        |                        |                        |
| AndersonS                           | Alexander Wraith           | "Paradise Lost"                             |                        |                        |                        |                        |                        |                        |                        |
| Nathaniel Malick                    | Joel Dabney Courtney       | "Paradise Lost"                             |                        |                        |                        |                        |                        |                        |                        |
| Nathaniel Malick                    | Thomas E. Sullivan         | "A Trout in the Milk"                       |                        |                        |                        |                        |                        |                        |                        |
| Piper                               | Briana Venskus             | "Failed Experiments"                        |                        |                        |                        |                        |                        |                        |                        |
| Aida "Ophelia" Madame Hydra         | Mallory Jansen             | "Ascension"                                 |                        |                        |                        |                        |                        |                        |                        |
| Robbie Reyes Ghost Rider            | Gabriel Luna               | "The Ghost"                                 |                        |                        |                        |                        |                        |                        |                        |
| Gabe Reyes                          | Lorenzo James Henrie       | "The Ghost"                                 |                        |                        |                        |                        |                        |                        |                        |
| Lucy Bauer                          | Lilli Birdsell             | "The Ghost"                                 |                        |                        |                        |                        |                        |                        |                        |
| Jeffrey Mace PatriotS               | Jason O'Mara               | "Meet the New Boss"                         |                        |                        |                        |                        |                        |                        |                        |
| Ellen Nadeer                        | Parminder Nagra            | "Uprising"                                  |                        |                        |                        |                        |                        |                        |                        |
| Burrows                             | Patrick Cavanaugh          | "Uprising"                                  |                        |                        |                        |                        |                        |                        |                        |
| Eli Morrow                          | José Zúñiga                | "Let Me Stand Next to Your Fire"            |                        |                        |                        |                        |                        |                        |                        |
| Anton Ivanov The Superior           | Zach McGowan               | "Hot Potato Soup"                           |                        |                        |                        |                        |                        |                        |                        |
| Hope Mackenzie                      | Jordan Rivera              | "Identity and Change"                       |                        |                        |                        |                        |                        |                        |                        |
| Enoch                               | Joel Stoffer               | "World's End"                               |                        |                        |                        |                        |                        |                        |                        |
| Tess                                | Eve Harlow                 | "Orientation"                               |                        |                        |                        |                        |                        |                        |                        |
| Kassius                             | Dominic Rains              | "Orientation"                               |                        |                        |                        |                        |                        |                        |                        |
| Sinara                              | Florence Faivre            | "Orientation"                               |                        |                        |                        |                        |                        |                        |                        |
| Grill                               | Pruitt Taylor Vince        | "Orientation"                               |                        |                        |                        |                        |                        |                        |                        |
| Flint                               | Coy Stewart                | "A Life Spent"                              |                        |                        |                        |                        |                        |                        |                        |
| Hale                                | Catherine Dent             | "Rewind"                                    |                        |                        |                        |                        |                        |                        |                        |
| Ruby                                | Dove Cameron               | "All the Comforts of Home"                  |                        |                        |                        |                        |                        |                        |                        |
| Qovas                               | Peter Mensah               | "The Devil Complex"                         |                        |                        |                        |                        |                        |                        |                        |
| Marcus Benson                       | Barry Shabaka Henley       | "Missing Pieces"                            |                        |                        |                        |                        |                        |                        |                        |
| Jaco                                | Winston James Francis      | "Missing Pieces"                            |                        |                        |                        |                        |                        |                        |                        |
| Snowflake                           | Brooke Williams            | "Missing Pieces"                            |                        |                        |                        |                        |                        |                        |                        |
| Pax                                 | Matt O'Leary               | "Missing Pieces"                            |                        |                        |                        |                        |                        |                        |                        |
| Malachi                             | Christopher James Baker    | "Fear and Loathing on the Planet of Kitson" |                        |                        |                        |                        |                        |                        |                        |
| Izel                                | Karolina Wydra             | "Toldja"                                    |                        |                        |                        |                        |                        |                        |                        |
| Wilfred "Freddy" Malick             | Darren Barnet Neal Bledsoe | "The New Deal"                              |                        |                        |                        |                        |                        |                        |                        |
| Luke                                | Tobias Jelinek             | "The New Deal"                              |                        |                        |                        |                        |                        |                        |                        |
| Daniel Sousa                        | Enver Gjokaj               | "Alien Commies from the Future!"            |                        |                        |                        |                        |                        |                        |                        |
| Sybil                               | Tamara Taylor              | "Alien Commies from the Future!"            |                        |                        |                        |                        |                        |                        |                        |
| Kora                                | Dianne Doan                | "After, Before"                             |                        |                        |                        |                        |                        |                        |                        |

a. ^ A la cinquena temporada, Dalton apareix com estrella convidada sense acreditar a l'episodi The Real Deal, utilitzant imatges d'arxiu.
b. ^ A la segona temporada, Palicki comença la temporada com estrella convidada recorrent. Va ser promoguda a regular amb l'episodi Aftershocks.
S. ^ Aquests personatges i actors apareixen també a Marvel's Agents of S.H.I.E.L.D.: Slingshot.

## Personatges principals

### Phil Coulson
Phillip "Phil" Coulson (interpretat per Clark Gregg) era l'agent de S.H.I.E.L.D. a càrrec del Projecte T.A.H.I.T.I., destinat a tornar a la vida a un possible Venjador mort mitjançant una droga derivada d'un antic cadàver alienígena. Després de la seva mort a The Avengers, Fury va ressuscitar Coulson amb T.A.H.I.T.I. i va substituir els seus records del projecte. Coulson reuneix un equip d’agents que viatgen pel món tractant casos nous i estranys. Durant aquest temps, es revela que Hydra s'ha infiltrat a S.H.I.E.L.D., cosa que va provocar la desaparició d'aquest. Fury fa de Coulson el nou director de S.H.I.E.L.D. i li encarrega reconstruir l'agència "de la manera correcta". Coulson es veu en una relació sentimental amb Rosalind Price, la líder d'un grup de treball de govern antiinhumans, fins a la seva mort a mans de Grant Ward, un dels ex agents de Coulson. Es venja aixafant el pit de Ward amb la mà protètica. Després de la signatura dels Acord de Sokòvia, S.H.I.E.L.D. es torna a legitimar, substituint Coulson, encara oficialment mort, com a director. A la realitat virtual Framework, Coulson ensenya sobre els perills dels inhumans. Més tard es descobreix que Phil Coulson està morint a causa de l'efecte secundari de tenir el Ghost Rider durant la batalla final amb Aida. Després de la batalla final amb Glenn Talbot, millorat amb el gravitoni, Coulson es retira per viure els seus darrers dies a Tahití amb May.

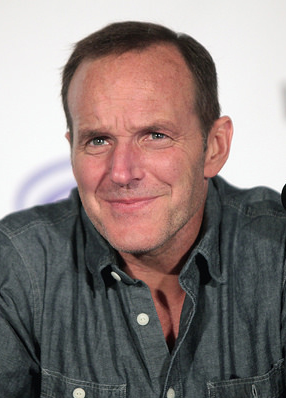
Clark Gregg.

Phil Coulson va ser creat per Iron Man; va ser el primer agent de S.H.I.E.L.D. introduït al MCU, i va ser interpretat per Gregg, que va passar a interpretar el personatge en diverses altres pel·lícules de la MCU i Marvel One-Shots. En el New York Comic Con del 2012, es va anunciar que Gregg seria el protagonista de Coulson a Agents of S.H.I.E.L.D., malgrat que el personatge morís a The Avengers. L'abril de 2013, Gregg va dir que havia trobat que l'explicació del creador Joss Whedon de la resurrecció de Coulson era "fascinant" i "fidel al món del còmic i la mitologia en general". Sobre si el ressuscitat Coulson seria el mateix que abans de morir, Gregg va dir: "Crec que si no hagués passat per algun tipus de canvi, no seria bo". Després que Coulson va ser ascendit a director de S.H.I.E.L.D., Gregg va dir: "Va aconseguir el seu treball de somni que ni tan sols crec que hagués somiat mai que li donarien ... això requerirà que es mogui una mica a la direcció d’una figura més pragmàtica com Nick Fury". Discutint sobre la progressió del personatge de Coulson durant tres temporades, el productor executiu Jeffrey Bell va dir: "La primera temporada, Coulson hauria colpejat Ward i després l'hauria llançat per sobre de l'espatlla i el portaria de nou a la Terra i el tancaria. La segona temporada, Coulson l’hauria derrotat i l’hauria deixat allà a l’altre planeta per defensar-se per si mateix," mentre que la tercera temporada, Coulson s'aturava mentre es tancava un portal a la Terra per prendre's el temps de matar Ward. En declaracions a l'últim episodi de la cinquena temporada, en què Coulson es retira per viure els seus darrers dies a Tahití, Gregg va dir: "Tinc entès que Phil Coulson ja no és viu. L’han tornat, ha tingut molt clar que no volia tornar a utilitzar mesures sobrenaturals. Sempre vaig sentir com si pensés gairebé com si no se suposés que havia d’estar aquí... No crec que hi hagi una recompra real pel fet que aquest acord que va fer amb el Ghost Rider està matant el seu cos". Gregg també va assenyalar que estava parlant amb els showrunners de la sèrie sobre la seva aparició d'alguna forma a la sisena temporada, ja que hi havia interès a incloure'l.

#### Sarge / Pachakutiq
Sarge (encarnat per Clark Gregg) és un home que s'assembla a Phil Coulson; fins i tot tenint el mateix ADN, dirigeix un grup de mercenaris format per Jaco, Pax i Snowflake a la Terra en una missió que consisteix a atacar persones posseïdes per paràsits alienígenes. Després van atacar la companyia tecnològica de Deke Shaw per apuntar contra el propi Deke, que acaba amb Sarge i Snowflake sortint amb May mentre Jaco i Pax són capturats. Després de veure's obligat a matar una altra persona infectada per paràsits, May s'assabenta que Sarge és un alienígena de llarga vida que ha dirigit el seu grup a la caça dels paràsits anomenats Shrikes, que han estat delmant mons en nom del seu creador, i que Sarge té la intenció de atura’ls d’una vegada per totes. Pot superar Sarge i Snowflake, controlar el seu vehicle i tornar cap al Far. Mentre ell i el seu grup es troben sota custòdia de S.H.I.E.L.D., Sarge revela que el creador dels Shrikes, Izel, ha destruït el seu planeta i la seva família; portant-lo al seu camí de venjança. Després del seu intent fallit de volar la torre Shrike i enfrontar-se a la nau d'Izel, Sarge és detingut per S.H.I.E.L.D. May apareix a la seva cel·la i el dispara mentre està posseït per Izel. Després de recuperar-se i curar-se, Sarge es va alliberar de les seves restriccions i s'enfronta a Izel, on es troba el generador de Gravitonium que ostenta els poders dels Di'Allas. Sarge es queda confós quan Izel afirma que prové d'un món no corporal com ella i que la "família" és el record de Coulson del seu equip. Sarge recorda llavors que el seu veritable nom és Pachakutiq i que només posseeix un cos clon de Coulson que va ser creat pels poders dels Di'Allas i enviat cent anys al passat al seu planeta d'origen i el d'Izel. Malgrat això, encara creu que el seu enemic és Izel, tot i que sense saber-ho comença a manifestar poders. Després d’haver estat confrontat per Daisy i adonar-se completament dels seus poders, es revelen traces de Coulson dins de Sarge i que vol morir abans que faci mal a ningú més. Quan es va tractar de la baralla amb Izel, Sarge recorda qui i què és i apunyalà May amb l'espasa mentre l'enviava a l’altre costat com a senyal. Després va lluitar contra Mack i Daisy on es va revelar la seva veritable forma. Un cop May va tornar de l'altre costat i va clavar a Izel l'espasa, Daisy el va sorprendre amb les seves habilitats perquè Mack pogués destruir Pachakutiq amb l'espasa.

#### Phil Coulson (Chronicom L.M.D.)
Després de la mort d'Izel i Sarge, Enoch i Simmons van crear un Life Model Decoy de Phil Coulson millorat amb la tecnologia Chronicom utilitzant les restes dels LMD anteriors i els records de Coulson guardats al Framework. Quan se li informa del que ha passat des d’aleshores, s'uneix a l'equip per impedir que Chronicoms canviï la història. Al llarg del camí, fa ple ús del seu cos millorat per sobreviure als danys als que cap ésser humà podria sobreviure, com ara destruir la nau dels Chronicom Hunters i salvar la seva ment en una xarxa elèctrica abans que el seu equip li construeixi un nou cos. Un any després de derrotar el Chronicoms, el Coulson LMD rep el cotxe del seu homòleg, Lola, i viatja pel món.

### Melinda May
Melinda Qiaolian May (interpretada per Ming-Na Wen) és una experta pilot i armadora de S.H.I.E.L.D. sobrenomenada "the Cavalry" (la cavalleria), en contra dels seus desitjos, després d'una missió a Bahrain en què va salvar a tot un equip S.H.I.E.L.D. d'un inhumà canalla. Sense saber-ho, va fer això matant una jove anomenada Katya Belyakov. Encara lluitant per superar aquest esdeveniment anys més tard, May accepta veure el seu vell amic i soci Coulson per Nick Fury, informant a aquest últim i buscant possibles efectes secundaris del Projecte T.A.H.I.T.I. en el primer. Quan Coulson es converteix en el nou director de S.H.I.E.L.D., May actua com el seu segon al comandament i, amb el pas del temps, comença a superar els esdeveniments de Bahrain i fins i tot a desenvolupar relacions familiars amb personatges com Skye. A mitjans de la cinquena temporada, comença una relació amb Phil Coulson. Després de la lluita contra Glenn Talbot, millorat pel gravitoni, May s'uneix a Coulson en els seus darrers dies a Tahití. A la sisena temporada, ajuda a fer front a les amenaces que impliquen el grup de Sarge i Izel, tot i que es greument ferida en el procés. Després que Simmons la revifi a la setena temporada, May descobreix poders empàtics adquirits, que utilitza durant la batalla final contra els Chronicoms per descarregar l'empatia als Chronicom Hunters. Un any després, May es converteix en professora de l'Acadèmia Coulson de S.H.I.E.L.D., amb Flint com un dels seus estudiants.

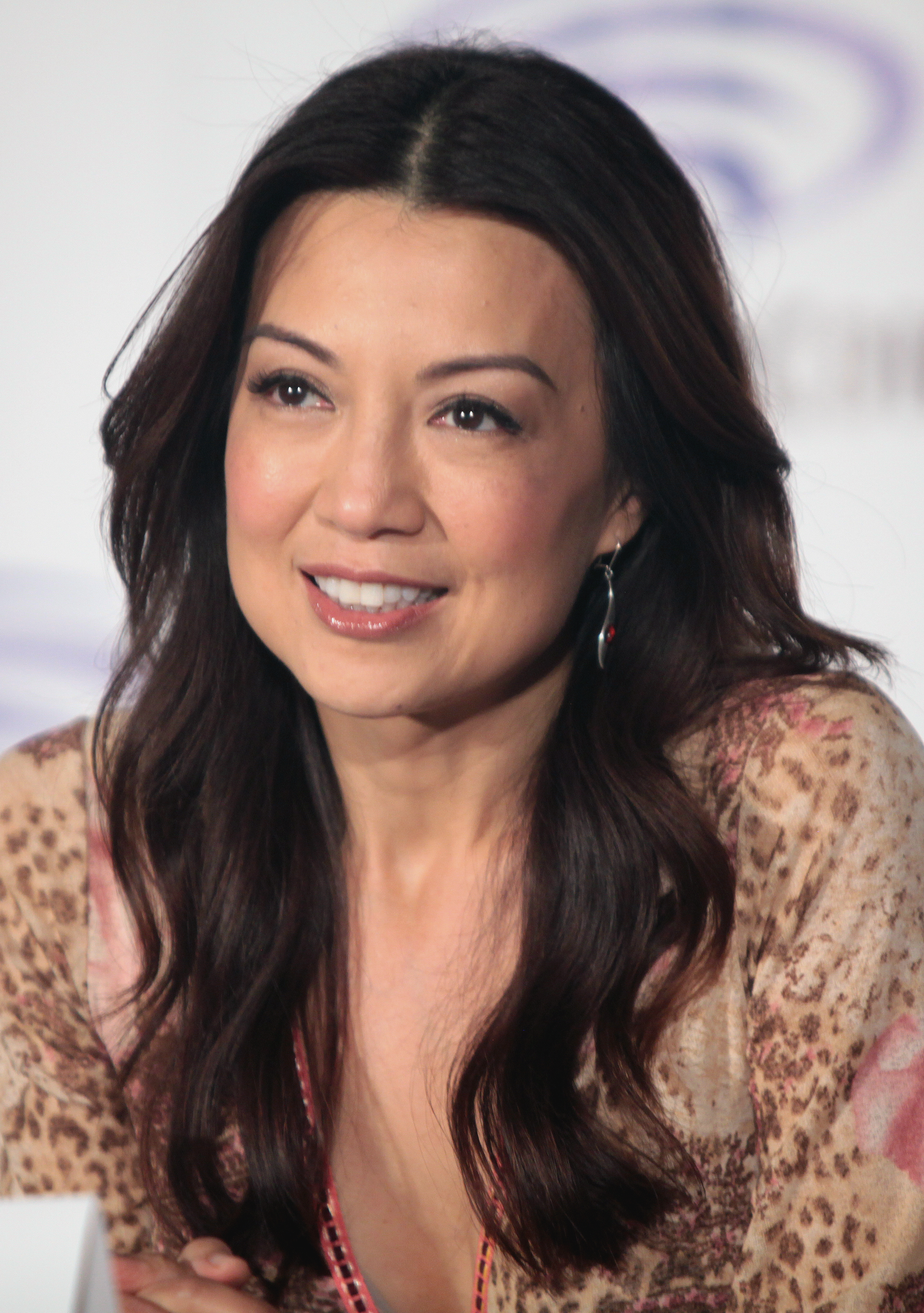
Ming-Na Wen

Wen havia estat al "primer pla" de la llista de desitjos dels productors per aparèixer a la sèrie i, després d'una reunió general, la va perseguir pel paper;:24 Wen va ser escollida el maig a l'octubre del 2012. Whedon tenia el personatge, que originalment apareixia amb el nom d'Agent Althea Rice en fulls de fosa,"rodant-li pel cap" durant molt de temps. En preparació per al paper, Wen va rebre "un parell d'històries de fons" sobre May, però va trobar un repte interpretar a un personatge respectat pels que l'envolten quan el públic no sap per què, afirmant que "És un repte en diferents maneres... Utilitzo part de la meva pròpia experiència personal el què ens ha cicatritzat o ens ha decebut molt". Quan es va revelar el passat de May a "Melinda", Wen el va considerar "devastador" i va explicar que "estava casada, estava enamorada d'Andrew, tenia una feina que excel·lia i estimava i creia, de manera que el seu món era bastant perfecte... Haver après el que havia de fer, pel bé de molts... Puc entendre per què la va traumatitzar tant i va fer que es retirés". La samarreta de May és del mateix color blau que la de molts agents de S.H.I.E.L.D. a The Avengers com Maria Hill, per tal de tenir certa continuïtat entre el seu uniforme i els establerts a les pel·lícules. La resta del seu vestit està inspirat en vestits de vol militar, inclosa una armilla de cuir, i pantalons amb panells elàstics per ajudar a combatre.
Parlant de les raons per les quals May es va quedar amb S.H.I.E.L.D., Wen va explicar "L'amistat i... la lleialtat de May i el seu amor per Coulson. Potser no [amor] romàntic, és realment —és difícil de descriure—, és un vincle, és irrompible, i vetllarà per Coulson, el cuidarà i l’ajudarà a fer tot el que necessiti en aquest moment de la seva vida... Vol estar allà per a ell i, si serveix a S.H.I.E.L.D., això és més o menys un efecte secundari." Wen va admetre que May desenvolupa una relació amb Skye el curs de la sèrie, passant de pensar en Skye com "algú que no volia com a part de la l'equip i no entenia per què Coulson la volia" a voler que Skye ”fos el millor agent que pugui ser". Després de descobrir que Skye és una inhumana, Wen va afirmar que "és com si tens el teu fill o la teva filla perdent el control o involucrant-te en situacions o persones de les que no estàs segur. Ja no tens el control. És molt aterrador. Encara que Skye sigui una entitat desconeguda, May encara manté esperances. Espera que el seu entrenament amb ella l'ajudi a controlar els seus nous poders, però mai se sap. De vegades, el poder supera tota la resta."
Sobre la manera com May tracta que el seu exmarit Andrew es converteixi en l'assassí inhumà Lash, Wen va dir: "Ha entès que era una cosa sobre la qual no tenia control. La traïció podria ser no compartir amb ella el que li va passar. Crec que entén que, en certa manera, tenia por i intentava ser protector de la seva relació i ho feia tot per motius equivocats. Crec que, finalment, l'agent May es tanca quan es tracta de Lash i Andrew. És per això que torna a enfocar tota la seva energia cap a S.H.I.E.L.D., tornant a estar al costat de Coulson. Allà és on es troba més còmoda." Wen va continuar descrivint May com a "maternal no convencional... està cuidant Simmons i creient que necessita ser capaç de protegir-se, està molt i molt preocupada pel benestar de la família."
Wen va rebre nominacions a "Actriu favorita en una nova sèrie de televisió" als 40th People's Choice Awards i "Favorite Female TV Star - Family Show" als 29th Kids 'Choice Awards. Wen també va ser nomenada "Intèrpret de la setmana" de TVLine per a la setmana del 12 d'abril de 2015, per la seva actuació a "Melinda", concretament per la seva interpretació de May a les seqüències de flashback.

### Grant Ward
Grant Douglas Ward (interpretat per Brett Dalton), fill de polítics, va ser maltractat pels seus pares i el seu germà gran, Christian, quan creixia. Després d’intentar matar Christian cremant la seva casa, Grant coneix a John Garrett, un agent doble d’Hydra dins de S.H.I.E.L.D., que forma a Grant perquè sigui un agent hàbil. Posteriorment, assignat a l'equip de Coulson com a especialista en músculs i treballs humits del grups, Grant es revela com a agent d'Hydra quan aquesta organització es revela al món i, després de la mort de Garrett, es converteix en presoner de S.H.I.E.L.D. Enamorat de la seva antiga companya d’equip Skye, Grant s'escapa de la custòdia, aparentment mata a Christian i als seus pares i s'infiltra a Hydra perquè Skye pugui conèixer el seu pare. Malgrat això, Skye es gira contra Ward i el dispara, i ell només escapa amb l'ajut de l'ex agent de S.H.I.E.L.D. Kara Palamas, amb qui desenvolupa una relació sentimental. Mata accidentalment a Palamas mentre ella es disfressa de May, i culpant a S.H.I.E.L.D., decideix fer-se càrrec d’Hidra, ara sense líder. Unint forces amb un dels líders anteriors d’Hidra, Gideon Malick, Ward viatja a través d’un portal a un planeta alienígena a la recerca de l’antic inhumà Hive, però allà és assassinat per Coulson. Això permet a Hive utilitzar el cos de Ward com a amfitrió.
En el Framework creat per Holden Radcliffe, és la parella de Johnson i company com agents d’Hydra. Es revela que encara és un agent doble, que ara treballa per a la resistència Inhumana, a causa del seu reclutament per part de Victoria Hand.

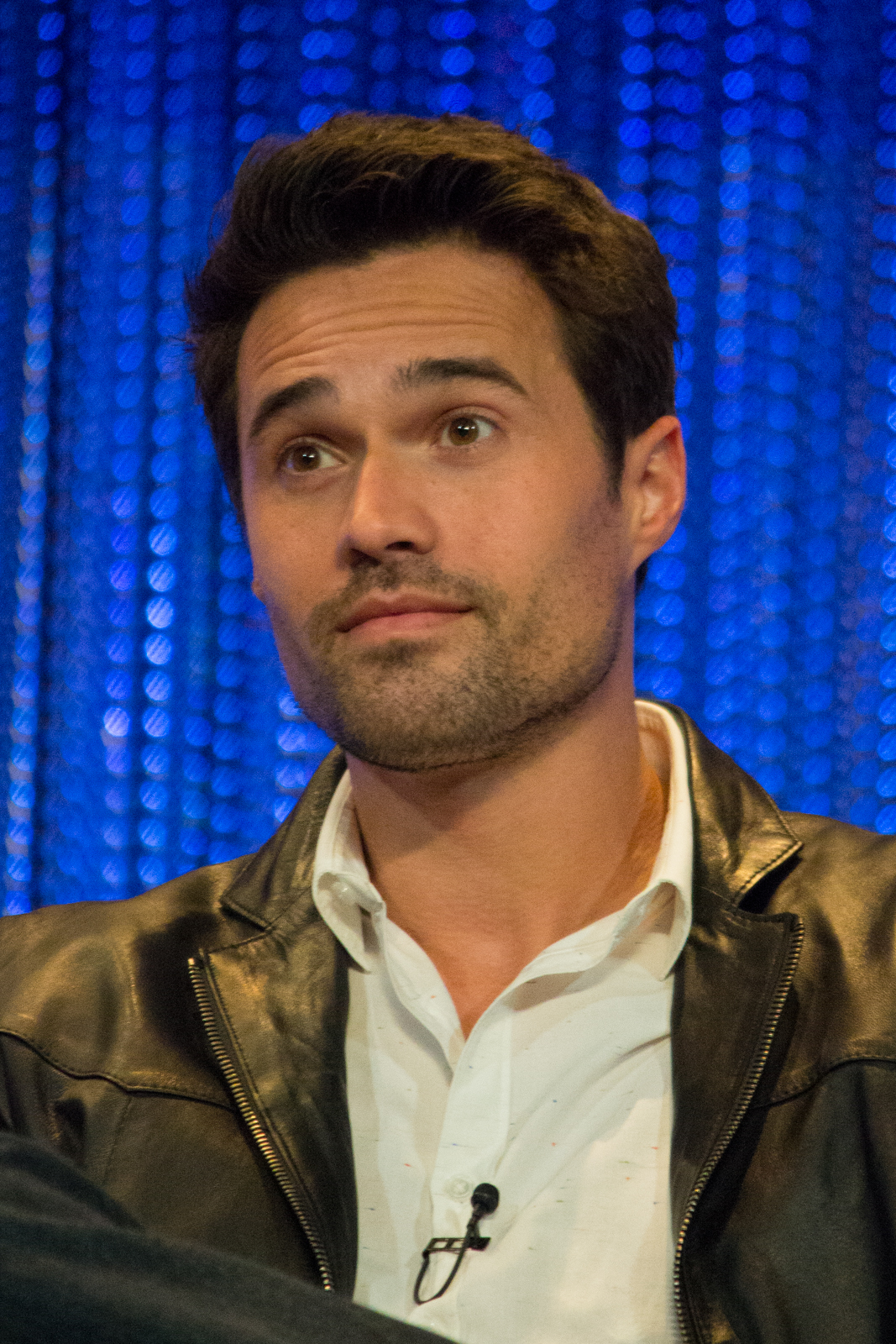
Brett Dalton

Dalton va ser escollit el novembre del 2012. Des de la concepció de la sèrie es va decidir que Grant Ward seria un traïdor, i el productor executiu Jed Whedon va dir "ja que [els esdeveniments de Captain America: The Winter Soldier són] una infiltració basada en la traïció a gran escala, volíem tenir-lo a petita escala i que sigui una daga molt personal per al cor". Els vestits inicials de Ward estaven inspirats en Jason Bourne i Ethan Hunt, amb un aspecte purament funcional i amb una paleta de colors apagada per reflectir la seva actitud seriosa. Després que Ward es descobrís com a Hydra i es convertís en presoner de S.H.I.E.L.D., Dalton va deixar créixer barba al personatge, explicant que S.H.I.E.L.D. no proporcionaria a un presoner una navalla, "de manera que resulta que tinc barba i les barbes poden tenir una mena de connotació maligna". Austin Lyon encarna un jove Ward.
Dalton va descriure a Ward quan va aparèixer per primera vegada a la sèrie com «un noi molt fiable, que s'arremanga les mànigues i feia tot el possible i no qüestionava l'autoritat. Ja sabeu, un avaluador de riscos ». Tot i que finalment es va revelar que Ward era un infiltrat d’Hydra, Dalton va assenyalar que això no significa necessàriament que les relacions que el personatge va construir amb el seu S.H.I.E.L.D. l'equip no fossin genuïnes, ja que anar encobert suposava deixar caure la guàrdia per fer confiar en ell les altres personatges, obrint-se a aquestes relacions malgrat els seus motius ulteriors.
Després de la mort de Garrett, va sorgir la pregunta: «Qui és [Grant Ward] sense que algú li digui què ha de fer?». Dalton va respondre que «ell pot seguir les ordres molt bé. Pot fer i prendre decisions difícils i, de vegades, pot fer coses desagradables en nom d'alguna cosa que sent que creu. Però... no crec que Ward conegui la resposta ell mateix a aquesta pregunta.» Dalton va titllar el personatge de «comodí», ja que era lleial a Garrett com a figura paterna en lloc de Hydra, «i es referia més als seus companys d'equip que a l'equip», posteriorment va elaborar que «No és del tot bo, no és del tot dolent. No intenta tornar a entrar a S.H.I.E.L.D., no intenta entrar a Hydra. Realment està en el seu propi camí. Viu segons el seu codi en aquest moment concret de la vida.» En explicar la relació de Ward amb Palamas, Dalton va afirmar que «Quan van començar aquesta relació per primera vegada, vaig pensar que eren dues persones que havien experimentat alguna cosa similar seguint ordres i després trobant-se sense saber qui són quan algú no els diu què ha de fer... Però realment s'ha convertit en una cosa molt més complicada que això. Allà hi ha una relació professor-alumne, així com el que sembla una relació genuïnament romàntica. Ens veieu realment amorosos a la cabina i estem posant malalts a tothom que ens envolta. D’alguna manera, tenim la relació més sana de totes les altres dinàmiques del programa, que diu alguna cosa perquè Ward no és un tipus de paio amorós. És interessant que ara estigui probablement en la relació més estable que hi ha.» Quan Ward mata accidentalment Palamas al final de la segona temporada, Dalton va dir que «Això l'afecta d'una manera profunda i definitiva. Allà dins hi havia una mica d'humanitat, i sempre la possibilitat i el pensament que podria ser redimit... Després que la mort de Kara sigui realment a les meves mans, després de tot el temps, l'esforç i l'energia que s'ha invertit en aquesta relació, el converteix. Ho veus als seus ulls... Tot el tancament continua apareixent una vegada i una altra. Hi ha tant tancament al món que cal aconseguir. Hi ha moltes coses de la injustícia que vol solucionar, de manera que veiem algú decidit, que sap qui és i que diu: Molt bé, si em vols anomenar el dolent, jo sóc el dolent».
Parlant del monòleg que Ward dona a l'episodi "Maveth", Dalton considerava que era «un moment real per a Ward, on realment té una sensació de que hi ha alguna cosa més gran que la venjança i totes aquestes emocions més petites; en realitat hi ha alguna cosa més gran que ell per la qual forma part.» Després de la mort de Ward més tard en l'episodi, Bell va discutir si els escriptors van considerar alguna vegada redimir el personatge, dient: «Cap personatge és massa gran per caure ni massa petit per ser redimit, teòricament... però per a que algú sigui redimit, han de demanar perdó, o voler ser canviat... [Ward] mai va sentir que necessitava disculpar-se pel que va fer.» Dalton va tornar a la sèrie la quarta temporada per encarnar a Ward al Framework. Dalton va sentir que li permetia tornar al personatge amb aquesta capacitat per permetre'l «finalment tenir l'arc d'heroi que mereix Grant Ward.»
Dalton va guanyar per "Male Breakout Star" (Estrella Masculina Revelació) als Teen Choice Awards 2014. El personatge de Grant Ward va tenir un grup de seguidors, conegut conjuntament com a "Ward Warriors" (Guerrers Ward) que sovint utilitzava l'etiqueta "StandWithWard" (quedar-se amb Ward) a les xarxes socials. Dalton es va sorprendre que la gent "sembla estar amb Ward faci el que faci... hi ha gent que sembla que segueix aquest personatge allà on vagi. Crec que és genial... No hi ha cap personatge com ell al programa, i diria que ni tan sols dins del cànon de Marvel". Com a "crit" a aquests seguidors, Palamas diu: «Sempre estaré amb Ward» al final de la segona temporada, que Dalton va titllar de «testimoni dels fans, aquesta base de fans increïblement lleial que ara ha influït en el guió del nostre programa.»

### Hive
Hive (llatí: Alveus) és un dels primers inhumans, un paràsit que pot connectar i controlar la ment d'altres inhumans i alimentar-se o posseir humans. Creada pels Kree a partir d’un caçador maia (interpretat per Jason Glover) per dirigir el seu exèrcit inhumà contra la humanitat, Hive finalment va provocar una rebel·lió, unint humans i inhumans per expulsar els Kree de la Terra. Aviat, una facció de seguidors de Hive que temien el seu poder el va desterrar a través d'un portal al planeta Maveth, on va destruir tota una civilització al llarg de segles. Finalment, només va sobreviure amb sacrificis humans enviats pel portal pels seguidors i els seus descendents, encara fidels a ell: Hydra. Hive s'escapa pel portal en temps moderns posseint el cos de Grant Ward. Conserva els records de tots els cossos que ha habitat, inclòs el germà de l’actual líder de l’Hydra, Gideon Malick, Nathaniel, i castiga Gideon per haver causat el sacrifici de Nathaniel assassinant la seva filla Stephanie, abans de prendre el control de Johnson, de qui Ward estava enamorat, i utilitzar-la per matar Gideon. A continuació, Hive pren mesures per recrear l'experiment original de Kree que el va fer, planejant utilitzar una ogiva per difondre un patogen pel món i transformar tots els humans en Inhumans Primitius. És destruït quan S.H.I.E.L.D. l’atrapa en un quinjet amb l'ogiva i el detona a l'espai.
Basat en Hive, "un experiment genètic creat per Hydra" en el còmic de Secret Warriors, Hive posseeix els cadàvers de Will Daniels primer i després de Grant Ward a l'espectacle, amb Dillon Casey i Brett Dalton interpretant els cossos reanimats, respectivament. Jason Glover apareix breument com la forma humana original de Hive, mentre Dalton encarna la veritable forma inhumana creada per CGI de Hive mitjançant la captura de moviments. Quan Hive posseïa el cos de Ward, Whedon va explicar que Ward ha estat "el dolent durant un temps i vaig pensar que era una bona manera d'escalar aquest personatge... encara hi ha records. Per tant, encara hi ha un aspecte de l’home que ens encantava odiar, però volíem donar-li una mica de suc addicional i volíem plantejar-li a Brett un repte més en què ha de canviar de personatge."
Dalton pretenia emular el personatge de Meryl Streep a El diable es vesteix de Prada, que mai parlava per sobre «d'un nivell conversacional... Mai es colpejava el pit i s'assegurava que tothom sabés que era poderosa, símplement ho era.» Dalton també va canviar la veu per representar una mica els records de Will Daniels i Nathaniel Malick. «Vaig provar per canviar la meva veu allà, vaig intentar canviar fins i tot el meu nivell d’expressió allà, perquè se suposava que canalitzava algú que arribava completament.» Dalton va titllar de «icònica i atemporal» l'abric que porta Hive després de la tercera temporada, i va assenyalar que «la moda no estava al capdavant de la ment [de Ward]», mentre que Hive és més teatral, «vistós sense haver de fer molt».
Dalton s'adonava que Hive no seria a la sèrie durant molt de temps quan feia el paper amb «el gran, gran dolent» menys probable que duri tant com un «antiheroi» com Ward. A l'escena final de Hive al final de la tercera temporada, Dalton va assenyalar que no hauria tingut cap sentit que el personatge fes res més que reflexionar: «És com mirar al foc. D'alguna manera surt la veritat. Estàs mirant el Terra, home. Està molt lluny. I obtindreu una perspectiva de les coses. Per a Hive, estava intentant canviar tota aquesta cosa i tots els que hi eren... Crec que hi ha un gran remordiment [que no va poder] aconseguir aquesta connexió i fer totes les coses que volia. Però també hi va haver una acceptació.»

### Skye / Daisy Johnson / Quake
Daisy Johnson (interpretada per Chloe Bennet) va néixer a la Xina filla de Calvin Johnson i la seva dona Inhumana, Jiaying, però aviat va ser presa per agents de S.H.I.E.L.D. i va créixer com orfena amb monges. Prenent el nom de "Skye", es va convertir en una hàbil hacktivista, oposant-se a organitzacions com S.H.I.E.L.D. Això va portar a trobar-se amb Coulson, que va decidir reclutar-la i que Ward, i després May, la formessin per ser una formidable agent de camp. Després de reunir-se amb el seu pare, Skye opta per expulsar-lo, sabent que és un monstre i un assassí, tot i que els seus desitjos que ella compleixi el seu destí —desbloquejant les seves habilitats inhumanes— es concedeixen quan entra involuntàriament en contacte amb les boires Terrigen, que li donen habilitats generadores de terratrèmols. Skye aviat es troba amb Jiaying, que l'ajuda a controlar les seves habilitats. Les lleialtats de Skye es posen a prova quan Jiaying intenta iniciar una guerra amb S.H.I.E.L.D., i finalment fa costat a S.H.I.E.L.D. Ara, amb el seu nom de naixement, Johnson forma un equip d’inhumans de S.H.I.E.L.D. anomenat els Secret Warriors. Després de connectar-se breument amb Hive i veure com Lincoln Campbell, amb qui va desenvolupar una relació romàntica, es sacrificava per ella, Johnson deixa S.H.I.E.L.D. i es coneix al públic com la vigilant "Quake". Més tard torna a S.H.I.E.L.D. després de la baralla amb Eli Morrow a la quarta temporada. Mentre viatja a través del temps per evitar que els Chronicoms canviïn la història de la temporada set, entra en una relació amb l'agent Daniel Sousa i descobreix que tenia una germanastra, Kora, que va morir en la línia de temps original. Després d'ajudar a una línia temporal alternativa de Kora a unir-se a l'equip, Daisy continua treballant amb ella i Sousa un any després de derrotar els Chronicoms.

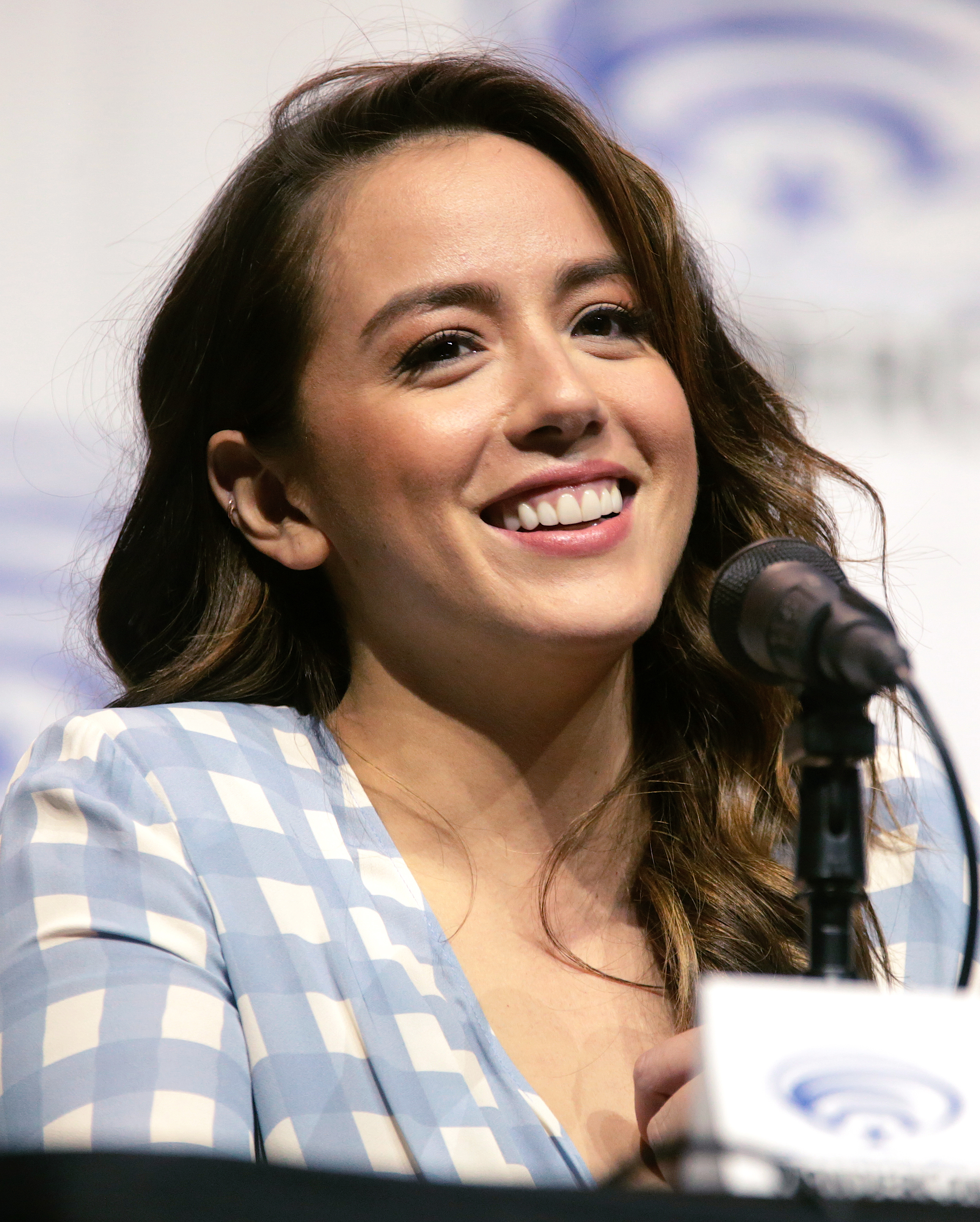
Chloe Bennet

Daisy Johnson va ser creada per Brian Michael Bendis i Gabriele Dell'Otto per a Secret War nº 2. Quan es va presentar el personatge de Skye a la sèrie, sempre es pretenia que fos la versió MCU de Johnson, tal com va explicar la productora executiva Maurissa Tancharoen, «sempre vam saber que volíem evolucionar Skye en una altra cosa. Daisy Johnson era el personatge principal que volíem buscar. Vam rebre confirmació molt aviat, de manera que hem estat en aquesta pista des de llavors». Bennet va ser escollida com a Skye el desembre de 2012, entre més de 400 actrius que van fer una audició per al paper. Tancharoen va afirmar: «Amb Skye, anàvem per la noia càlida amb la qual tots els nois volen quedar-se i que cada noia vol ser». Bennet es va descriure a si mateixa com a «inepta tecnològicament», esforçant-se per aprendre els termes necessaris per interpretar Skye, ja que és competent en tecnologia. Bennet també va començar a prendre classes de boxa per preparar-se pel paper.:25 A diferència de la versió dels còmics, Skye és dels Inhumans; Jed Whedon va explicar que «Hem creat un origen diferent per a ella... hem fusionat aquestes dues idees juntes també perquè hi ha fans tan rabiosos que si ens atenim als punts originals de la història dels còmics, oloraran els punts de la història de molt lluny. Aquests dos factors ens van portar a arribar a una idea diferent de com va aconseguir els seus poders». Durant una seqüència de lluita d'una sola presa a The Dirty Half Dozen, Bennet es va trencar el braç i va acabar la segona temporada lesionada.
El disseny inicial de vestuari de Skye tenia la intenció de mantenir-la relacionable, amb inspiració provinent de blocs d’estil però a mesura que es va convertir en una agent de S.H.I.E.L.D. amb més experiència en la segona temporada, va rebre un vestit més tàctic. Per a la tercera temporada, Bennet es va tallar els cabells per afavorir la transformació del seu personatge a Daisy Johnson, ja com és retratada en els còmics, tot i que no es va tallar els cabells tan curts com el seu homòleg còmic; Bennet va explicar que «la versió de còmic de Daisy Johnson té els cabells molt curts, com Miley Cyrus. Volíem mantenir-nos fidels als personatges del còmic que els encanten als fans; Volia agradar-los, però també assegurar-me que encara hi hagués algun moviment, longitud i sensualitat al cabell.» Bennet també va rebre una disfressa de superheroi per a la tercera temporada, de nou apropant el personatge a la versió dels còmics. Foley va considerar que «una de les coses més importants era que el símbol s'incorporés a la seva vestimenta, però sobretot als guants. I també es trobava a la part posterior del vestit, que va ser un toc divertit que vam afegir. Quant a la silueta, volíem mantenir-nos fidels als còmics i retre homenatge a aquests dissenys originals. També volia incorporar el color daurat que he vist en algunes de les il·lustracions del seu vestit al llarg dels còmics, per això tenim les línies daurades que veiem al vestit. Finalment, per a mi personalment, volia fer un gest amb el seu aspecte tàctic de la temporada passada, de manera que si mireu les línies d’estil de la part superior del vestit, veureu que són similars a la seva caputxa tàctica de la temporada 2.» El vestit «es va fer amb EuroJersey imprès, que funciona bé per a aquests vestits perquè és un tram a quatre bandes que dona a Chloe la possibilitat de moure's i fer els seus trucs... Però hi ha molt més cuir al vestit que a alguns dels altres». Legacy Effects va crear els emblemàtics guants de Johnson a partir dels còmics, fent-los de materials flexibles pintats per semblar metall per no ferir ningú durant les acrobàcies.
En la segona temporada, Bennet va assenyalar del personatge: «Crec que sempre és algú que sempre obrirà el cor, però crec que ara és molt més intel·ligent, si això té sentit. No crec que sigui el tipus de persona que pot deixar coses a mitges, i això inclou emocions. Si sent alguna cosa, sent alguna cosa. Però sap controlar-ho més». Parlant dels canvis al personatge després es va revelar que era Daisy Johnson i Inhumana, Tancharoen va dir: «Amb aquest descobriment vindran algunes conseqüències, especialment en les seves relacions amb tothom que l'envolta, en concret Coulson... No cal dir que serà un viatge emocional i molt complex. Per a ella, un viatge emocional. Tenim la possibilitat d'explorar un viatge emocional com aquest en un programa de televisió. Què vol dir ara que té aquesta capacitat? La vol?» Explicant alguns d'aquests canvis en el personatge, Bennet va afirmar que «Tracto de mantenir la primera temporada que Daisy va teixir a través de la nova i dolenta Daisy... [però] ha canviat molt. Va entrar a S.H.I.E.L.D. odiant organitzacions com S.H.I.E.L.D., i ara és l'epítome de S.H.I.E.L.D. Ella creu en tot el que creuen.»
Parlant del personatge que es va convertir en líder dels guerrers secrets, Bennet va dir: «El que la converteix en una bona líder és el que ha viscut, perquè pot relacionar-se amb tots els membres de l'equip i realment té tanta empatia i això és el que m'encanta. Ella realment es preocupa per tothom de forma tan profunda i li fa molta pena perquè, evidentment, va passar per aquest gran canvi inhumà... I el que crec que la converteix en un tipus tan bo de... líder no convencional és que realment encara aprén i crec que és tan realista que els líders ho estan fent, és gairebé com quan creixes i t’adones que els teus pares només són humans i són pares.» Wen va assenyalar com el personatge «ha evolucionat de ser tan anti-establishment a ser de sobte algú que vol crear un establishment que ajudaria i milloraria la millora del món», al qual Bennet va replicar: «estava molt perduda durant molt de temps, era òrfena i volia trobar els seus pares i, de sobte, ho fa i no és el que esperava. Ja ho sabeu, quan la vostra mare intenta matar-vos i el vostre pare és Hyde. Per tant, està convertint-se en això.»
En la quarta temporada, Bennet va pensar que, després dels esdeveniments de l'episodi final de la tercera temporada, Johnson estava «en un lloc més fosc. Està de dol. Es preocupa tant per l'equip que sent que els protegeix deixant-los fora, perquè penso que sent que tot el dolent passa al seu voltant i que no pot deixar de causar problemes. La seva manera de cuidar les persones que li preocupen és allunyar-les, cosa que... no és la millor cosa.» També va afegir que físicament, Johnson no estaria en molt bona forma, des que ja no està sota la supervisió de S.H.I.E.L.D. «que em conté i m'ajuda a fer créixer els meus poders», de manera que hi hauria «repercussions sobre el seu tipus d'ús d'aquests poders i... abusant del seu cos».
Bennet va rebre nominacions per a 'Actriu de televisió preferida' i 'Estrella de televisió femenina favorita en Programa familiar' als 28ens i 29ens Premis Kids 'Choice, respectivament.

### Leo Fitz
Leopold "Leo" James Fitz (interpretat per Iain De Caestecker) és incorporat a l'equip de Coulson com a especialista en enginyeria i tecnologia d'armes, i proporciona suport tècnic a l'equip durant la primera temporada. Té un estret vincle amb l’agent Simmons, els dos s'han graduat junts de l’acadèmia S.H.I.E.L.D. Al final de la primera temporada, confessa els seus sentiments a Simmons abans que gairebé mori en un intent de salvar-la. Fitz, amb un gran dany cerebral, lluita amb la tecnologia i la parla, però amb el pas del temps torna a ser membre de ple dret de l'equip. Quan la seva consciència queda submergida en el Framework, Fitz es converteix en "El Doctor", el segon al comandament indefens de Hydra i manté una relació amb Madame Hydra. L'experiència el canvia; conservant els records d’aquesta altra vida i deixant-lo afligit per les seves accions passades. Després que Enoch enviï el seu equip al futur a través d’un monòlit, ajuda Fitz a arribar-hi en una vaina de ciroestasi abans d’ajudar-los a tornar al present, després del qual es casen Fitz i Simmons. Durant la batalla final contra un Glenn Talbot millorat pel gravitoni, Fitz queda ferit fatalment. Mentre Daisy i Simmons encapçalen la recerca del Fitz criogenicament congelat a l'espai, Enoch el deixa anar prematurament quan són atacats. Finalment es retroben amb Simmons, però els Chronicoms els capturen i els obliguen a esbrinar el viatge en el temps. No obstant això, Enoch els rescata i els ajuda a construir una màquina del temps perquè puguin salvar els seus amics i evitar que els Chronicoms canviïn la història. Un any després, Fitz i Simmons es retiren de S.H.I.E.L.D. per poder criar la seva filla, Alya.

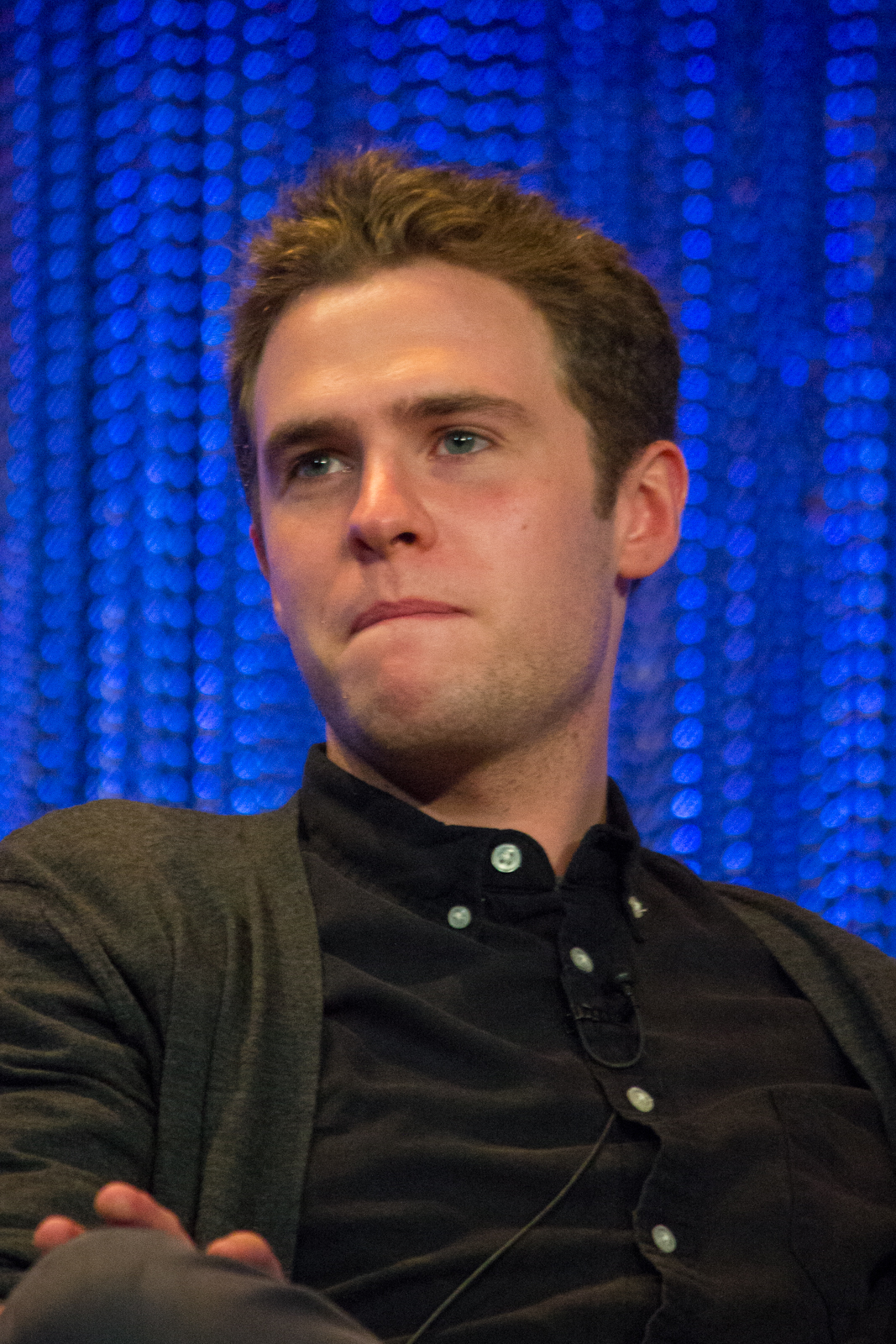
Iain De Caestecker

De Caestecker va ser escollit com a Fitz el novembre de 2012. Els productors havien estat conscients de De Caestecker a partir del seu treball a la sèrie The Fades de BBC Three. Originalment, es va imaginar que Fitz tenia una personalitat més arrogant i es va transformar en el "geni insegur" una vegada que De Caestecker va ser escollit.:26 Després de lesions que el personatge rep al final de la primera temporada, la sèrie va començar a tractar un trauma cerebral, ja que De Caestecker va explicar: «Des del primer moment, fins i tot abans de saber-ho, els escriptors van tenir la idea i van fer molta investigació amb metges. Quan me’n vaig assabentar, vaig fer la meva pròpia investigació i la vaig correlacionar. És només una cosa que no s'hauria de banalitzar mai. És una cosa real i seriosa per a moltes persones, un trauma cerebral, de manera que hem de ser respectuosos amb ella. En parlem tot el temps. Fins i tot si no ho veieu o no és obvi, sempre hi ha alguna cosa que està al nostre cap i que mantenim. És la comprensió que mai no es millora del tot, es tracta d’abraçar el nou costat de tu i fer que funcioni al món on ets. Suposo que la idea d'una cura -no sé si això podria passar». Per al disseny de vestuari de Fitz, Foley va intentar que la seva roba reflectís la seva personalitat, sense «fer-la massa tòpica"... intentem reproduir el seu "estil patrimonial».
De Caestecker, descrivint el personatge, va dir que «Fitz té aquest humor tan divertit. És molt apassionat en el que fa. Per tant, hi ha aquells moments en què, no crec que sigui algú que respongui molt ràpidament a les emocions; realment no entén tant les emocions». Fitz té molta interacció amb Simmons a la sèrie, amb De Caestecker explicant «El meu personatge és enginyer, de manera que està del costat de l'ordinador i la tecnologia en tot. Està consumit en aquest món i treballa molt estretament amb Simmons, que és bioquímica. Tenen aquest tipus de química estranya i s'ajusten de manera molt estranya.» Quant a la dinàmica canviant amb el pas del temps entre Fitz i Simmons, De Caestecker va dir: «Suposo que el que ha passat des de l'inici de la segona temporada fins a la meitat de la temporada és que s'han convertit en molt més forts com a individus, crec. Però crec que encara es cuiden i es necessiten molt, i també o treballen millor conjuntament quan estan junts. Però crec que hi ha moltes coses que encara no s'han dit i, amb sort, sortiran, certs enfrontaments que encara bullen per sota.»
Tot i haver estat anunciat com a membre principal del repartiment per a la setena temporada, De Caestecker no apareix als deu primers episodis, ja que es va comprometre amb un altre projecte quan va començar el rodatge de la temporada. Apareix per primera vegada en seqüències de flashback a l'episodi Brand New Day, rebent un crèdit com estrella convidada per la seva aparició.
De Caestecker va ser escollit "Intèrpret de la setmana" de TVLine per a la setmana del 27 de setembre de 2015, per la seva actuació a Laws of Nature, particularment l'escena final de l'episodi, i del 21 de juny de 2019 compartit amb Elizabeth Henstridge per la seva actuació a Inescapable.

#### El Doctor
A la quarta temporada, quan la consciència de Fitz queda submergida en el Framework, una realitat virtual creada per Holden Radcliffe, es converteix en "El Doctor", també conegut com Leopold, el segon comandant indefens de Hydra, i té una relació amb Aida, que ara s'anomena Ofèlia / Madame Hydra. Després d’assumir el càrrec de Cap d’Hidra després de la incapacitació d’Aida, crea per a Aida una màquina per convertir-se en una persona real i és obligat a sortir del Framework per S.H.I.E.L.D., després del qual Fitz queda traumatitzat pel seu comportament com a Doctor.

### Jemma Simmons
Jemma Anne Simmons (interpretada per Elizabeth Henstridge) és incorporada a l'equip de Coulson com a especialista en ciències de la vida (tant humanes com alienes) i manté un estret vincle amb l’agent Fitz, els dos s'han graduat junts de l’acadèmia S.H.I.E.L.D. Arriba a desconfiar de totes les coses alienes i sobrehumanes, però mostra la seva lleialtat a Coulson malgrat això quan s'enfronten a la facció rival S.H.I.E.L.D. Després de la lluita contra els inhumans, Simmons és absorbida pel monòlit Kree, un portal cap al planeta alienígena Maveth. Allà s'enamora de Will Daniels, que es sacrifica per tornar a la Terra. Simmons finalment supera la mort de Daniels i comença una relació amb Fitz i finalment es casa amb ell. Després que matin Fitz, Simmons va participar en la missió de trobar el cos conservat que tenia Enoch. Es van reunir temporalment abans que els Chronicoms els segrestessin per obligar-los a esbrinar el viatge en el temps per poder salvar el seu planeta natal. No obstant això, Enoch els rescata i els ajuda a salvar els seus amics abans de construir una màquina del temps per ajudar-los a evitar que els Chronicoms canviïn la història. Després de l'èxit de la missió, Fitz i Simmons es retiren de S.H.I.E.L.D. per criar la seva filla, Alya.

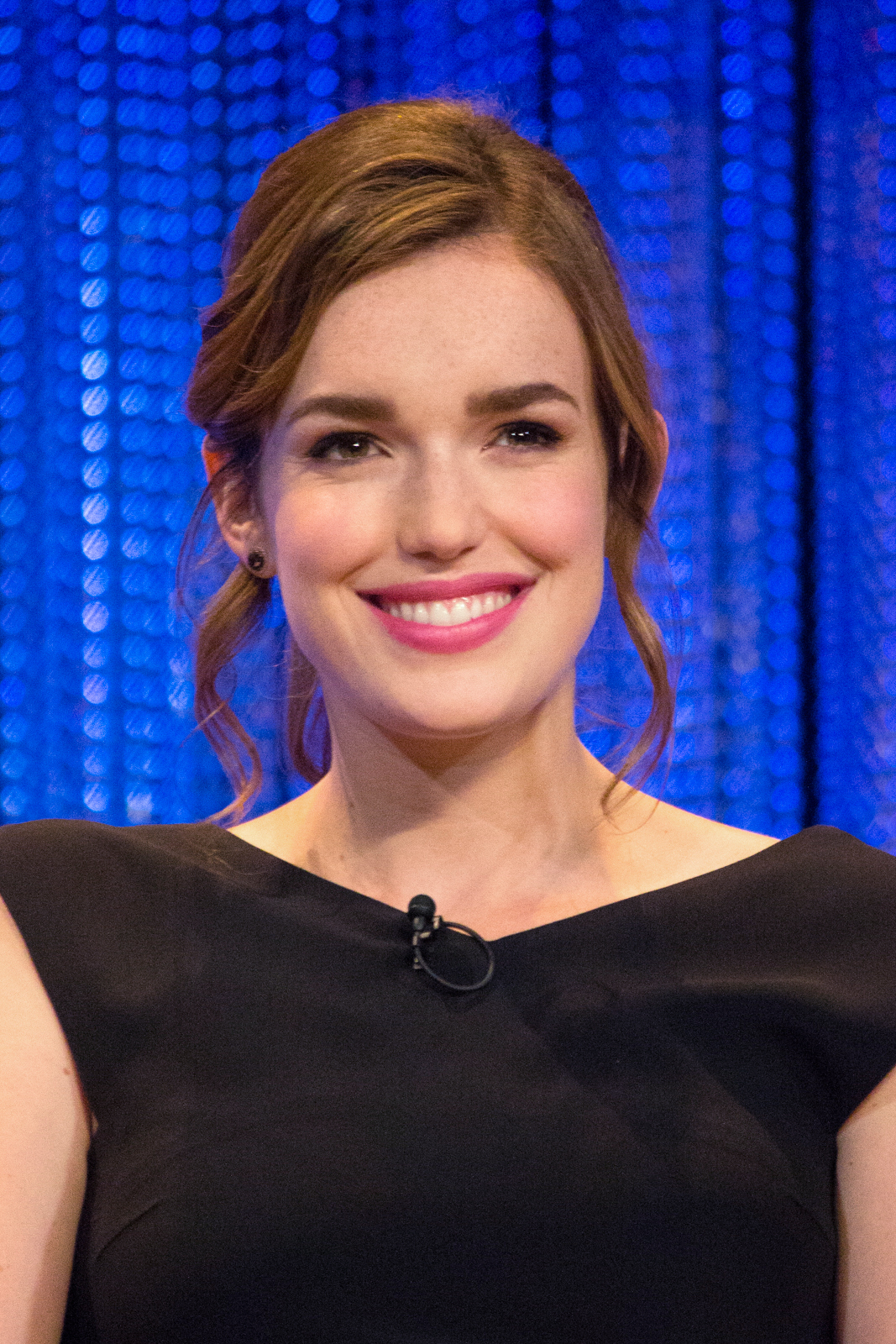
Elizabeth Henstridge

Henstridge també va ser escollida el novembre de 2012. El personatge va ser imaginat originalment com la "preocupada molesta" de l'equip, però va canviar quan Henstridge va portar un entusiasme al paper que els productors buscaven.:27 Va descriure el seu personatge com «una experta en bioquímica. És jove i ansiosa i és una gran dona per interpretar perquè és intel·ligent, concentrada i curiosa i no demana perdó per això. Té una relació meravellosa amb Fitz. S'empenyen mútuament». Després de la revelació durant la segona temporada que Fitz només s'estava imaginant a Simmons en l'episodi, Henstridge va explicar que els showrunners «us expliquen el que heu de saber per interpretar les vostres escenes, però qualsevol cosa després d'això, no la sabreu mai». Per al disseny de vestuari de Simmons, Foley va intentar que la seva roba reflectís la seva personalitat, sense «fer-se massa tòpica... barregem allò dur amb el suau: combinem els elements femenins com els colls Peter Pan, les bruses de seda i els florals amb els tocs masculins com els llaços». Ava Marielle encarna una Simmons més jove.
Henstridge va parlar sobre la separació dels personatges de Fitz i Simmons al llarg de la sèrie, i va assenyalar que «mai no han estat l'un sense l'altre. Quan els veieu sense l'altre, això els aporta una nova dinàmica com a personatges en descobrir com és haver de ser independent». Sobre la culpa de Simmons pel dany cerebral de Fitz, Henstridge va dir: «Sent una gran culpabilitat. Hi ha moltes emocions. Moltes giren al voltant de Fitz i Ward. Ella sent molta ràbia i ressentiment per la situació. Quan li passa alguna cosa catastròfica a algú que estimes o es produeix una situació que afecta les persones que més estimes, si és la primera vegada que t'hi trobes, no saps veritablement què fer.» Quan aquesta relació es va desenvolupar durant la segona temporada, Henstridge va dir: «No crec que s'adonin del tot de la seva distància. Hi ha moltes ferides. No crec que s'adonin del que estan sacrificant per no esbrinar-ho.» Parlant del costat més dur de Simmons vist més endavant en la segona temporada, després de la revelació dels inhumans i la posterior mort de l'agent Triplett, Henstridge va explicar que al començament de la sèrie, Simmons era «molt matemàtica», però durant la primera temporada «va entendre que hi havia alguna cosa més en les relacions humanes i del que significa salvar la vida d'algú». Ara, «ha tingut un esdeveniment traumàtic i ha tornat directament al que sap per provar de fer que tot sigui blanc i negre», per la qual cosa «Té sentit [per a ella] si hi ha aquestes persones, digueu-les com vulgueu; inhumans —que causen destrucció i se’n poden desfer, llavors ja no seran més una destrucció [sic] ... Per descomptat, no és tan senzill.»
Després que Simmons quedi atrapada al planeta Maveth durant sis mesos, canvia «profundament», amb Henstridge que la descriu com «definitivament la seva essència, no només canvia completament. Però ha passat moltes coses. S'ha endurit. Ha hagut d'enfrontar-se a coses que mai no hauria imaginat, també per ella mateixa sense Fitz, de manera que definitivament ha canviat, més forta i d'alguna manera malmesa.» Descrivint la relació que Simmons desenvolupa amb Daniels al planeta, i comparant-la amb la de Fitz, Henstridge va dir: «És molt visceral. És més primordial i intensa. Això només prové d'haver de sobreviure en un entorn hostil, només tenint-se l'un a l'altre en tot el planeta. Les apostes sempre són tan altes, per tant, és més física que la seva relació amb Fitz. FitzSimmons és una crema lenta que ha trigat anys i anys, i es van connectar per intel·lecte, mentre que ella i Will, són un tipus de cosa «nosaltres contra el món». Després que Daniels mori i Simmons finalment torni amb Fitz, els dos últims es mostren consumant la seva relació després de construir-la durant diverses temporades. «Imaginem que passen el matí després de riure's molt del que acaba de passar», van dir Whedon i Tancharoen, «volem que la seva relació se senti com la seva amistat, perquè totes les millors relacions són això. Així que avançar, durant aquest canvi en la seva amistat, esperem que només aprofundeixi la seva connexió, també està obligat a fer les coses una mica més complicades.»
Henstridge va ser nomenada "Intèrpret de la setmana" per TVLine per a la setmana del 25 d'octubre de 2015, per la seva actuació en "4.722 Hours", particularment per haver aparegut virtualment en cada segon de l'episodi centrada en Simmons.

### Lance Hunter
Lance Hunter (interpretat per Nick Blood), un tinent del SAS convertit en mercenari, s'uneix a la S.H.I.E.L.D. post-Hydra a petició de Coulson després d'una recomanació de la seva exdona Bobbi Morse. Tot i tenir una relació tumultuosa amb Morse, Hunter es converteix en un agent de S.H.I.E.L.D. a temps complet i arrisca la vida per salvar-la quan la segresten. Després d'un incident a Rússia que gairebé suposa l'assassinat del primer ministre Olshenko, Hunter i Morse decideixen desvincular-se de S.H.I.E.L.D. per protegir Coulson i l'equip. Hunter continua fent tasques de mercenari quan Fitz busca a Hunter per alliberar-lo de la base de la general Hale mentre es fa passar per advocat. Hunter ajuda Fitz a rescatar Coulson i l'equip quan són transportats al 2091, on la seva pista els condueix a Enoch.

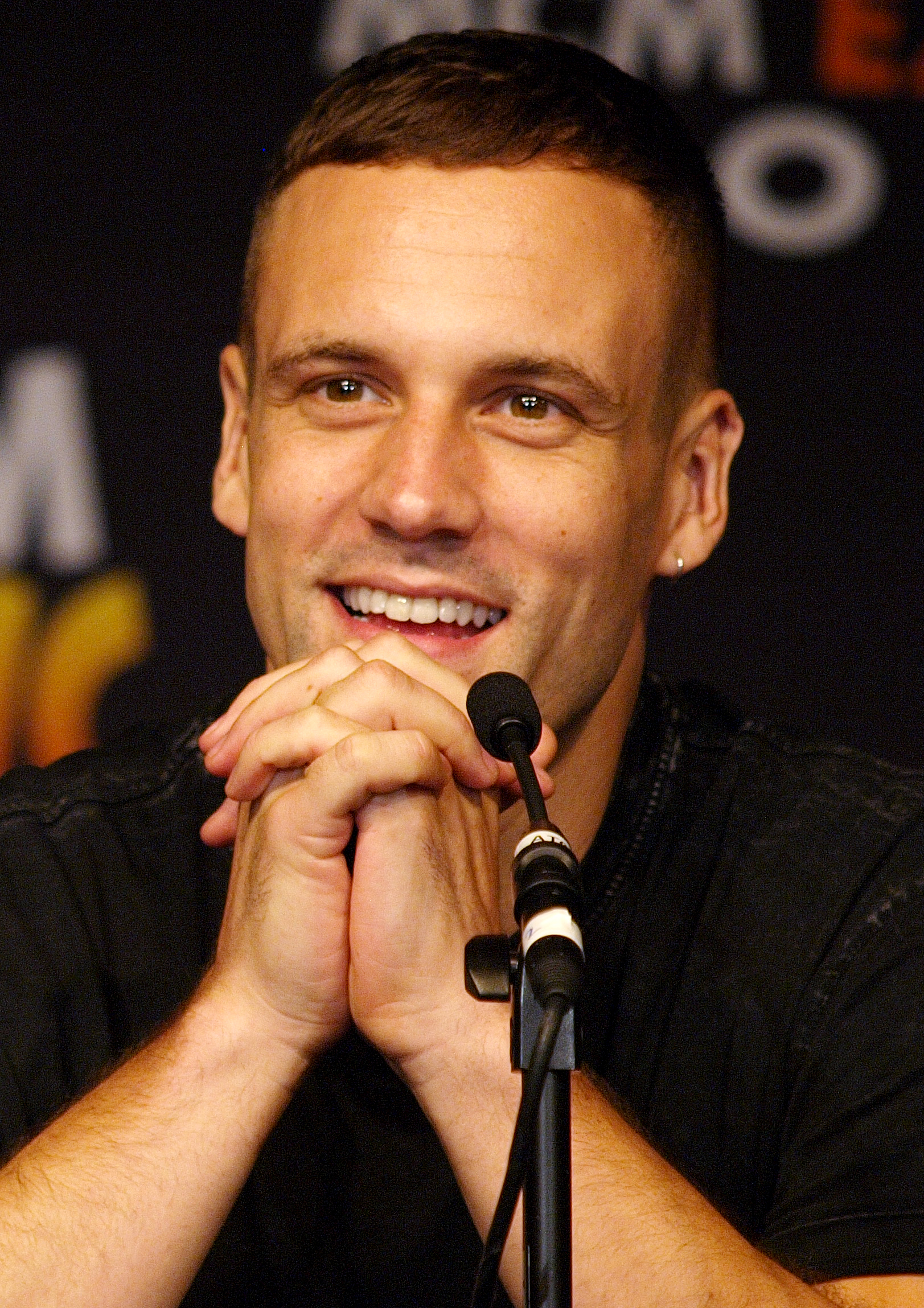
Nick Blood

Lance Hunter, creat per Gary Friedrich com la versió britànica de Nick Fury per a Captain Britain Weekly, va ser confirmat el setembre del 2014 com membre del repartiment principal per a la segona temporada. L'elecció de Blood va ser anunciada al Comic Con de San Diego del 2014, on es va descriure el personatge no com un agent de S.H.I.E.L.D., sinó com un mercenari. Quan el seu personatge es va unir al repartiment, Blood va explicar que «cada personatge diferent, els personatges originals, té un tipus de resposta diferent a [Hunter]. En general, crec que són una mica desconfiats, una mica sospitosos, [però també] estan una mica divertits per ell. Perquè la cosa bona de la seva entrada en aquest grup és que a Lance no li importa gaire el que la gent pensa d’ell. És molt ell mateix i s'hi sent molt còmode. No s'inclina davant l'etiqueta de la jerarquia de S.H.I.E.L.D.».
Parlant de la integració de Hunter a l'equip després d'una oferta de Coulson per convertir-se en agent a temps complet, Blood va dir: «Em sembla que Hunter probablement se sent molt independent, de manera que no crec que volgués admetre que no és un foraster, que en forma part.... No té massa respecte per l'autoritat i els títols, sobretot en aquest món, però crec que pren cada decisió tal com arriba. Si Coulson fa alguna cosa que respecta, tot és bo. Si no ho fa, dirà alguna cosa. Però crec que veu que [Coulson] intenta fer el correcte i li té molt de respecte en aquest sentit». A més, de la relació de Hunter, una altra vegada i una altra, amb Morse, Blood va dir: «Crec que la dinàmica és fantàstica. Crec que és realment bona i hi ha molta veritat en les relacions que tens on és una mena de "no poden viure amb l'altre, no poden matar l'altre", i aquest tipus de coses.» Després que Hunter mata un home a A Wanted (Inhu)man Blood va dir, «Crec que probablement és més recent per al públic que per a Hunter. Crec que Hunter, en el seu passat, probablement ha fet alguns actes moralment qüestionables... no per dir que ha estat fins i tot viciós, reivindicatiu o immoral. Crec que està a cavall entre el correcte i el dolent.»
Blood va abandonar la sèrie després de l'episodi Parting Shot de la tercera temporada per protagonitzar la sèrie derivada Marvel's Most Wanted. Com que aquesta sèrie no es va programar el maig de 2016, es va anunciar el setembre de 2017 que Blood tornaria a Agents of S.H.I.E.L.D. durant la cinquena temporada, on Hunter va ser-hi quan va tornar a ajudar Fitz a arribar al 2091 per rescatar Coulson i l'equip. Blood va dir: «Ha estat fent els seus trucs habituals, fent una mica de mercenari i discutint amb Bobbi ... No necessàriament té accés a tots els aparells que feia S.H.I.E.L.D., de manera que ha d'utilitzar el seu encant i el seu enginy per trencar les portes i demanar alguns favors als seus amics sospitosos".

### Bobbi Morse
Barbara "Bobbi" Morse (interpretada per Adrianne Palicki) és l'exdona de Hunter i agent de S.H.I.E.L.D. Membre fundador del "real S.H.I.E.L.D." (S.H.I.E.L.D. veritable) després de desobeir les ordres de Fury per salvar centenars de vides de S.H.I.E.L.D., s'infiltra en el grup de Coulson per al seu reconeixement. Coulson l'envia encoberta a Hydra, on renuncia a localitzar a l’Agent 33 en lloc d’arriscar la vida de molts altres agents de SHIELD. Més tard, accepta, juntament amb els seus companys líders del "real S.H.I.E.L.D.", combinar la seva facció amb la de Coulson. Ward la segresta per intentar obligar-la a confessar haver cedit 33 a Hydra, però quan Morse no es penedeix, Ward posa una trampa a Hunter perquè el vegi mort davant seu. Morse agafa la bala destinaad per a Hunter, i amb prou feines sobreviu. Després d'un incident a Rússia que suposa el gairebé assassinat del primer ministre Olshenko, Morse i Hunter decideixen desvincular-se de S.H.I.E.L.D. per protegir Coulson i l'equip.

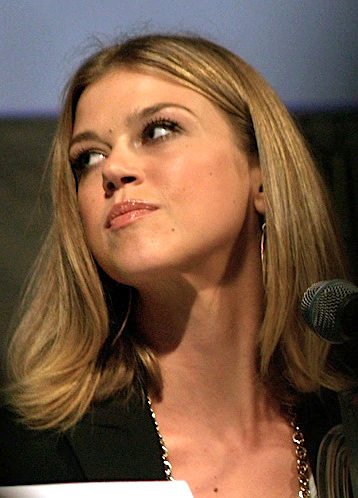
Adrianne Palicki

A la Comic Con de San Diego del 2014, es va revelar que el personatge de Bobbi Morse / Mockingbird, que va ser presentat per primera vegada a Astonishing Tales nº 6 per Gerry Conway, apareixia a la segona temporada. Aquell mes d'agost, Palicki va ser escollida com a Morse en un paper de convidat, per aparèixer a l'episodi A Hen in the Wolf House, però amb el potencial de tornar. Palicki, un fan dels còmics, va ser abordada pels showrunners específicament per al paper, i al principi va dubtar en assumir-lo, pensant que «mai no podré interpretar cap altre personatge de Marvel si segueixo endavant en aquest paper». Palicki ja tenia entrenament en arts marcials i en armes, però va haver d'aprendre a utilitzar els bastons d'arnis del personatge i va assenyalar similituds entre l'estil de lluita de Morse i el de Black Widow de Scarlett Johansson de les pel·lícules de MCU. Palicki va ser ascendida a personatge regular de la sèrie amb l'episodi de la segona temporada "Aftershocks".
En apropar-se al vestit de Morse, Foley va mirar «totes les seves aparicions en còmic i realment volia intentar incorporar elements del look dels còmics al vestit que estem fent ara per al programa... però vam haver de canviar-ho, òbviament, per practicitat, perquè s'havia d’adaptar al nostre món. També havia de tenir una mena de sentiment tàctic perquè tingués sentit al nostre univers. Té reblons que hi ha a les corretges del pit i que són allà com a homenatge als botons que apareixen al costat del seu vestit [còmics més recents de l'època]». El vestit de còmic del personatge és tradicionalment blau marí i blanc, que es va canviar a blau marí i gris per a la sèrie. Es van produir tres conjunts del vestit; dos per portar Palicki i un per a la seva doble especialista. Foley va utilitzar "molts panells elàstics" i pell per assegurar la llibertat de moviment en les moltes seqüències d'acció del personatge.
Amb la revelació de la lleialtat de Morse cap a la facció "real S.H.I.E.L.D.", Palicki va explicar que el personatge «no feia res malament als seus [propis] ulls... Aquesta va ser una decisió que va prendre. Ha passat per l'infern amb aquesta gent. Li importa l'equip de Coulson. Està esquinçada a causa de Hunter i té un punt feble per a Coulson. Però al final, és realment una autèntica soldat i sent que hi ha hagut un compromís i que se n’ha de fer càrrec.» Bell, en resposta a una pregunta sobre si Morse tenia més secrets que els revelats durant la segona temporada, va afirmar que «ella i Hunter s'han mantingut secrets l'un a l'altre, evidentment des de fa anys. I una de les coses que trobo interessants sobre ella és que sembla ser més una ideòlega —és lleial a una idea— i, de vegades, el que en el curt termini sembla ser traïció o conflicte és sovint pel que considera el bé més gran. I aquest és un caràcter interessant món per tenir en el món on Coulson és molt més "hem de protegir o salvar aquesta persona." Ets lleial a una persona? Ets fidel al noi del búnquer al teu costat? O ets fidel al concepte més ampli d'allò pel que lluitem?»
Preguntada pel potencial del seu personatge d'aparèixer en una pel·lícula de MCU, Palicki va dir que «aquesta era una de les coses que es va discutir quan venia pel paper, i ja se sap, veurem què passa. És un món tan agradable que vivim en aquest encreuament que pot passar tan sovint, que en el passat mai no es produïa, veure que aquests mons s'uneixen a la pantalla petita i la pantalla gran és realment genial.» Palicki va abandonar la sèrie després de l'episodi Parting Shot de la tercera temporada per protagonitzar la sèrie derivada Marvel's Most Wanted, que finalment no es va programar.
Palicki va ser nomenada com menció honorífica com "Intèrprete de la setmana" per TVLine a la setmana del 20 de març de 2016, per la seva actuació a "Parting Shot".

### Alphonso "Mack" Mackenzie
Alphonso "Mack" Mackenzie (interpretat per Henry Simmons), un mecànic de S.H.I.E.L.D. dirigit per Robert Gonzales, és membre fundador del "real S.H.I.E.L.D.", i s'infiltra en el grup de Coulson amb Morse. Després de ser controlat breument per la tecnologia Kree, la desconfiança de Mack pels alienígenes i els sobrehumans s'aprofundeix i decideix abandonar S.H.I.E.L.D. quan els seus companys líders accepten unir forces amb Coulson. No obstant això, després de la guerra amb els inhumans, Coulson convenç a Mack de quedar-se i el posa al capdavant de tots els materials aliens. Coulson fa de Mack director en funcions de S.H.I.E.L.D. quan va darrere de Ward i Hydra. En el Framework, la filla de Mack Hope continua viva. Després de ser utilitzat per Hydra per revelar que Johnson és del món real, busca la resistència de S.H.I.E.L.D. per ajudar-los. Quan es troba el punt de sortida del Framework, Mack decideix quedar-se enrere, dient que el temps que va passar amb la versió Framework de Hope era prou real per a ell. Més tard deixa el Framework quan Hope desapareix en el col·lapse del Framework. Després de la mort de Coulson, Mack es converteix en el nou director de S.H.I.E.L.D. Durant la setena temporada, Mack participa en la missió d'evitar que els Chronicoms reescriguin la història. Un any després de l'èxit de la missió, Mack continua liderant S.H.I.E.L.D. des d'un nou Helicarrier.

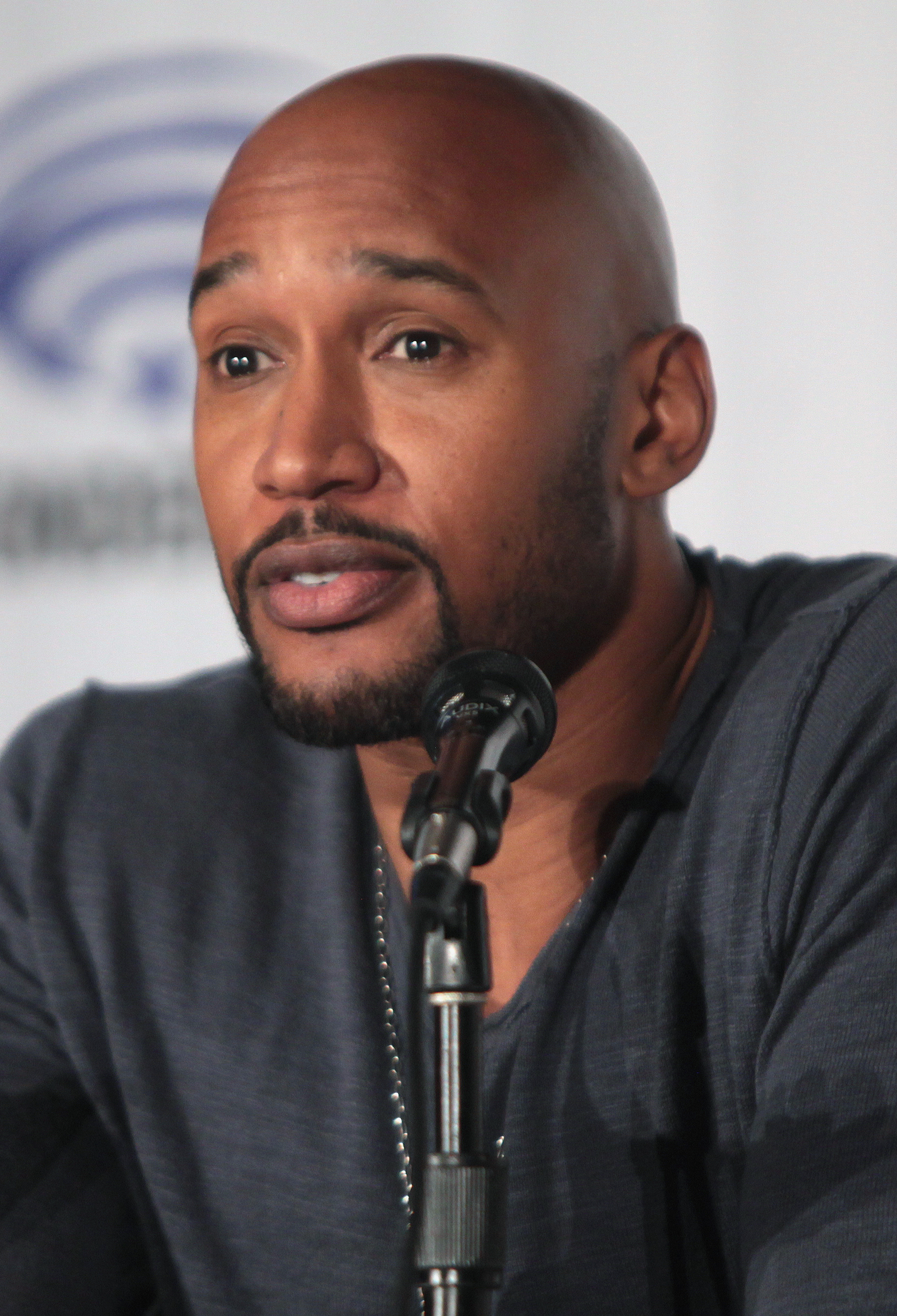
Henry Simmons

A l'agost del 2014, Simmons es va unir al repartiment com a Mack, un personatge recurrent inspirat en un que va aparèixer per primera vegada a Nick Fury vs. S.H.I.E.L.D. nº 3. Va ser ascendit a personatge regular de la sèrie per a la tercera temporada.
Simmons va descriure a Mack com «un noi gran. És a dir, té un cor gran, però quan se'l tracta i els negocis s'han acabat, hi ha un altre costat d'ell... Vol marcar un diferència, així que per això vol formar part d’aquest equip». Sobre les diferents dinàmiques que un mecànic aporta a l'equip de S.H.I.E.L.D., Simmons va dir: «Crec que el meu noi té una mica un element diferent, [perquè] les altres persones tenen l'estrès de la vida quotidiana o situacions de perill de mort. Mack encara no en té. Té l'estrès de fer les coses perquè vol contribuir, però no està al camp... Pot ser que tinguin els seus dubtes i tot, però tot és molt greu. Veig que el meu noi aporta una mica de color diferent a tot. Té una mica més d’humor, és una mica més relaxat.» Sobre la postura de Mack respecte a la violència, Simmons va confirmar que «Mack és realment un noi a qui no li agrada la violència en absolut, però, quan se li empeny, ho fa "per qualsevol mitjà necessari". No ho gaudeix, però farà el que hagi de fer.»
Després que es reveli la fidelitat de Mack a la facció "real S.H.I.E.L.D." i, a mesura que la seva desconfiança cap a Coulson va créixer durant la segona temporada, Simmons va parlar dels sentiments de Mack cap a Coulson: «Respecta Coulson. I crec que li agrada Coulson. Però crec que només creu que Coulson no és l'home adequat per a la feina.... mireu, sóc lleial, però si el cap fa coses que realment no figuren a la nostra descripció del lloc de treball i ens fa servir per fer coses per motius personals, i després un dels meus germans mor per això? Sí, tinc un problema. I tothom també l'hauria de tenir... quan Coulson estigui en el seu estat més boig i a punt de matar Sebastian Derik, ningú no ha vist mai Coulson així. però té una relació diferent amb ell; hi ha una cosa com si es tractés d'un pare/filla. Per tant, de tot l'equip vaig ser l'únic que ho vaig veure així, totalment descontrolat. Vaig intentar explicar-ho a Hunter —si això va passar en aquell instant, què passarà quan tot estigui en línia? Com actuarà? I Hunter ho va deixar de banda. Però aquesta és una altra raó per la qual Mack és molt, molt profundament escèptic.»
A la sisena temporada, Mack es converteix en el nou director de S.H.I.E.L.D. A Simmons li va «encanta[r] el repte de ser el director de S.H.I.E.L.D.» però sentia que «l'única cosa que pot dificultar la capacitat de lideratge de Mack és la seva reticència a posar a la gent que estima en la línia de perill,» cosa que condueix a la «decisió més dura de Mack com a director.»

### Lincoln Campbell
Lincoln Campbell (encarnat per Luke Mitchell) és un metge inhumà amb la capacitat de controlar les càrregues elèctriques. Ajuda a Skye a adaptar-se a la seva nova vida post-terrigenesi, i el seu intent posterior de protegir-la de S.H.I.E.L.D. i Hydra condueix a la seva captura i experimentació de la mà del Dr. List. Skye li salva la vida i, quan ella es torna contra Jiaying, un cop s'adona de les seves veritables intencions, Campbell es convenç aviat de fer el mateix. Després de la mort de Jiaying, Campbell intenta viure una vida normal, convençut que les seves habilitats inhumanes són una maledicció, però és caçat per l'ATCU i es converteix en un fugitiu. Posteriorment, s'uneix a S.H.I.E.L.D. per protegir-se i estar a prop de Skye (ara com Daisy Johnson i amb qui Campbell forma una relació) i es converteix en un Secret Warrior. Campbell decideix sacrificar-se per salvar l'equip i el món del pla de Hive portant Hive i una ogiva nuclear a l'espai en un quinjet on l'arma pot detonar sense afectar la Terra.
Daisy va esmentar que Lincoln tenia una germana anomenada Amanda a la qual Daisy li envia diners.

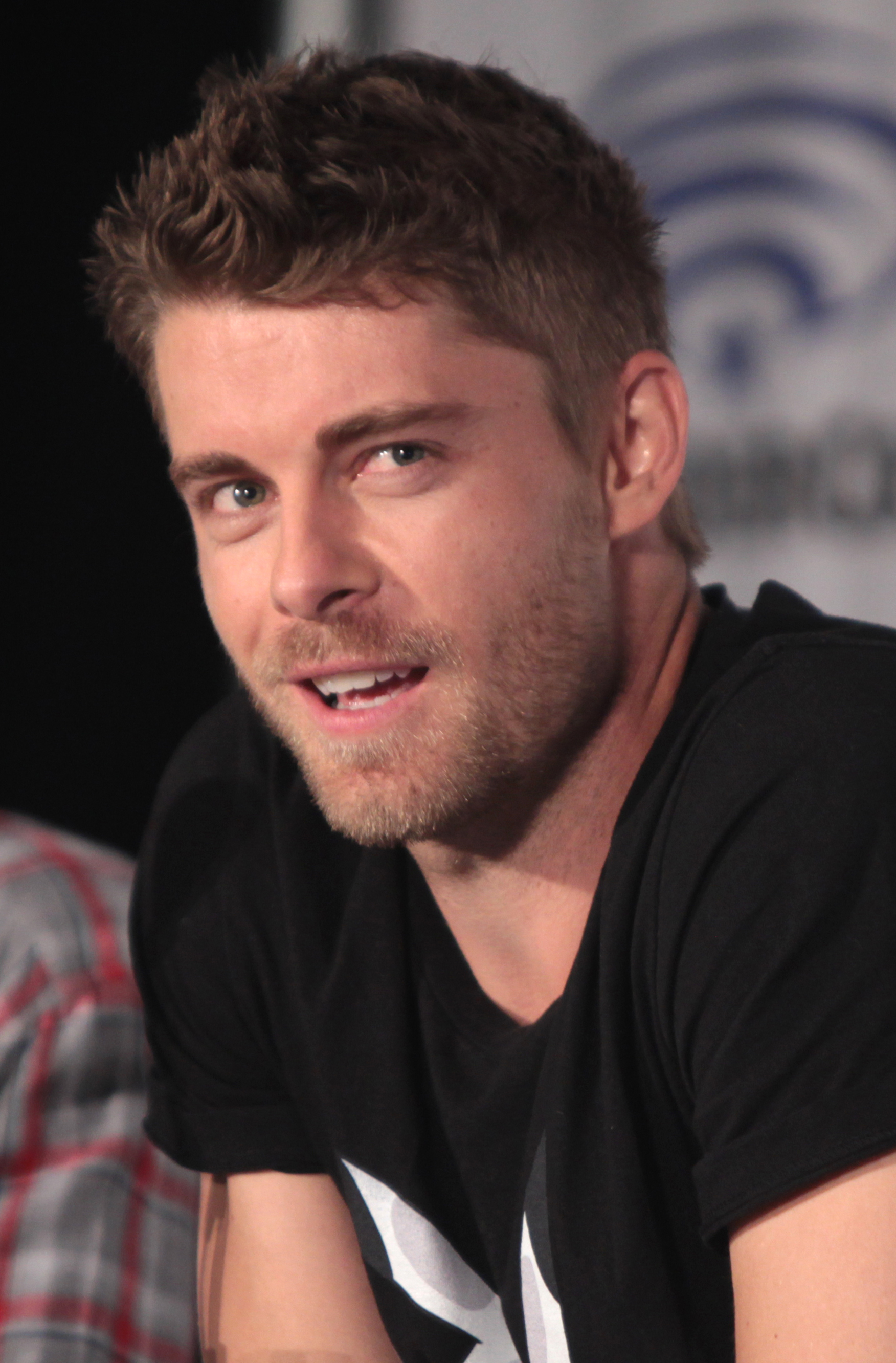
Luke Mitchell

Mitchell es va presentar com Lincoln Campbell, un personatge recurrent, a la segona temporada. Va ser ascendit a personatge regular per la tercera temporada. Respecte a la introducció del personatge, Bell va afirmar que «Conèixer el personatge de Luke al món Inhumà està establint una nova dinàmica. Estem incorporant Skye a un grup amb un munt de gent diferent. Fins ara hem vist que hi ha un noi sense ulls i que hi ha una dona que ara està coberta d’espines. I com al món dels X-Men, hi ha un grapat de persones que s'assemblen més a ells, però moltes d’elles resulten ser només persones atractives amb poders. I vam pensar: "Ei, també en tenim alguns!" Estàvem buscant un nou personatge que aparegués i Luke ens va impressionar realment. Era un bon actor, tenia una bona qualitat i sentíem que podia ser una bona persona per introduir Skye en aquest altre món».
Sobre la relació que Campbell manté amb Johnson, l'única persona que pot «mantenir-lo una mica controlat quan es tracta de la seva ira», va dir Mitchell, «vol fer alguna cosa de la seva vida, però no veu res sense Daisy a la imatge» i «si li passés alguna cosa a Daisy, crec que Lincoln no es quedaria a S.H.I.E.L.D. Daisy és la seva vida. Farà qualsevol cosa per recuperar-la». Això es veu quan accepta portar una "armilla d'assassinat" com a protecció i quan desobeeix les ordres de provar-se una antitoxina experimental sobre ell mateix: «Una vegada que fa això i no funciona, el posen al mòdul de contenció per al seu propi bé, ja que el seu sistema immunitari està acabat. Es torna increïblement frustrant». Mitchell va afegir: «Pren aquestes decisions, però encara es veu la por que té quan fa això. No només és un desafiament ... Hi ha un pou d'emoció profund en ell.»
L'episodi "Bouncing Back" comença amb «un misteriós flash-forward a tres mesos en el futur, que mostra un agent de S.H.I.E.L.D. no identificat aparentment mort a l'espai», que condueix a un esdeveniment de quatre episodis per als darrers episodis de la temporada, comercialitzat com a Agents of S.H.I.E.L.D.: Fallen Agent (Agents de S.H.I.E.L.D.: agent caigut). Un pòster creat per Greg Land per a l'esdeveniment va recrear la icònica portada de The Amazing Spider-Man nº 121 de la història The Night Gwen Stacy Died (la nit que va morir Gwen Stacy), i abans del final de la temporada, Marvel va llançar una sèrie de vídeos que "homenatjaven" cadascun dels personatges potencials que podrien haver estat l'agent caigut. L'últim episodi de la temporada revela que és Campbell que mor, cosa que els productors executius havien conegut durant la temporada quan formaven els arcs de Lincoln, Daisy i Ward. Bell va dir que "s'ho va guanyar", afegint que Lincoln arriba a un punt en què s'adona de quin és el seu propòsit, amb Whedon explicant que la decisió es basava en el fet que la sèrie no «volia ser un espectacle de recompte de cossos, però és un món real amb apostes reals. El que no havíem fet és la mort heroica i la mort del sacrifici complet. Aquesta va ser una decisió conscient. També pensem que hi ha una poesia en el fet que la persona que ho fa no es considera un heroi. Aquesta és la bellesa del moment: no és només per [a Daisy], però sí, i no només per a ell, però sí que ho és.»

### Holden Radcliffe

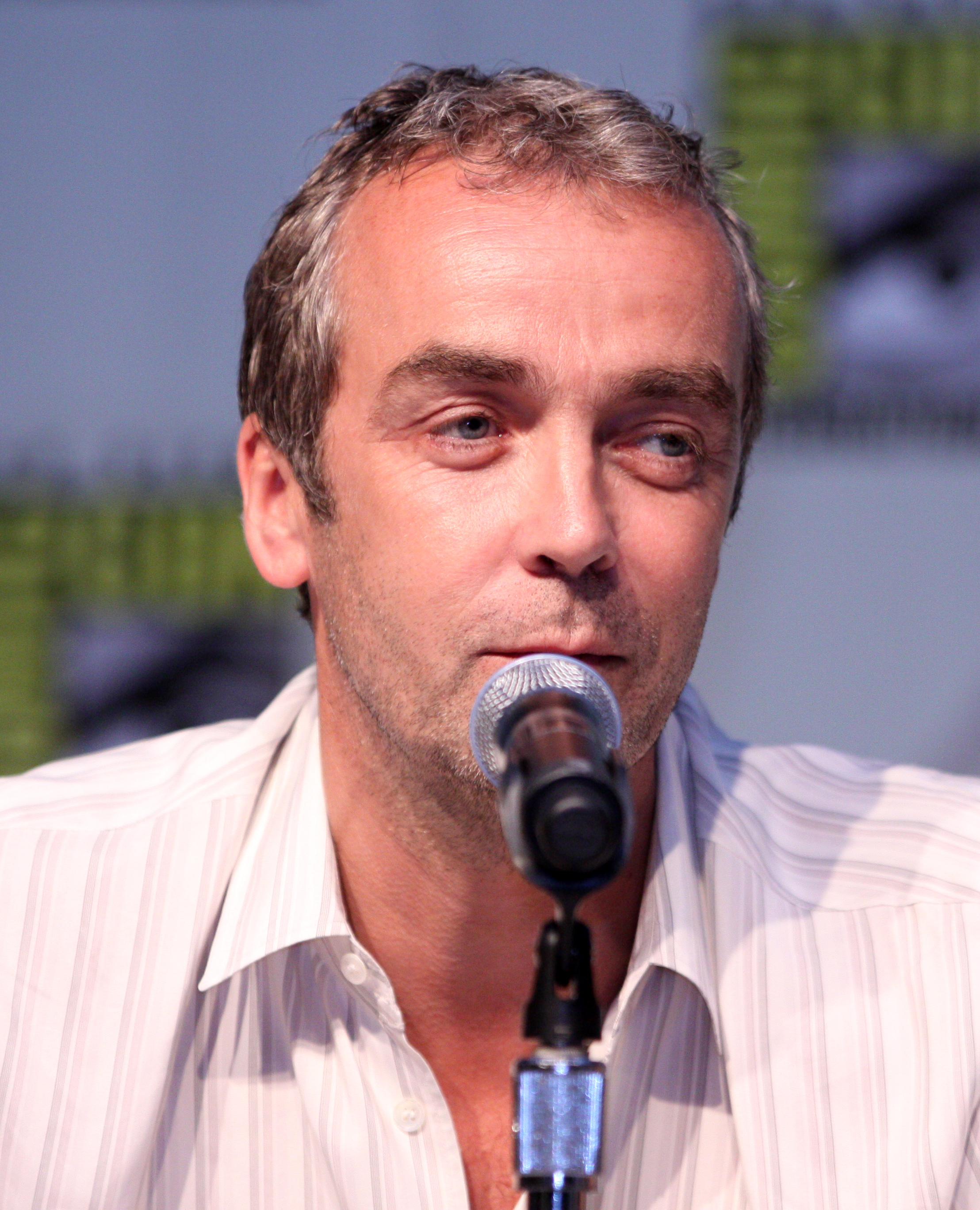
John Hannah

Holden Radcliffe (interpretat per John Hannah) és un transhumanista que creu en la millora de la humanitat mitjançant la tecnologia. A causa dels seus estudis sobre paràsits, Fitz i Simmons busquen la seva ajuda per contrarestar les habilitats de Hive, però primer és segrestat per Hive per recrear l'experiment original de Kree que va crear els Inhumans. Després d'una incursió de S.H.I.E.L.D. a la base de Hive, Radcliffe s'escapa i accepta cooperar amb Coulson i Talbot. Després de ser absolt, Radcliffe transfereix la seva intel·ligència artificial AIDA a un Life Model Decoy (L.M.D.) (Model Dotat de Vida), un antic projecte S.H.I.E.L.D., que Radcliffe també bateja com a Aida. Després de veure pàgines de Darkhold, Radcliffe comença a utilitzar els seus L.M.D., inclosos Aida i un model de May, per intentar prendre'l per ell mateix en un intent d’aprendre el secret de la vida eterna. Tement per la seva seguretat, Radcliffe també crea un L.M.D. d'ell mateix i busca protecció dels gossos de vigilància. Utilitzant Darkhold i els recursos del superior dels Watchdogs, Racliffe crea tot un món digital dins del Framework. Tement que Radcliffe pot algun dia posar en perill el Framework, Aida talla els canells de Radcliffe i puja la seva ment al Framework quan el seu cos mor. Dins del Framework, la seva consciència residia a Ogygia amb Agnes a canvi de no interferir en el treball d'Aida com a Madame Hydra. Després de redimir-se, Holden és eliminat en el col·lapse del Framework.
Hannah va ser escollit com a Radcliffe al final de la tercera temporada, abans de ser ascendit al repartiment principal per a la quarta temporada. El personatge havia estat creat per a la sèrie de còmic Machine Teen (2005). Quan Radcliffe va transferir la seva intel·ligència artificial AIDA a un model Life Life Decoy, Whedon va dir: «Radcliffe té un bon cor, però està disposat a fer qualsevol cosa per la ciència. Està entusiasmat amb la perspectiva. Va dir que Fitz i Simmons havien mort amics i potser no ho havien de fer. Està obrint clarament una caixa. Que sigui o no la Caixa de Pandora, ja ho veurem. Pensa que hi ha alguna cosa més enllà dels humans». Tancharoen va afegir: «Algú com Radcliffe podria creure que això seria només el següent pas en l'evolució humana. Hi ha una sèrie de persones que es dediquen a la modificació del cos ara, i què significa això? Quina és l'arrel d'això?»
Hannah va considerar que retratar a Radcliffe era «bastant interessant», i el va descriure com «algú que no és el bon noi de cor blanc de dalt a baix, però que no és un noi dolent». També va assenyalar els sentiments paterns que Radcliffe té cap a Aida, afirmant: «possiblement a mesura que es desenvolupi [la seva relació], ja que ella mostra que és gairebé una forma paternal... solidària i simpàtica en què aquesta tecnologia ha desenvolupat la consciència d'ella mateix i com aquesta consciència decepciona. Una mica com ho faria amb un nen, en què un nen pren consciència de les seves pròpies limitacions, de les seves pròpies mancances. Jo diria que sens dubte hi ha un sentit benigne de la divinitat: una benigna... no com una dictadura, però una manera parental benigna al respecte».

### Elena "Yo-Yo" Rodriguez

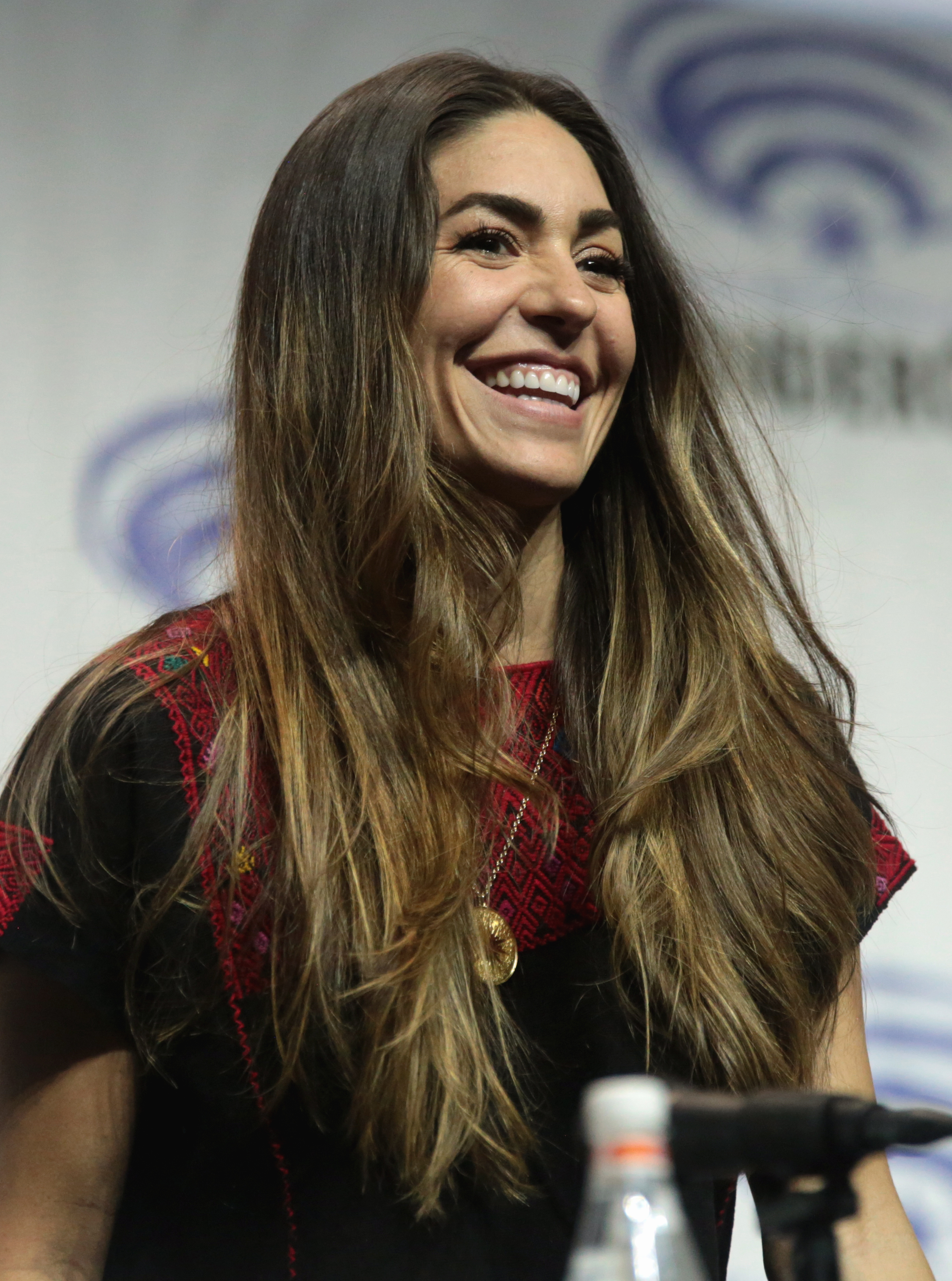
Natalia Còrdova-Buckley

Elena Rodriguez (interpretada per Natalia Còrdova-Buckley) és una inhumana colombiana que pot moure's a gran velocitat durant un batec cardíac, abans de tornar al punt des del qual va començar a moure's. De jove, va perdre el seu pare a causa dels traficants de drogues i va haver de conviure amb el seu oncle Oscar i el seu cosí Francisco. Quan un dels narcotraficants va atacar la casa del seu oncle, va amagar el collaret de la seva àvia, a costa de la vida del seu oncle. Es posa en contacte amb S.H.I.E.L.D. quan la investiguen per haver robat armes als membres corruptes de la Policia Nacional de Colòmbia després de matar Francisco. Després d’incorporar-se a l'equip, s'acosta a Mack, que li dona el sobrenom de “Yo-Yo” pels seus poders. Després de signar els Acords de Sokovia, Rodriguez torna a la seva vida, amb un control ocasional de S.H.I.E.L.D. Rodriguez ajuda més tard a Daisy Johnson i Jemma Simmons a infiltrar-se en el Framework. Mentre ajuda l'equip a derrotar Izel, va quedar posseïda per un dels Shrikes d'Izel abans que es dissolgués en morir. Tot i això, l'experiència la va deixar incapaç d’utilitzar els seus poders. Mentre l'equip viatja en el temps per derrotar els Chronicoms, va visitar una versió passada de Jiaying, que va diagnosticar el seu problema com a resultat d'un bloqueig mental. Treballant amb Melinda May, Rodríguez va recuperar els seus poders i va desbloquejar la capacitat de moure’s a gran velocitat sense rebotar. Després de la derrota de Chronicoms, es va convertir en una de les principals agents de S.H.I.E.L.D. que treballaven amb els agents Piper i Davis.
Al febrer de 2016, Cordova-Buckley va ser escollida com a "Yo-Yo" Rodriguez, basat en el personatge del còmic Secret Warriors del mateix nom. Cordova-Buckley es va assabentar del paper després d'haver estat escollida a la sèrie i, posteriorment, va investigar els còmics per inspirar-se. Va descriure el personatge, al ser presentada inicialment a la sèrie, com una lluitadora per la llibertat que «vol ajudar moltes persones a Colòmbia i vol fer el bé amb els seus poders i s'assegura de ser molt ferma sobre com fa les coses». També va assenyalar la raresa de l'espiritualitat del personatge, dient que «té tota aquesta connexió espiritual amb els seus poders, cosa que és rar que es vegi mai en una pel·lícula de superherois... Vol utilitzar [els seus poders] com el que ella anomena una benedicció i un regal de Déu per ajudar els altres, de manera que és un enfocament molt únic per a tot això». Quan va interpretar el personatge per primera vegada, Cordova-Buckley somreia cada vegada que Rodriguez estava a punt d’utilitzar les seves habilitats, per mostrar una pujada d’adrenalina i la sensació de tenir aquest poder. Després de les respostes positives dels fans a això, l'actriu va transformar aquest tret en una personalitat més entremaliada per al personatge. Abans del començament de la cinquena temporada, es va revelar que Cordova-Buckley havia ascendit a personatge regular. Sofia Rabe-Martinez encarna una Elena més jove.

### Deke Shaw

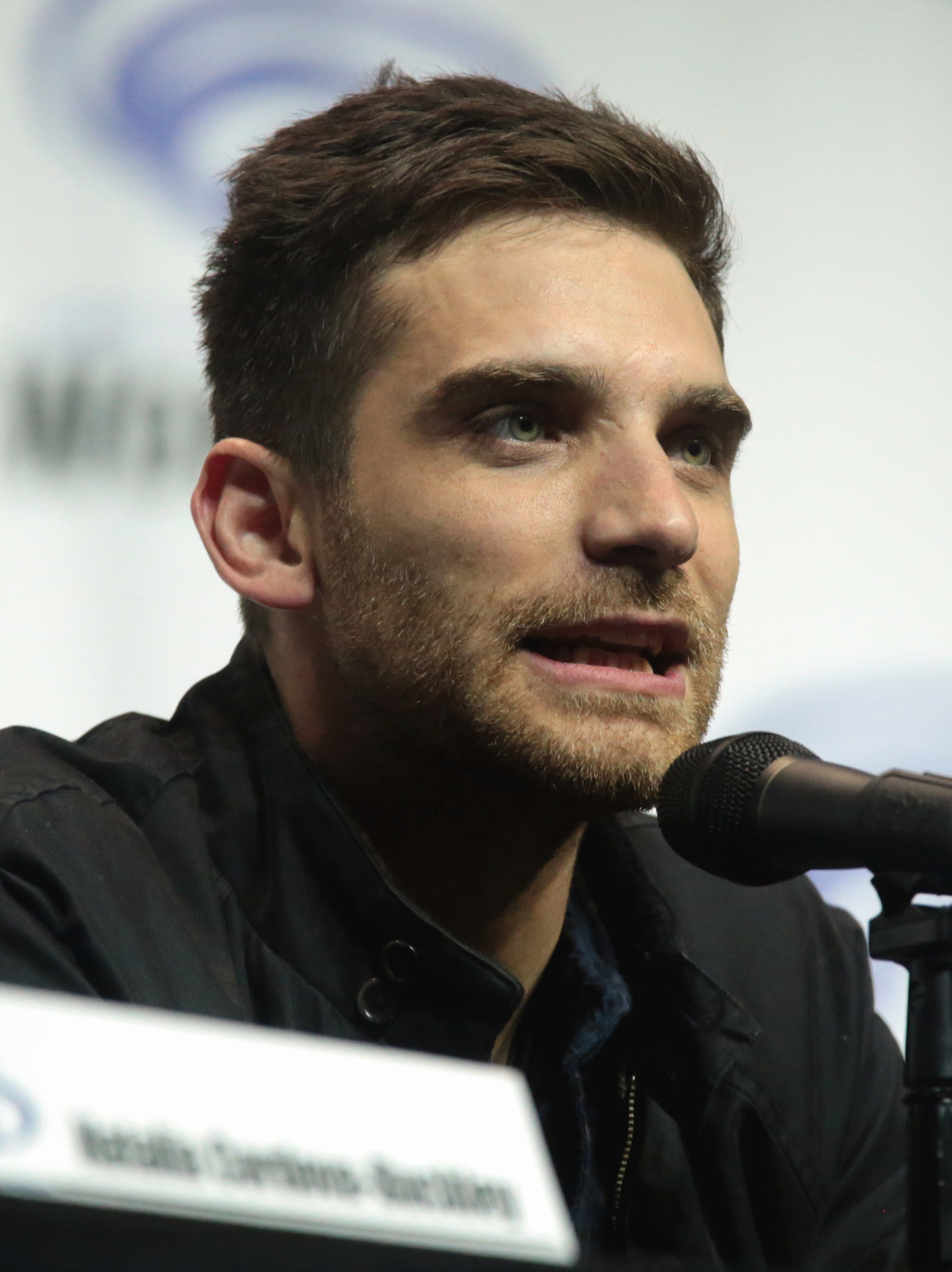
Jeff Ward

Deke Shaw (encarnat per Jeff Ward) és "l'últim supervivent" i un "carronyer" a l'estació espacial Lighthouse l'any 2091. Amb una ment aguda i un enginy ràpid, té la capacitat d’adquirir articles a un preu. Durant la batalla final amb el Kree Kasius, Enoch i Deke sacrificen les seves vides perquè l'equip de Phil Coulson torni al seu temps. No obstant això, Deke és enviat al present amb Coulson i trobat per Daisy. Més tard s'adona que és el net de Fitz i Simmons. Després de la batalla amb Glenn Talbot, millorat pel gravitonium, Deke deixa S.H.I.E.L.D.
A la sisena temporada, Deke estableix una empresa tecnològica "agafant prestada" tecnologia de S.H.I.E.L.D. per fer noves innovacions, com ara utilitzar Framework com a videojoc de realitat virtual. Malgrat això, S.H.I.E.L.D. va mantenir-se al corrent amb l'agent Trevor Khan, que treballava infiltrat com el seu soci. Deke va ser atacat pel grup de Sarge, que el va confondre amb un transportista de Shrike a causa de les seves estranyes lectures abans que fos rescatat per Mack i May. Mentre ajudava l'equip S.H.I.E.L.D. a frustrar el pla de Sarge contra els atacs d’Izel, Deke es va enamorar de Snowflke, associada de Sarge, després que Sarge l’abandonés per la seva venjança.
A la setena temporada, Deke ajuda l'equip S.H.I.E.L.D. a impedir que els Chronicoms canviïn la història abans que finalment es faci voluntari per quedar-se enrere en una realitat alternativa que els ajudi a tornar a la seva. Malgrat això, es converteix en el nou director de S.H.I.E.L.D. mentre treballa encobert com a estrella del rock.
Ward va ser escollit a l'agost del 2017; el seu paper es va anunciar el novembre de 2017. Ward havia estat escollit originalment com Virgil, un personatge que mor en el primer episodi. Durant la taula de lectura de l'episodi, el repartiment principal va sentir que Ward ho "clavava" com a Virgil i va voler que continués com a Deke, que encara no havia estat escollit. Els productors van contactar amb Ward després de la lectura per fer una audició per a Deke, i finalment va ser escollit pel paper.
A la San Diego Comic-Con 2018, es va revelar que Ward havia ascendit a regular per a la sisena temporada.

## Personatges recurrents
A continuació es mostra una llista de personatges convidats que tenen papers recurrents al llarg de la sèrie. Els personatges estan llistats pel mitjà MCU o temporada en què van aparèixer per primera vegada.

### Introduïts a pel·lícules

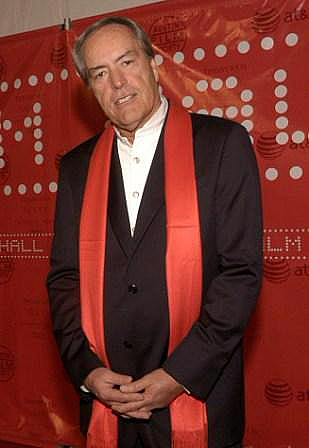
Powers Boothe

#### Gideon Malick
Gideon Malick (interpretat per Powers Boothe) és un antic membre del Consell de Seguretat Mundial i líder secret d'Hydra que va ascendir al poder després de la mort del seu pare Wilfred el 1970. Gideon es va unir al seu germà Nathaniel, però els dos aviat es van assabentar d'un truc que el seu pare feia servir per evitar ser sacrificat a Hive i, quan Gideon va seguir l'exemple, Nathaniel va ser sacrificat. Gideon obre amb èxit el portal per permetre a Hive tornar a la Terra, però Hive revela que ha conservat els records de Nathaniel i castiga a Gideon assassinant la seva filla Stephanie. Després de ser capturat per S.H.I.E.L.D., Gideon coopera amb Coulson contra Hive. Gideon és assassinada per Daisy Johnson mentre ella és controlada per Hive.
A l'octubre de 2015, es va anunciar que Boothe s'unia a la sèrie com a personatge recurrent a principis de la tercera temporada, reprenent el seu paper de The Avengers (on només era acreditat com "Consell de Seguretat Mundial"). Sobre la utilització del personatge a la segona meitat de la tercera temporada, Whedon va afirmar que «seríem bojos de no fer-lo servir més. No podríem ser més fans de la interpretació del paper [de Boothe]. Sabíem que serie una bona inversió i ens encantava escriure el personatge. Ens encanta la manera com està atacant les escenes. Tenim la intenció de mantenir-lo a prop, perquè seríem idiotes si no ho fessim.» Cameron Palatas encarna un jove Gideon Malick.

### Introduïts en altres sèries de televisió

#### Daniel Sousa
Daniel Sousa (interpertat per Enver Gjokaj) és el cap de l’oficina de S.H.I.E.L.D. a Los Angeles. Com a agent de la Reserva Científica Estratègica (SSR), era un aliat de Peggy Carter. Porta una cama protèsica i utilitza una crossa per desplaçar-se.

### Introduïts a la primera temporada

#### Mike Peterson / Deathlok

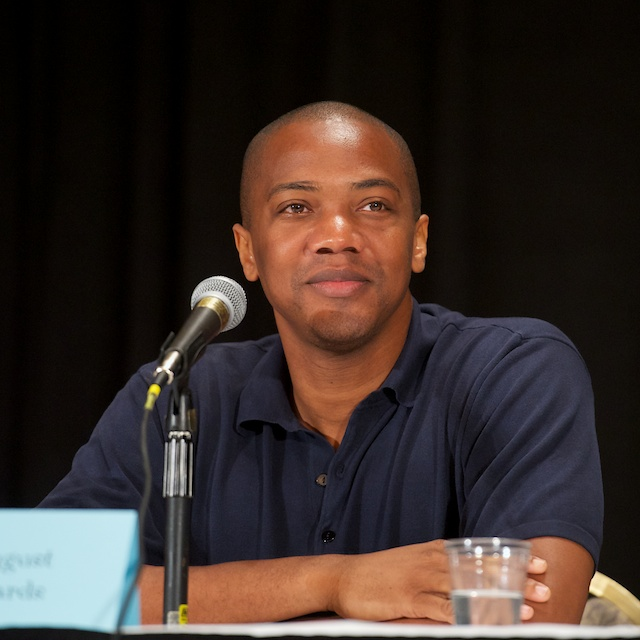
J. August Richards

Mike Peterson (encarnat per J. August Richards) és un home normal que es va millorar artificialment amb Extremis, el sèrum Centipede que contenia del Projecte Centipede. Posteriorment, Peterson s'uneix a S.H.I.E.L.D, però queda atrapat en una explosió i es desperta sense la cama dreta i sota el control del Clairvoyant, que li dona un membre protèsic biònic com a part del "Projecte Deathlok". Després de la derrota de Centipede i el Clairvoyant, Peterson treballa secretament per a Coulson i ajuda a la destrucció del líder d'Hydra, el Dr. List. Peterson va tornar més tard amb alguns agents de S.H.I.E.L.D. per ajudar a Phil Coulson. Posteriorment va assistir al casament de Fitz i Simmons.
Richards va aparèixer a la sèrie Angel de Joss Whedon com a Charles Gunn abans de ser escollit com a Peterson, qui es va revelar que era la versió MCU de Deathlok el gener de 2014. Creat per Rich Buckler i Doug Moench el 1974, Deathlok ha passat per moltes iteracions diferents en els còmics. Richards va considerar el paper «un somni fet realitat», i va descriure el vestit i el maquillatge del personatge, que necessitava «aproximadament cinc departaments ... dues hores fins maquillatge i després [aproximadament] 15 o 20 minuts per entrar al vestit», com a «restrictiu. M'encanta el vestit i realment m'ajuda a interpretar el personatge, perquè em fa sentir part de màquina, part d'humà.» El vestuari de Deathlok va ser dissenyat per la dissenyadora de vestuari Ann Foley, i el dibuixant Phillip Boutte Jr. va dissenyar l'armadura i les armes. Foley també va treballar estretament amb el COO de Marvel Joe Quesada, que va ajudar a finalitzar el disseny abans que fos enviat a Film Illusions per crear-lo.:226 La disfressa també es millorava amb efectes visuals, incloent l'addició d'una cama robòtica i un coet llançador de coets, així com un crani de mig xapat de metall amb ull robòtic per quan es veu Deathlok amb visió de raigs X. El vestit es va actualitzar i va evolucionar fins a apropar-se a la versió de còmic de Deathlok a la segona temporada.
Richards va trobar "el tema de Deathlok [sobre] sobre el conflicte intern profund, i això és el que portem amb aquesta [versió]". Richards es va inspirar en Frankenstein per interpretar la «caiguda en un lloc fosc» del personatge.:33 Després de tornar a finals de la segona temporada, Richards va mirar enrere i va sentir que la seva incomoditat i la reticència amb el personatge i el vestit reflectia el propi viatge de Peterson convertint-se en Deathlok. També va assenyalar que quan el personatge diu «Mike Peterson is dead» (Mike Peterson ha mort), «l'única manera que aquesta frase podria tenir significat [seria] si no fos certa. Sempre penso que Mike Peterson és el nucli d'aquest personatge i passi el que passi com a resultat d'això, tot és Mike Petersen.»

#### Ian Quinn
Ian Quinn (interpretat per David Conrad) és un ric industrial/filantrop i director executiu de Quinn Worldwide i antic soci de Franklin Hall que participa amb Clairvoyant. Adquireix tecnologia Deathlok per Mike Peterson i intenta vendre més soldats Deathlok a l'exèrcit dels Estats Units. Després que Garrett sigui derrotat, Quinn és absorbit pel gravitoni per Raina.

#### Raina

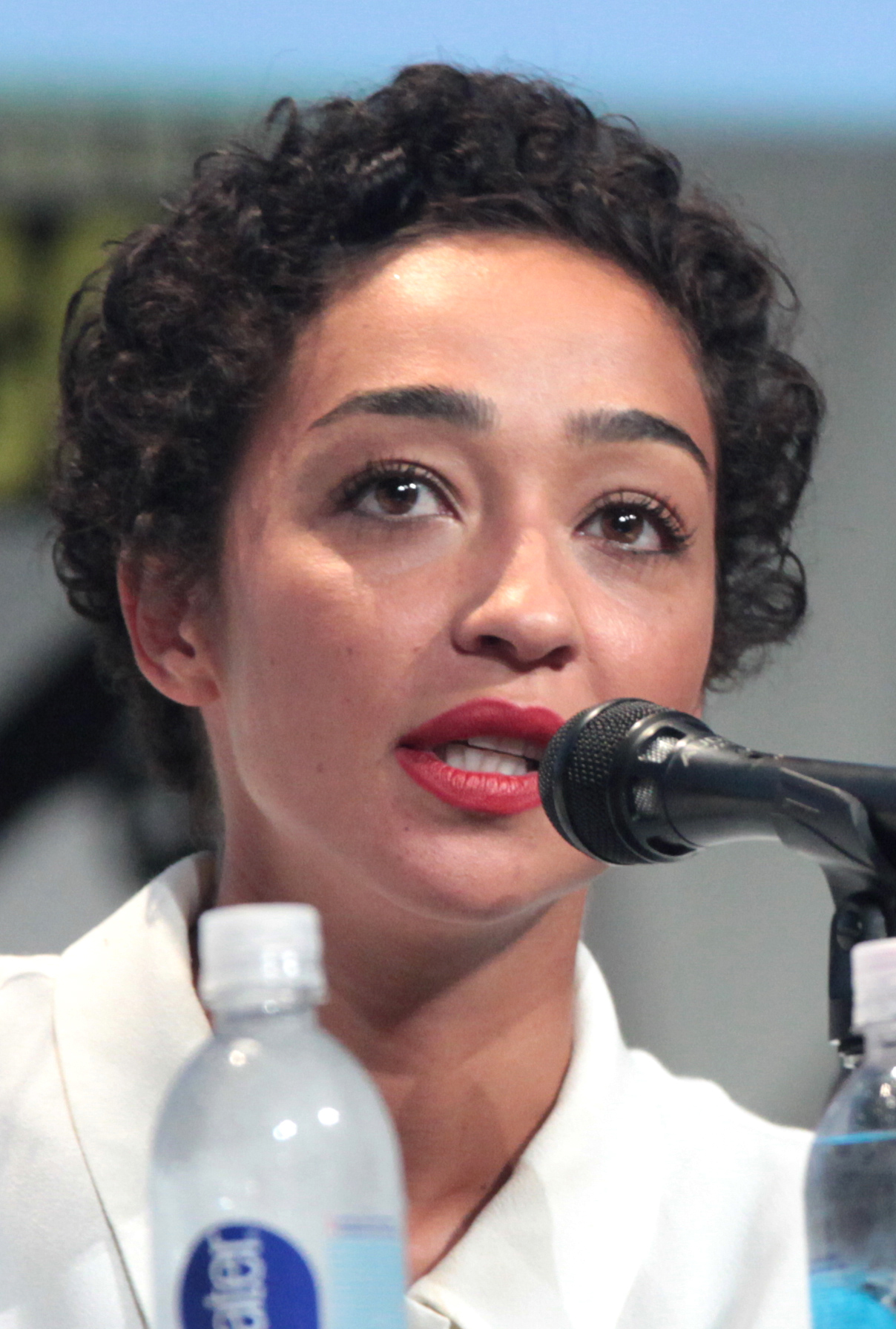
Ruth Negga

Raina (interpretada per Ruth Negga) va ser criada per Calvin Johnson i va créixer amb històries del seu patrimoni com a inhuman i el seu potencial per ser més. Convertida en la reclutadora del Projecte Centipede a causa del seu interès per gent amb poders, Raina treballa amb Hydra en un intent de replicar el sèrum GH-325 que es va utilitzar per ressuscitar Coulson. Passa per Terrigenesis, guanyant el poder de la precognició, però també una aparença monstruosa. Raina accepta les seves noves circumstàncies i més tard permet a Jiaying matar-la perquè Skye pugui conèixer la veritable intenció de la primera. Més tard es va revelar que Raina va fer que el gravitoni absorbís Ian Quinn.
Negga va ser escollida per primera vegada com a estrella convidada l'octubre del 2013, amb el productor executiu Jeffrey Bell que va explicar posteriorment que «Ruth Negga va aparèixer i ens vam enamorar d'ella i vam trobar maneres d'utilitzar-la més enllà del nostre concepció inicial». Negga havia fet una audició originalment per interpretar Simmons i, quan va aparèixer el paper de Raina, els productors sabien que Negga seria perfecta per al paper.:78 Foley va ser informat amb antelació de Raina, cosa que li va permetre concretar el personatge amb il·lustracions, així com imprimir teixits específics. Quan Raina es presenta a "Girl in the Flower Dress" (la noia amb el vestit de flors), Foley i Negga «volien mostrar una progressió en els seus vestits que reflecteix cap a on podria anar el seu personatge», amb les seves intencions inicialment poc clares combinades amb «una silueta més suau» i un patró de blanc amb flors negres. Per a la seva segona aparició a l'episodi, «queda clar que té una agenda», de manera que el vestit és més estilitzat i els colors es converteixen en negre amb flors blanques. Per a la seva última aparició a l'episodi, el seu vestit és vermell amb flors negres. Foley va concloure: «Quan la torneu a veure [a "The Bridge"], ja sabeu que vol dir negocis». Per la seva aparició a "The Bridge", Foley va afegir el vestit de cuir. Cada vestit està fet a mida amb teixits específics i té una silueta diferent. Foley també va treballar amb Tancharoen per fer coincidir el color dels vestits amb els temes de l'episodi.:225 Després que Raina es transformi a la segona temporada, amaga el seu aspecte horrible amb una jaqueta amb caputxa, a la qual Foley va afegir subtilment un patró de flors, ja que «sempre anava a ser la noia amb el vestit de flors, així que volia fer-li un homenatge a això».
L'aspecte Inhuman de Raina va ser creat per Glenn Hetrick d'Optic Nerve Studios. Per arribar a l'aspecte final, els escriptors van dedicar molt de temps a discutir el que comportaria el seu aspecte transformat, com si tingués un nas o una cua, amb l'escriptor de sèries Drew Greenberg que finalment va suggerir espines. Amb la idea de disseny a la mà, Hetrick i el seu equip van començar a recopilar possibles dissenys per al personatge, mirant cap a la pel·lícula de Clive Barker Nightbreed, concretament al personatge Shuna Sassi, perquè «Ella és una criatura està cobert d'espines de porc espí i aquesta imatge és tan forta: crea una silueta tan impactant». Atès que Hetrick i el seu equip no tenien material d’origen en els còmics, ell volia «fer-la sentir com el primer inhumà real» i donar-li a la cara un nivell de simetria. Quan es va crear el maquillatge protètic, que es va fer en dues setmanes, els productors van voler encara poder veure els ulls de Negga, amb Bell dient: «Ruth Negga té uns ulls i unes celles increïblement expressius. I té molt de qui és Raina a través dels ulls. Volíem que encara pogués comunicar-se, encara volíem que sentís les seves expressions a través de tot [el maquillatge].»

#### Victoria Hand

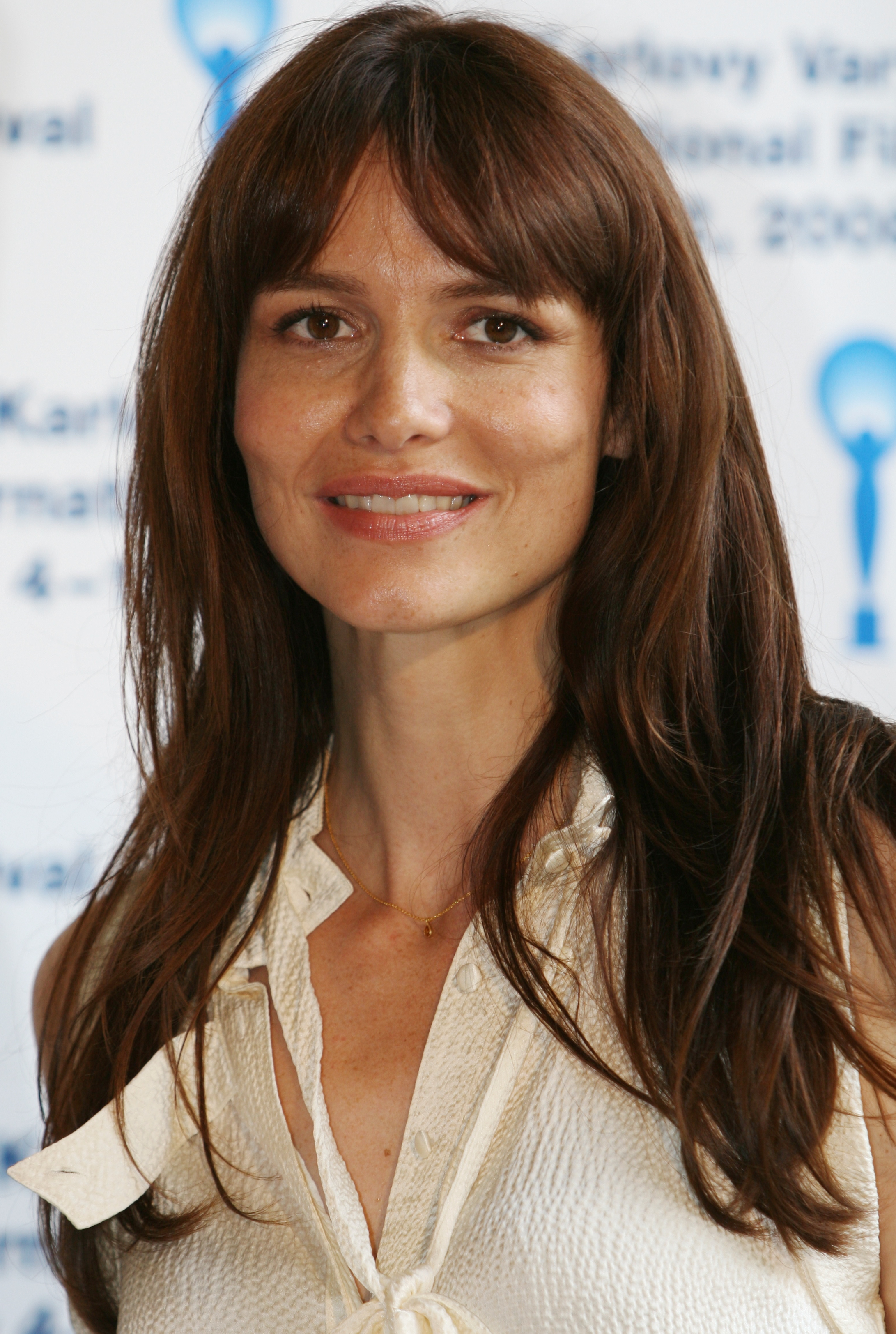
Saffron Burrows

Victoria Hand (encarnada per Saffron Burrows com a adulta i Rachele Schank com a jove) es presenta com a agent de S.H.I.E.L.D. que dirigeix The Hub, una base de S.H.I.E.L.D. Després de descobrir que Hydra existeix dins de S.H.I.E.L.D., Hand es torna contra Coulson, creient que és un agent doble. No obstant això, Garrett aviat es revela com el traïdor i Hand treballa amb Coulson per detenir-lo. Ward la mata quan ell es revela membre d'Hydra per salvar Garrett de la presó.
El 1983, una versió passada de Hand va sobreviure a un atac de Chronicom contra S.H.I.E.L.D., es van reagrupar en una casa segura de Nova York a The Krazy Kanoe amb altres agents supervivents i va contribuir a ajudar els agents actuals a tornar al seu temps.
Al novembre de 2013, es va anunciar que Burrows interpretava a Hand, que va ser creada per Brian Michael Bendis i Mike Deodato Jr., i va tenir un paper integral en la seva sèrie Dark Avengers. Tancharoen estava "molt enfocada" a fer que Burrows s'assemblés a la versió de còmics del personatge, amb Burrows aconseguint les ratlles vermelles als cabells pel seu compte abans d'arribar a la filmació. L'escriptor Rafe Judkins va afegir que Burrows tenia «un dels personatges de còmic més reeixits del programa».:90 El personatge va ser introduït intencionadament a la primera temporada per confondre sobre la veritable identitat de Clairvoyant. Amb la introducció de Lucy Lawless com Isabelle Hartley a la segona temporada, els productors executius van considerar establir una relació entre Hand i Hartley, ja que la contrapartida de còmics de Hand tenia una relació amb un personatge anomenat Isabelle, però Tancharoen va afirmar que «començaria a ser irresponsable si no ho abordessim amb més pes, temps i energia». Tanmateix, aquesta relació es va insinuar més tard a la pantalla a "One Door Closes". Rachele Schank encarna una Hand més jove a la setena temporada.

#### Davis
Davis (encarnat per Maximilian Osinski) és un agent de S.H.I.E.L.D. que va treballar al costat del grup de Phil Coulson per investigar una explosió al complex de l'accelerador de partícules de StatiCorp abans de l'aixecament d'Hydra. Més tard va tornar a S.H.I.E.L.D. després que Jeffrey Mace es convertís en el seu director. Després que els LMD s'infiltressin al parc infantil, Davis i alguns agents de S.H.I.E.L.D. supervivents ajuden a Daisy Johnson i Jemma Simmons a escapar i protegir-los mentre s'infiltren en el Framework per salvar els seus amics. Després que Ophelia ataqui Davis, Mike Peterson el salva i més tard el torna a reunir amb l'equip fugitiu de Coulson al Far. Més tard, Davis va ajudar a la recerca de Fitz i Enoch. Durant la incursió que va fer Izel al Far, va posseir el cos de Davis i el va manipular per caure a la mort. Un any després de la derrota de Chronicoms, una versió LMD de Davis treballa al costat de l'agent Piper i Yo-Yo Rodriguez en una missió.

#### Anne Weaver
Anne Weaver (interpretada per Christine Adams) és la directora de l'Acadèmia de Ciències i Tecnologia de S.H.I.E.L.D. Després de la caiguda de l’organització original en què lluitava contra un dels soldats millorats d’Hydra fins que va ser salvada per Tomas Calderon, s'incorpora al lideratge del "real S.H.I.E.L.D.". Anne pren el comandament de The Iliad (La Ilíada), la nau de guerra de S.H.I.E.L.D. després de la mort de Robert Gonzales.

#### John Garrett / The Clairvoyant

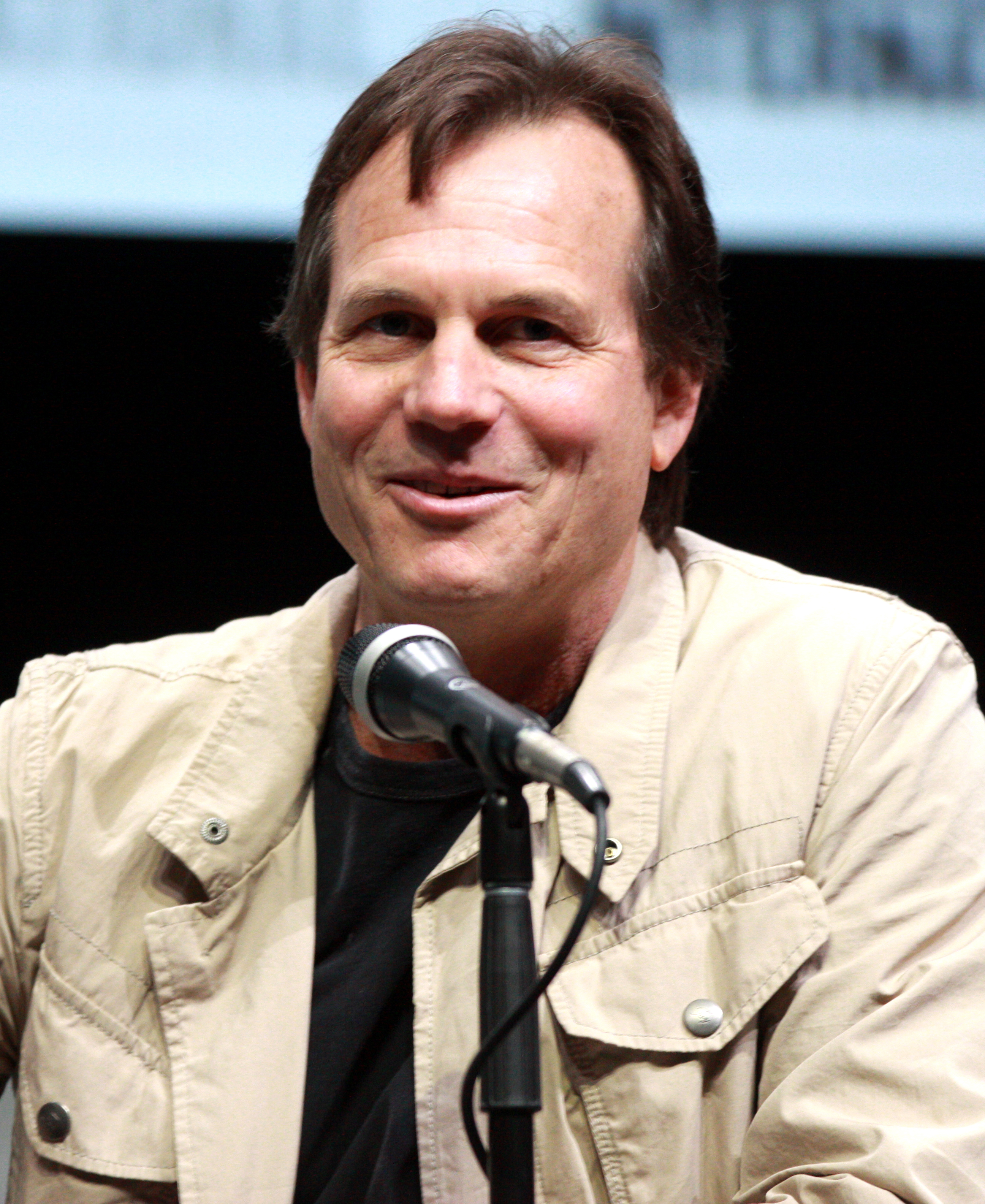
Bill Paxton

John Garrett (interpretat per Bill Paxton com adult i James Paxton de jove) era un S.H.I.E.L.D. agent que va quedar mort, només per sobreviure després de convertir-se en el primer Deathlok. Unint-se a Hydra, es va convertir en "The Clairvoyant", líder del grup Centipede, i es va dedicar a descobrir el secret de la resurrecció de Coulson, atès el fracàs imminent de la seva obsoleta tecnologia Deathlok. Sota l’aparença d’un agent de S.H.I.E.L.D. encarregat de capturar i interrogar Ian Quinn, Garrett s'uneix als esforços de Coulson per trobar la droga GH-325. Basant-se en els seus descobriments, Raina és capaç de sintetitzar una versió de la droga, que li salva la vida. No obstant això, després que es reveli que Hydra s'ha infiltrat a S.H.I.E.L.D. i Garrett és descobert com a Clairvoyant, Coulson el mata.
El 1983, Nathaniel Malick va influir al jove John Garrett al seu costat i va utilitzar el Time Stream per mostrar-li el seu futur. Quan el Phil Coulson L.M.D. i Gordon són capturats pels mercenaris de Nathaniel, Garrett se sotmet a una transfusió de sang per adquirir els poders de teletransport de Gordon, que utilitza per ajudar Nathaniel en els seus plans, com el segrest de Jemma Simmons per localitzar Leo Fitz. Després que Chronicoms destrueixin la majoria de les bases de S.H.I.E.L.D., Garrett es teletransporta al Far i planta explosius. Tanmateix, Coulson, Yo-Yo i May el capturen en un dispositiu antiteleportador en un intent de forçar Nathaniel a anul·lar la destrucció de la base. Decideix deixar Garrett per mort, tot i que sobreviu a l'explosió i es posa de costat de S.H.I.E.L.D. Garrett teletransporta els seus nous aliats a una casa segura de Nova York, només per ser assassinat per Victoria Hand, que el confon amb una amenaça.
Al desembre de 2013, es va afegir a la sèrie «un agent de S.H.I.E.L.D. .d'alt nivell/expert en municions que ja tenia vincles amb Coulson i Ward». El mes següent, Paxton va ser escollit com Agent John Garrett, "una antiga company agressiu de l'agent Coulson amb una mica d'actitud i arrogant fumadors de cigars". Garrett va ser introduït per primera vegada per Frank Miller i Bill Sienkiewicz a Elektra: Assassin. Jed Whedon va dir que «Vam discutir amb Bill Paxton a la sala, quan parlàvem del personatge... Després, quan va aparèixer com una possibilitat real, no ens ho podíem creure.» Després de la revelació que Garrett era The Clairvoyant, Paxton va dir, «Se sentia com si hagués trobat una autèntica llar a Hydra, que és més aviat un equipament darwinista. És la supervivència dels més aptes. Es pot relacionar amb això.»

#### Antoine Triplett
Antoine Triplett (encarnat per B. J. Britt) va treballar amb Garrett fins a la revelació d'Hydra, després de la qual s'uneix a l'equip de Coulson. "Trip" mor quan es queda atrapat a la cambra, on Skye i Raina passen per Terrigenesis. En el Framework, Antoine Triplett és l’home interior de Jeffrey Mace que va quedar atrapat i empresonat en un camp d’il·luminació cultivació d'Hydra fins que va ser alliberat per Mace i Phil Coulson.
Al desembre de 2013, s'havia d'afegir a la sèrie "un agent afroamericà especialitzat en armes de combat/armes". El febrer l'elecció de Britt va ser anunciada pel paper de Triplett. El somriure i l'encant de Britt es van incorporar al personatge després que hagués treballat amb els escriptors durant diversos episodis, amb Tancharoen dient a Britt «M'encanta el teu somriure. Hem d'incorporar el somriure de Trip a la sèrie.» Britt va dir sobre el personatge: «A Trip li agrada assegurar-se que tot estigui en ordre... s'assegurarà que tot això no vagi malament. [Però] sento com que Trip té alguna cosa a demostrar. Passarà a la segona temporada, en què Trip vol demostrar a Coulson que pot confiar en ell.» Britt va tornar a la quarta temporada per repetir amb el personatge dins de la realitat del Framwork.

#### Glenn Talbot / Graviton

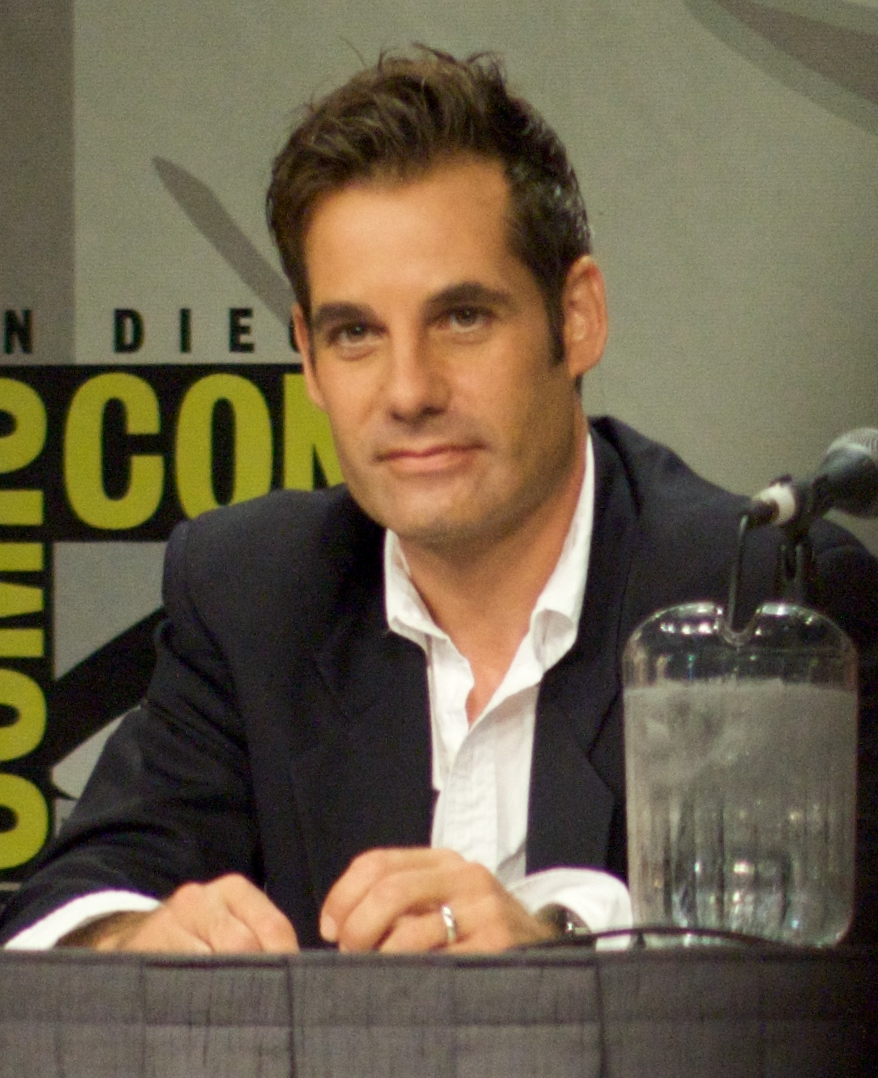
Adrian Pasdar

Glenn Talbot (interpretat per Adrian Pasdar) és un coronel de les Forces Aèries dels Estats Units d'Amèrica i més tard general de brigada que caça actius de S.H.I.E.L.D. després de la dissolució de l'organització. Coulson es guanya la seva confiança amb el pas del temps i els dos aviat entren en un acord en què S.H.I.E.L.D. proporciona al govern actius sensibles i ajuda a la retirada d'Hydra a canvi de que els deixin tranquils. És nomenat cap de la Advanced Threat Contention Unit (ATCU) després de la mort de Rosalind Price, un acord que el veu treballar a contracor per a Coulson. Posteriorment, Glenn Talbot es troba en coma després d'un tret al cap causat pel LMD de Daisy Johnson en una reunió de govern. Més tard es va revelar que Talbot era un presoner de la general Hale fins que Coulson va aconseguir alliberar-lo. No obstant això, en trucar a la seva dona Carla, la subordinada de Hale, Candice Lee, l'obliga a llegir un guió per activar el seu rentat de cervell que es va produir durant el seu empresonament. Talbot finalment entra a la màquina Rebirth per absorbir el gravitoni, convertint-se en Graviton. Troba a Robin Hinton perquè pugui dir-li on es troba el gravitoni a la Terra. Durant la seva lluita amb Johnson, Talbot és llançat a l'espai després que Johnson agafi el sèrum Centipede, on el seu cos es congela.
Creat per Stan Lee i Steve Ditko per al serial de Hulk a Tales to Astonish nº 61, com antagonista recurrent del protagonista. Pasdar va ser escollit com a Talbot al març de 2014, amb aquesta versió enfocada a acabar amb Hydra. En la cinquena temporada, el personatge es converteix en el dolent dels còmics Graviton, malgrat la sèrie que va introduir anteriorment Franklin Hall a la primera temporada, el personatge que es converteix en el dolent als còmics, creat el 1977 per Jim Shooter i Sal Buscema.

#### Els Koenig

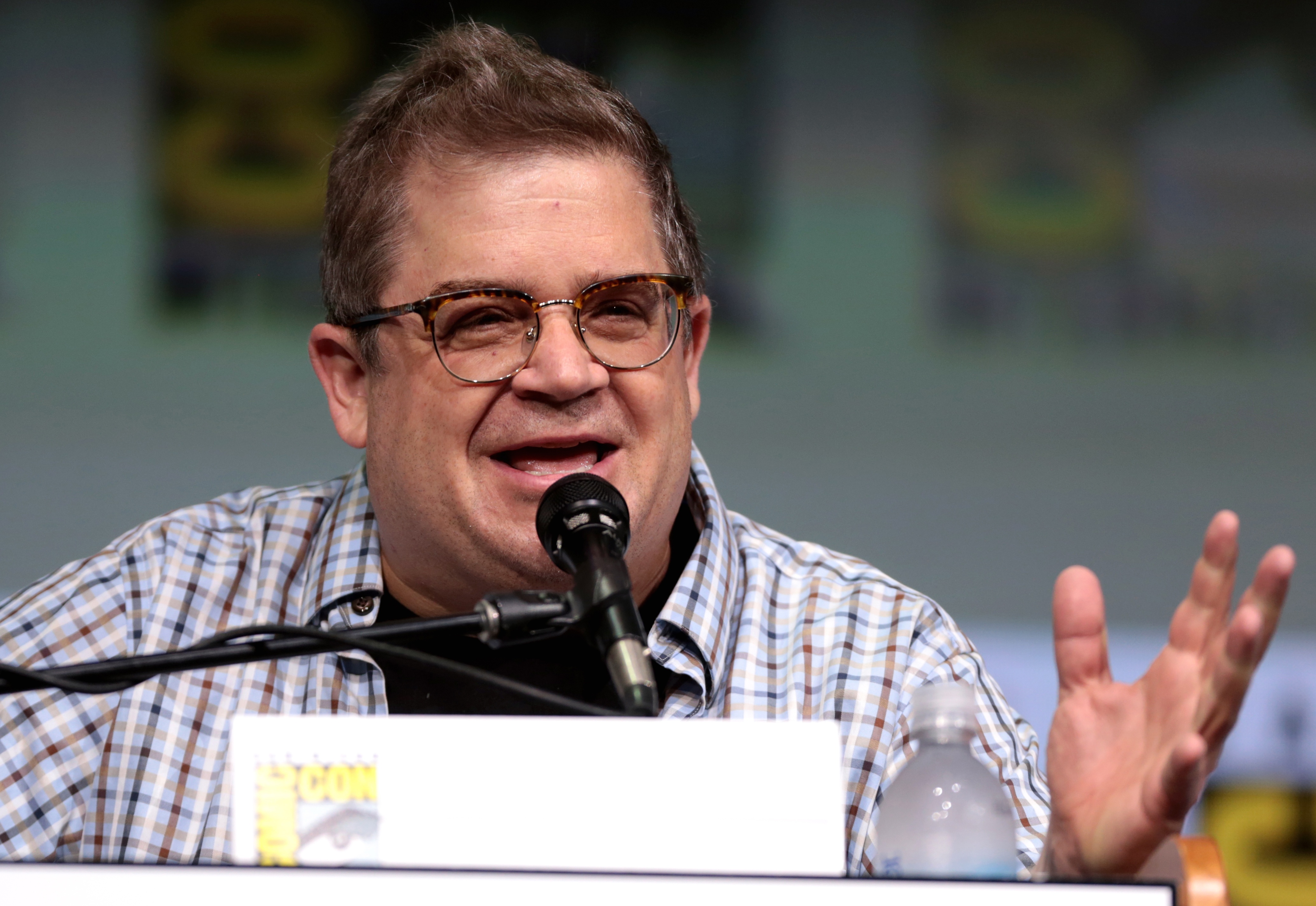
Patton Oswalt

Eric, Billy, Sam i Thurston Koenig (tots encarnats per Patton Oswalt) són quatrigèmins. Els tres primers són agents de S.H.I.E.L.D., programadors al programa inicial de LMD de S.H.I.E.L.D.
Eric va ser posicionat a la base de Providence i va ajudar Coulson després de l'aparició d'Hydra, però va ser assassinat per Ward.
Billy i Sam van ser estacionats a la base Playground on Coulson i el seu equip van anar després de l'emergència d'Hydra. Billy i Sam worked van treballar amb Coulson en el Protocal Theta, mantenint un helitransport de S.H.I.E.L.D. fer a Nick Fury. Més endavant, Coulson els va confiar el Darkhold a Billy i a Sam, que va amagar el llibre en el Labyrinth (Laberint), una base de S.H.I.E.L.D. només accessible per als Koenig.
Thurston és un activista poeta protesta que no és un agents de S.H.I.E.L.D. i es refereix a ells com un munt d'ovelles a causa de la mort d'Eric.
L'avi dels Koenig, Ernest "Hazard" Koenig (de nou interpretat per Oswalt), és propietari d'un bar clandestí sota una oficina de correus el 1931 que es convertirà en actiu S.S.R. en el futur. Després que els agents de S.H.I.E.L.D. van arribar a la seva època i li van parlar del futur, Koenig va intentar impedir que el seu empleat, Freddy Malick, s'impliqués amb Hydra, però va rebre un tret. Mentre es recuperava, va contractar a Enoch encallat en aquesta època a canvi d’informació sobre com ell i el seu bar continuaran ajudant a S.H.I.E.L.D. en el futur.
Oswalt es va unir a la sèrie com Eric Koenig el març del 2014. Aquesta versió del personatge està inspirada lliurement en una que va aparèixer per primera vegada a Sgt. Fury and his Howling Commandos nº 27. Oswalt també encarna els germans i l'avi d'Eric. Després de treballar prèviament a la sèrie de Joss Whedon Dollhouse i sent un fan de Marvel durant molt de temps, Oswalt va ser cercat específicament per al paper.

#### Calvin Johnson

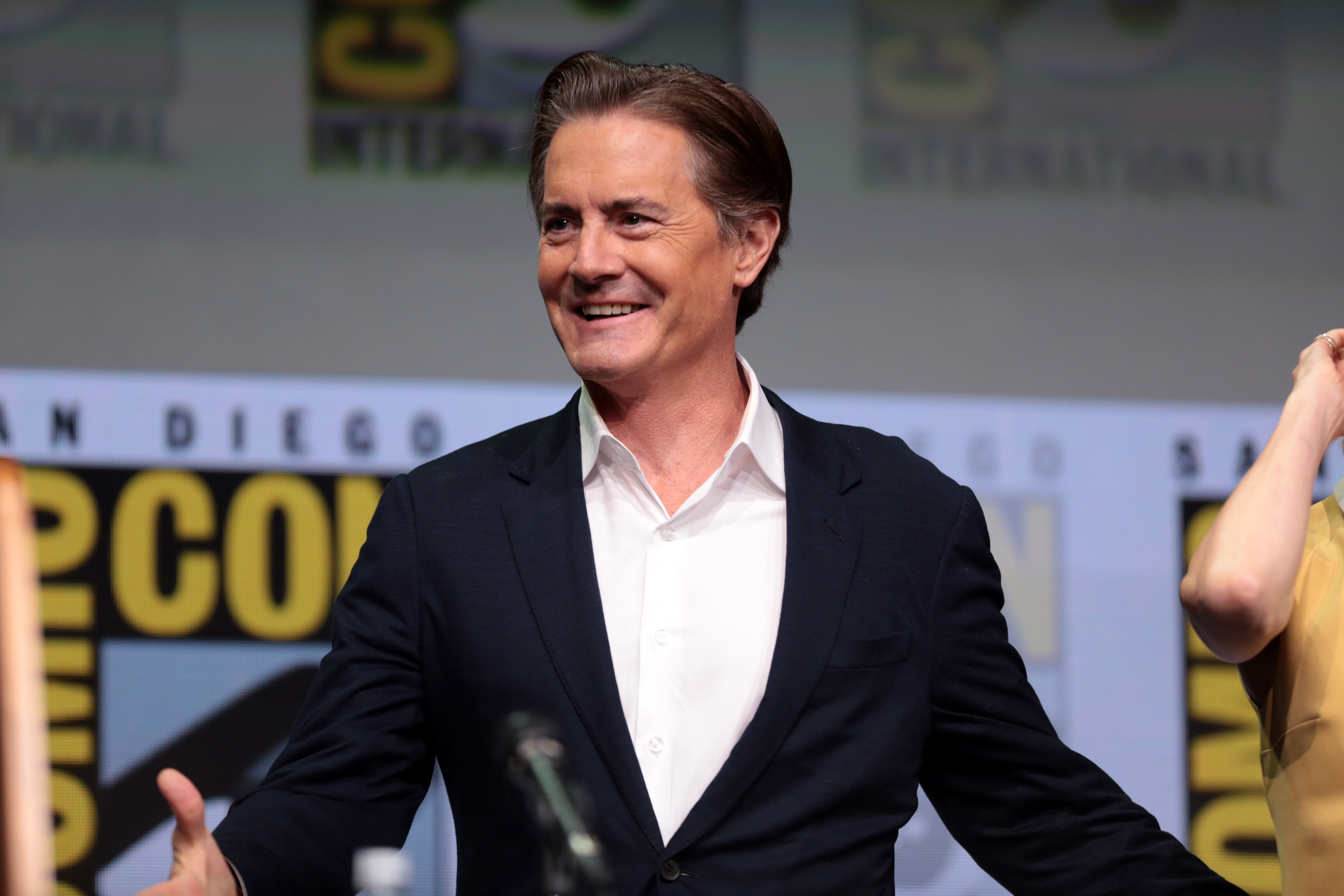
Kyle MacLahlan

Calvin Johnson (interpretat per Kyle MacLachlan), un jove doctor, va conèixer la inhumana Jiaying mentre estava a la Xina. Els dos finalment es van casar i van tenir una filla, Daisy. Jiaying va ser diseccionada pel líder d'Hydra, Werner Reinhardt, morint a l'acte, i Daisy va ser presa per agents de S.H.I.E.L.D. Cal va cosir la seva dona, va trobar persones innocents i va utilitzar la seva força vital per tornar a Jiaying a la vida, i van començar a buscar la seva filla, canviant en algun moment el seu cognom. També va començar a experimentar amb ell mateix en un intent de ser més fort, culpant-se a ell mateix per no haver protegit la seva família. Jiaying finalment va abandonar la recerca per viure una vida pacífica amb altres inhumans com ella, però Cal va continuar trobant finalment a Daisy (ara passant per Skye) i amb el pas del temps formant un vincle amb ella, malgrat el seu odi per les seves accions passades. Més tard, Coulson convenç a Cal que Jiaying és un monstre que l’ha obligat a fer coses terribles, i quan Jiaying inicia una guerra amb S.H.I.E.L.D. que la porta a enfrontar-se amb Skye. Cal mata a Jiaying. S.H.I.E.L.D. després esborra la memòria de Cal per permetre-li viure una vida tranquil·la.
Al final de la primera temporada, el pare de Skye és vist breument per darrere, encarnat per un doble de llums. L'agost de 2014, MacLachlan va ser escollit per al paper, com personatge recurrent durant la segona temporada. Inicialment es coneixia com "The Doctor", es va revelar que el seu personatge era Calvin Zabo, també conegut com a Mister Hyde, el desembre del 2014. Zabo va ser creat per Stan Lee i Don Heck per Journey Into Mystery, inicialment com antagonista de Thor el 1963, i està influït per L'estrany cas del Dr. Jekyll i Mr. Hyde de Robert Louis Stevenson. El maquillatge de MacLachlan per a la seva transformació en la persona de Mister Hyde al final de la segona temporada trigava unes dues hores i mitja a aplicar-se. Després de concloure la segona temporada, Bell va dir a la història de Cal, «Va arribar a viure feliçment per sempre d'una manera bonica. Mai no donaríem per perduda la idea de trobar-li més història pel camí, però ens ho vam passar molt bé amb Kyle aquest any i la sentim com una història que va acabar molt bé.» Bell va explicar que «sentien que tot el que feia provenia del lloc adequat, però que era només un home molt horrible i trencat. La idea de [utilitzar] el programa T.A.H.I.T.I. per restablir-lo com la bona persona que sempre havia estat era massa bona per deixar-la passar.»

### Introduïts a la segona temporada

#### Werner Reinhardt / Daniel Whitehall

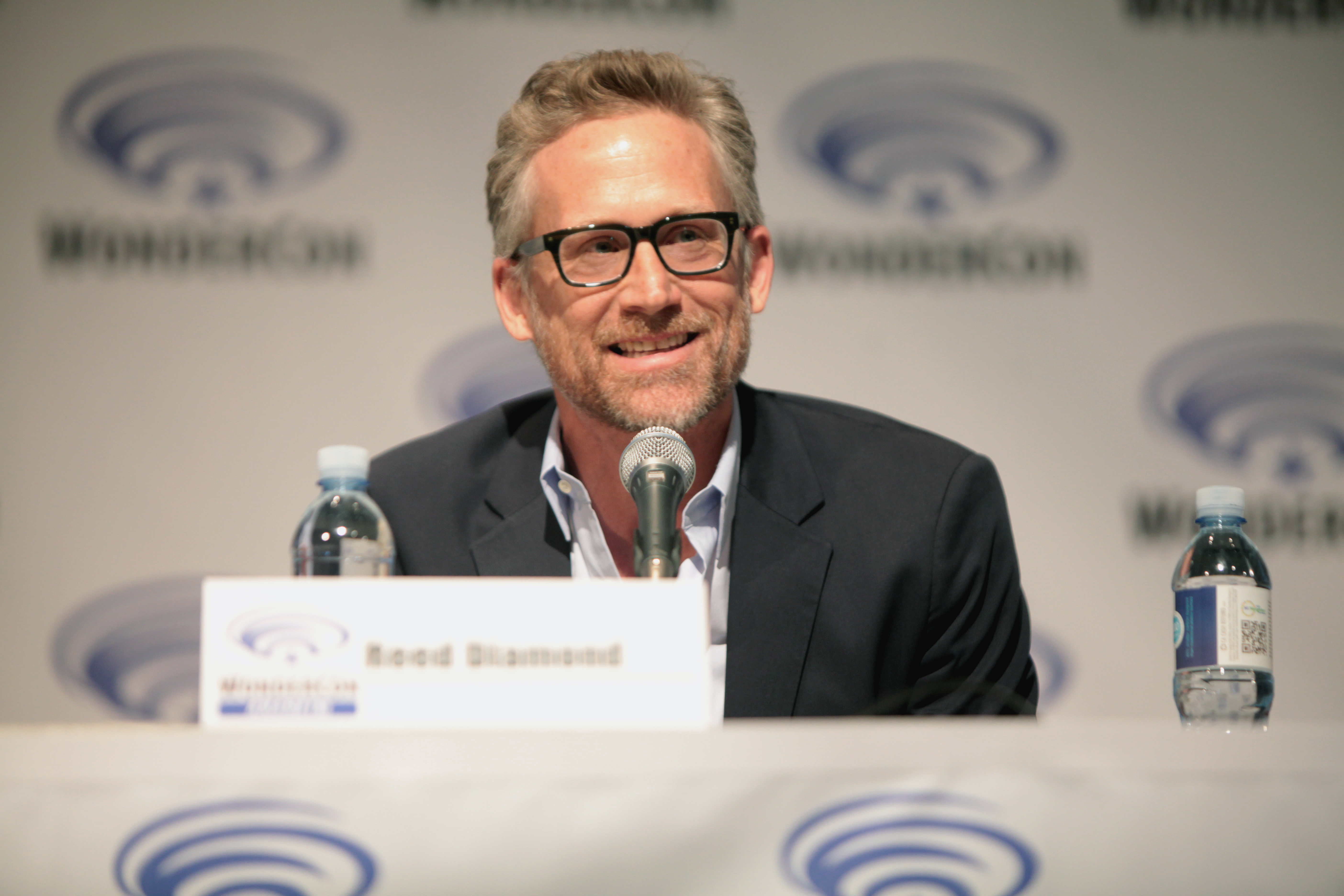
Reed Diamond

Werner Reinhardt (interpretat per Reed Diamond), un oficial nazi d'alt rang i membre d'elit d'Hydra el 1945, estava experimentant en el Diviner quan la seva base va ser presa per la SSR i va ser empresonat de per vida. Alliberat per Alexander Pierce el 1988, Reinhardt va descobrir que una dona que no era afectada pel Diviner, Jiaying, aparentment no havia envellit en quatre dècades. Disseccionant-la, Reinhardt va descobrir el secret de la seva joventut i el va utilitzar per a rejovenir. Prenent el nom de Daniel Whitehall, es va convertir en el líder estatunidenc de Hydra després de la mort de Pierce. Mentre exercia de líder, va ajudar a la general Hale a entrenar el següent líder de Hydra i va lluitar contra l'equip de Coulson de S.H.I.E.L.D. mantenint el seu interès pel Diviner i altres qüestions alienes. Coulson el mata mentre intenta descobrir l'identitat del Diviner.
A la Comic Con de San Diego el juliol del 2014, es va anunciar que Diamond representava a Daniel Whitehall, també conegut com el Kraken als còmics, on va ser presentat per Jonathan Hickman i Stefano Caselli per Secret Warriors nº 11. Diamond ja havia treballat anteriorment amb els creadors a Dollhouse i Molt soroll per no res (2012), i tot i que l'havien desitjat per papers durant la primera temporada, no estava disponible a causa dels compromisos amb una altra sèrie. Diamond va acceptar el paper de Whitehall amb només 24 hores per preparar-se, durant les quals va formar l'accent alemany del personatge per utilitzar-lo per a seqüències de flashback. En el desenvolupament del personatge, Diamond va veure documentals de nazis i va tornar a veure les pel·lícules de Marvel, observant els personatges de Loki i Red Skull en particular. Del primer, Diamond es va inspirar en la seva cita de "Els Vengadors", «I am burdened with glorious purpose» (Estic carregat amb un propòsit gloriós), ja que mai havia interpretat a un súper dolent, «algú que realment creia que eren la millor persona per governar l'univers, o almenys la Terra». De la interpretació de Hugo Weaving de Red Skull, Diamond va mirar la seva ira i veu per veure «com [Whitehall] encaixaria dins d'aquest espectre» i es va decidir «això és la televisió. Sóc el dolent somrient, tranquil». Diamond també va demanar consell a Malcolm McDowell, que li va dir «somriu sempre i que les línies facin la feina». Sovint es veu el personatge netejant-se les ulleres, una "qualitat identificativa" ideada per Jed Whedon.

#### Sunil Bakshi

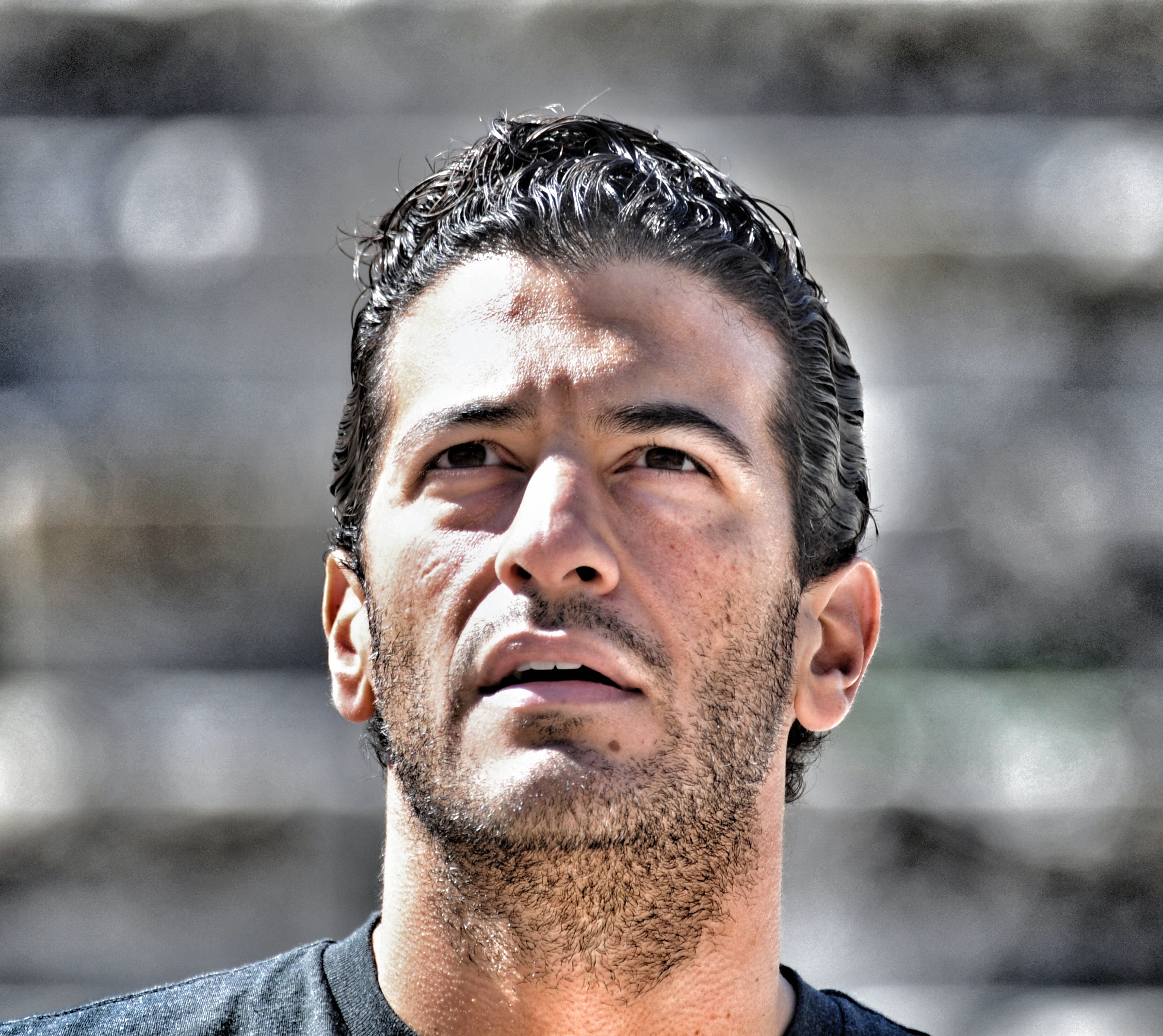
Simon Kassianides

Sunil Bakshi (interpretat per Simon Kassianides), la mà dreta de Whitehall, és fonamental per al rentat de cervell dels subjectes d’Hydra, inclosa l'agent de S.H.I.E.L.D. Kara Palamas, que més tard es venja rentant el cervell al mateix Bakshi. Llavors fidel a Palamas i Ward, Bakshi sacrifica la seva vida per salvar-lo quan Simmons intenta matar-lo.
En el Framework, Sunil Bakshi és un presentador de notícies que presenta The Bakshi Report on informa de les accions d'Hydra contra la resistència de S.H.I.E.L.D.
Kassianides, un fan de la sèrie i dels còmics en general, va ser escollit en el "paper recurrent principal" de Bakshi el juliol de 2014. Els productors pretenien que Bakshi fos assassinat en el cinquè episodi de la segona temporada, però van canviar d'opinió i van estendre la seva carrera al programa fins al dinovè episodi. Parlant de la relació del personatge amb Whitehall, explica Kassianides, «Bakshi realment sent que pot actuar sota l'autoritat de Whitehall pel seu propi criteri. Té la confiança de Whitehall i actua com ell creu convenient, les conseqüències de lo qual es desenvoluparan.» Sobre les motivacions i el procés de pensament de Bakshi, Kassianides va dir: «Quan estàs compromès amb qualsevol ideologia, crec que et permet tenir elements de bogeria... que s'hagi entrenat o sigui inherent, no és clar, però aquell punt en què fa mal a les persones, les torture i opera sota aquesta ideologia és una cosa que li agrada molt.»

#### Carl Creel
Carl Creel (interpretat per Brian Patrick Wade) és un operador d'Hydra reclutat per Garrett i a qui va rentar el cervell Whitehall, que pot absorbir les propietats del que toqui. Més tard és contractat per Talbot perquè li faci de guardaespatlles, però ho deixa quan Talbot és ferit i hospitalitzat. Un temps després, Creel és contractat per la general Hale per ajudar-la a caçar S.H.I.E.L.D., però la traeix després d’assabentar-se que té presoner Talbot, ajudant Coulson i Talbot a fugir. Creel també forma un vincle mental amb el gravitoni i descobreix que les ments de Franklin Hall i Ian Quinn hi viuen després que les absorbís. Mentre es recupera a l’hospital, Creel és visitat per Glenn Talbot que absorbeix Creel en ell mateix amb el seu gravitonium.
Wade va ser escollit pel paper l'agost de 2014.

#### Kara Palamas / Agent 33
Kara Palamas (interpretada per Maya Stojan) era una agent de S.H.I.E.L.D. traïda a Hydra per l’aleshores encobert Morse i sotmesa a rentat de cervell per part de Bakshi i Whitehall. Palamas, des de llavors fidel a l’Hydra, va utilitzar una nanomàscara per adoptar l’aspecte de May i, quan aquest electrocuta Palamas mentre es troba disfressada, es queda atrapada com a May, però deformada. Després que Coulson mata Whitehall, Palamas treballa amb Ward, els dos tenen una relació romàntica, mentre que aquest fa tot el que està al seu abast per aconseguir que Palamas recuperi la seva identitat. Li reparen la nanomàscara perquè pugui convertir-se en qui vulgui, rentar el cervell a Bakshi i segrestar a Morse en un intent de forçar-li una confessió. Quan May i Hunter venen a rescatar a Morse, Ward mata accidentalment Palamas mentre està disfressada com May.
Mentre Stojan interpreta Palamas, el personatge també és representat per altres membres del repartiment, inclosos Ming-Na Wen i Chloe Bennet, quan adopta l’aspecte dels seus personatges. Stojan va haver d'equilibrar el seu treball a la sèrie amb el seu paper recurrent a Castle, però encara va poder aparèixer a cada episodi que se li va oferir. Parlant d'interpretar Palamas i les diferències entre ella i May, Wen va dir: «No només va perdre la cara, sinó que va perdre la voluntat. Realment vull dir que està completament controlada per Whitehall i... és una mena de personatge trist per a mi d'interpretar perquè és tan oposada a May. May està tan segura i sap exactament què ha de fer i pot fer la feina segons les seves pròpies opinions i amb l'agent 33, no només està desfigurada, ja no només té la seva cara, ja no té la seva identitat.» Després que Palamas s'alliberi del rentat de cervell i s'uneixi a Ward, Stojan va dir sobre el personatge i la seva nova relació: «Aquest amor/romanç que té amb Ward ... realment, crec, intentant trobar-se a si mateixa és bo o dolent. Realment creu en aquell home i el seguirà.»

#### Jiaying

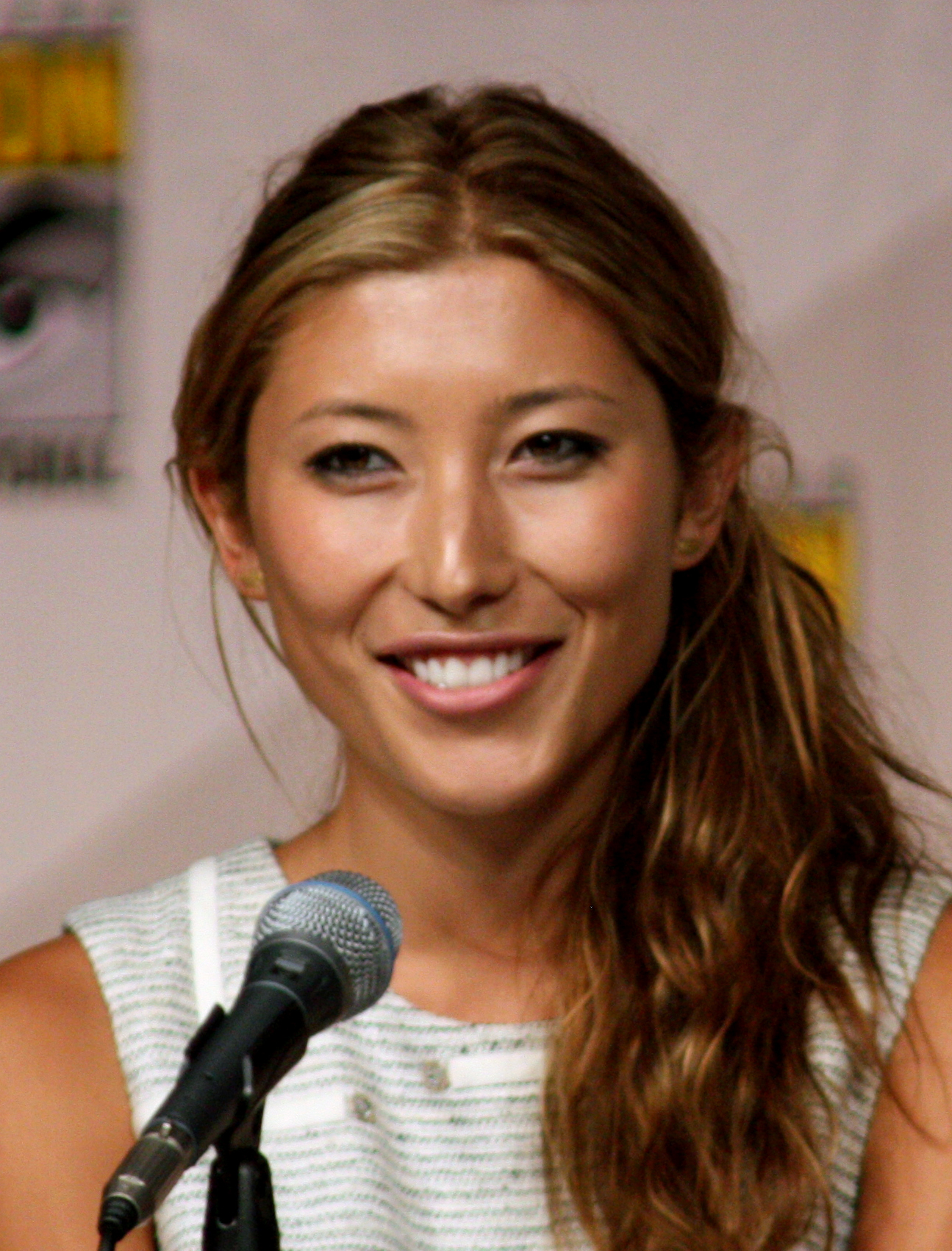
Dichen Lachman

Jiaying (interpretat per Dichen Lachman) és l'esposa inhumana de Calvin Johnson, i la mare de Daisy i Kora, que no envelleix i pot curar-se ràpidament a través d’un ancià del seu poble que li dona la vida cada any. Cosida per Calvin després que Daniel Whitehall la disseccionés per descobrir el secret de les seves habilitats, Jiaying mai no va tornar a ser la mateixa i es va esforçar molt per trobar la seva filla; fins i tot arribant a prendre voluntàriament vides innocents per alimentar les seves habilitats. Finalment, Jiaying intenta escapar d'aquesta nova personalitat fundant Afterlife (literalment vida posterior), un refugi per als inhumans, i quan Daisy (que passa per Skye) viatja allà, es converteix feliçment en la seva mentora. No obstant això, quan S.H.I.E.L.D. descobreix Afterlife, Jiaying inicia una guerra amb ells i intenta matar a tots els humans amb cristalls de terrigen artificials. Després que Skye l'ataqui, intenta drenar la seva vida, però és detinguda per Calvin, que la mata.
Quan l'any 1983, Melinda May i Elena Rodriguez visiten Jiaying a Afterlife per ajudar a Elena a recuperar els seus poders, cosa que l'Inhumana determina que té una base mental. Després que Nathaniel Malick ataqui Afterlife i influeixi Kora del seu costat, May i Rodriguez convencen a Jiaying per escapar i reagrupar-se. Més tard es reincorpora a S.H.I.E.L.D. i es troba amb Daisy, només perquè Nathaniel les trobi i mati a Jiaying.
Parlant dels nivells de violència representats a la sèrie, Bell va admetre que els productors executius i la xarxa van qüestionar la naturalesa gràfica de la seqüència on Whitehall va disseccionar Jiaying, però que finalment es va mantenir tal com és perquè van pensar que «era és important que s'entengués com de terrible va ser i el que va viure i va sobreviure miraculosament, això era una part important de la nostra història.» Per al vestit de Jiaying, Foley «volia que tingués un altre sensació mundana i després, en aquell moment, Dichen [Lachman] estava embarassada, de manera que calia crear una silueta que pogués amagar l'embaràs i créixer amb ella, motiu pel qual vam arribar a aquesta túnica. El millor és que tenia aquesta sensació asiàtica molt fresca amb el coll alt i els botons a la part davantera.» Foley va triar els teixits per a les túniques de Jiaying en funció del que passava a la història i com sentia el que el personatge estava pensant.
Pel que fa al paper que Jiaying va percebre com a malvada principal de la segona temporada a causa de les seves accions en els episodis finals, Bell va dir: «En les nostres ments, [Jiaying] no era tant una malvada; era un antagonista, però si ens fixem per què se sent com ho fa, Jiaying realment va merèixer aquesta posició.» Després de revelar la història de fons i les motivacions del personatge, alguns la van comparar amb el personatge de Magneto de Marvel Comics. En resposta a això, Bell va dir: «No imitem conscientment [Magneto], però el que tots dos tenen en comú és un motiu vàlid. Jiaying es va trencar a trossos... Sento que el seu motiu es prou bo de la mateixa manera que ho és el de Magneto. Sempre volem que els nostres antagonistes tinguin bons motius... Vam intentar que tot el que digués fos cert.»

#### Gordon
Gordon (encarnat per Jamie Harris, Philip Labes com a jove a la segona temporada, Fin Argus com a jove a la setena) és un inhumà sense ulls amb la capacitat de teletransportar-se i emetre camps de força. Jiaying es va ocupar de la seva transició cap a inhumà i es va mantenir fidel a ella en la seva vida adulta. Amb la seva posició, es va assegurar que només uns quants selectes poguessin entrar i sortir d'Afeterlife i es va unir a Jiaying en la seva guerra contra S.H.I.E.L.D. Mentre intenta difondre Terrigen a través del sistema de ventilació de La Ilíada, Fitz el mata.
Quan May i Yo-Yo són al 1983, van visitar Afterlife per ajudar a la darrera a recuperar els seus poders; durant la seva visita es van trobar amb un jove Gordon. Després de l'atac de Nathaniel Malick, Gordon va ajudar a Jiaying a escapar-se abans que finalment s'unís a S.H.I.E.L.D. i ajudés a Coulson a tornar a Afterlife. No obstant, són capturats i Gordon té els seus poders trasplantats per força a John Garrett. Més tard, sucumbeix a les ferides quan utilitza els seu últim poder per rescatar Coulson.

#### Andrew Garner / Lash

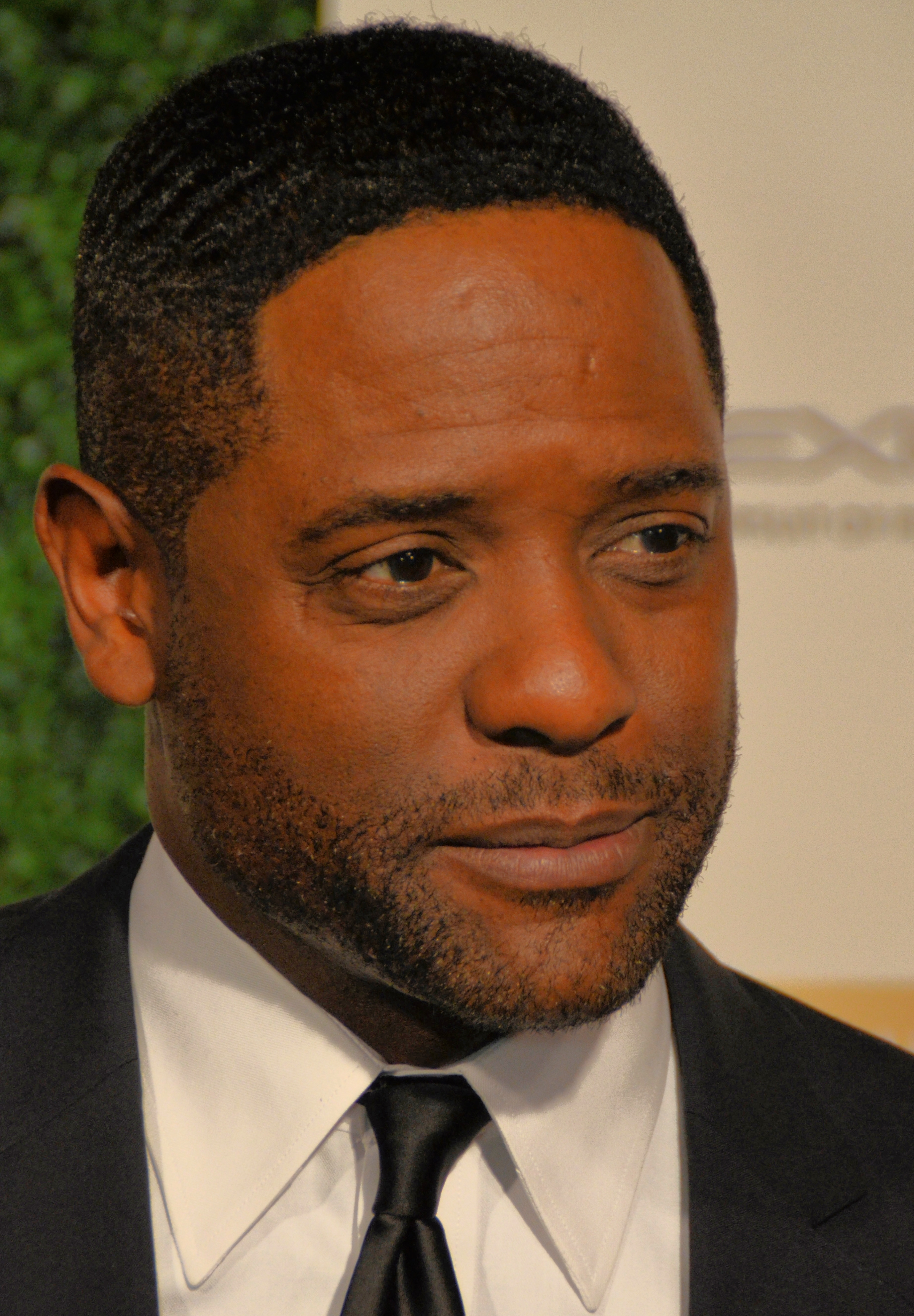
Blair Underwood

Andrew Garner (interpretat per Blair Underwood) és l'exmarit de May i psicòleg de la Universitat de Culver que avalua les persones superdotades per a S.H.I.E.L.D. Després d'unes vacances amb May per intentar recuperar la seva relació, Garner es veu exposat a Terrigen que li desbloqueja habilitats inhumanes; es converteix en el monstruós Lash (encarnat per Matt Willig), que utilitza habilitats energètiques per caçar i matar inhumans "indignes". Garner es lliura a S.H.I.E.L.D. abans que la transformació esdevingui permanent i aconsegueix acomiadar-se de May abans de convertir-se completament en Lash. S.H.I.E.L.D. llavors envia a Lash a lluitar contra Hive, esperant que el seu propòsit Inhumà sigui destruir aquest últim. Tot i que aquest no és el cas, Lash és capaç de purgar el control de Hive sobre Daisy Johnson abans de ser assassinat per Hellfire.
El desembre de 2014, es va revelar l'elecció de Underwood com a Garner per a diverses aparicions a partir de la segona temporada. El juliol de 2015, l'Inhuman Lash, que va ser creat per Charles Soule i Joe Madureira per a Inhuman nº 1, es va anunciar que apareixia a la tercera temporada. Aquell mes d'agost es va revelar que Willig havia estat escollit com a Lash, amb Hetrick tornant a treballar al costat dels equips de maquillatge i efectes visuals de la sèrie per donar-li el "look únic" del personatge dels còmics. Whedon va assenyalar que seria la seva «pròpia interpretació de [Lash]. Hi haurà alguns elements dels còmics segur, però com sempre fem... ho estem canviant una mica». Bell va detallar que «és difícil tenir una ciutat oculta o màgica» al MCU, com ara la casa de còmic de Lash d'Orollan, però «l'agenda de Lash sens dubte pot romandre fidel al que era als còmics», amb ell jutjant quins inhumans són dignes. El maquillatge de Willig Lash inicialment trigava sis hores a aplicar-se, però l'equip de maquillatge va ser capaç de reduir el temps a quatre hores i mitja.
Whedon va assenyalar que la sèrie ja compta amb diversos inhumans que són «bastant atractius» i que els productors volien «mostrar també a l'altre costat del canvi que poden passar coses dolentes», amb Tancharoen explicant que «a un nivell molt bàsic ens interessava posar un monstre a la barreja, perquè no és humà i el seu aspecte és bastant boig i espantós. Volíem enfrontar el nostre equip a una cosa així.» Sobre com el repartiment i els personatges reaccionaven al veure Lash, Bennet va dir: «M'agrada pensar que han vist la seva bona quantitat de merda boja i això és una cosa bastant insana, però que no és al·lucinant». Després de revelar que Lash encara tenia una forma humana, Bell va dir que passarien temps explorant diferents personatges com a possibles candidats, encara que es va revelar que la forma humana era Garner dos episodis més tard. Per a la transformació CGI en pantalla des de Garner a Lash, Underwood i Willig van ser escanejats en 3D (aquest darrer amb maquillatge protèsic), i després Underwood va proporcionar captures de moviment per a la seqüència, ja que el supervisor d’efectes visuals Mark Kolpack va assenyalar la manca de semblança entre Underwood i el disseny final de Lash i, per tant, volia mantenir la major part de l'essència d’Undwood durant tot el procés de transformació. Underwood va interpretar la transformació dolorosa, rígida i fatigant, tot i que va assenyalar que pel personatge seria més fàcil transformar-se com més passés.
Iniciant la tercera temporada, Underwood només sabia que els productors volien explorar més la vida personal de Garner, després que les seves aparicions a la segona temporada fossin «com a apèndix de l'agent May... un dispositiu i una construcció per obrir-la i veure més de la seva vida». Tampoc no va veure venir la revelació de Lash, cosa que no va conèixer fins a la lectura de "Devils You Know", quan es presumeix que Garner és mort, i els productors se li van acostar després per explicar-li el seu pla pel personatge. Underwood va comparar la dinàmica Garner/Lash amb els personatges de Dr. Jekyll i Mr. Hyde i Bruce Banner/Hulk, i van comparar la nova dinàmica May/Garner amb La bella i la bèstia. Sobre les motivacions de Lash, Underwood va afirmar que «Lash veu [als inhumans] com una societat exaltada i és un honor ser inhumà. No tothom és digne d'aquest sobrenom. Es responsabilitza de ser jutge, jurat i botxí de qui és digne de ser inhumà i qui no ho és.» Elaborant això i la connexió de Garner amb Lash, Underwood va dir: «Si mireu el seu treball com a psicòleg... a S.H.I.E.L.D., determina [qui] és digne i qui no és digne de formar part de l'equip de Secret Warriors... té sentit que sigui el mateix tipus de fonament, però amb esteroides».

#### Robert Gonzales

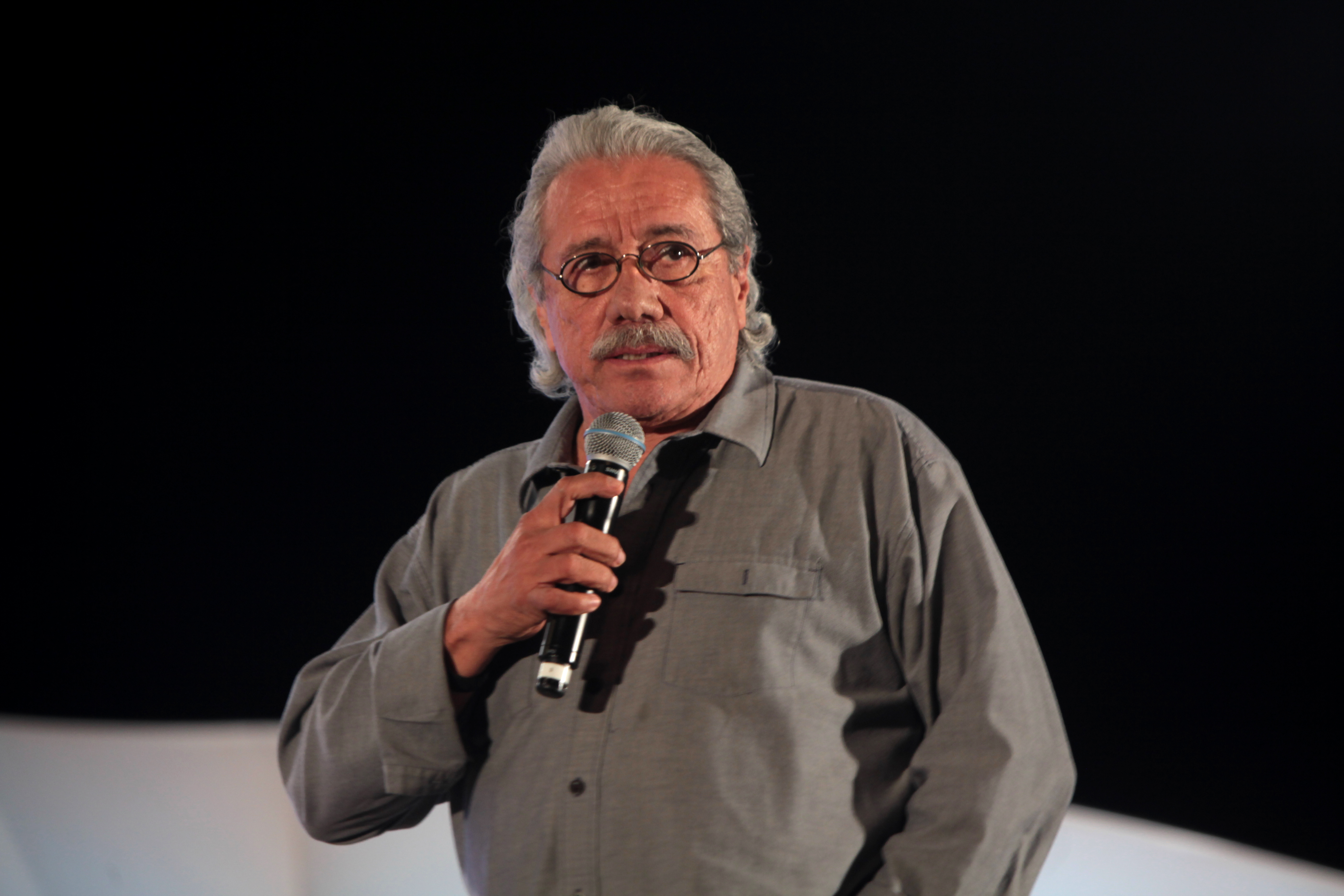
Edward James Olmos

Robert Gonzales (interpretat per Edward James Olmos) és un veterà agent tàctic de S.H.I.E.L.D. i el comandant de La Ilíada durant la caiguda de S.H.I.E.L.D. a qui s'encarrega la protecció del monòlit Kree. Està convençut de no destruir la nau (per evitar que Hydra reclami el monòlit) perquè els centenars d'agents a bord puguin viure, desobeint les ordres de Fury, i posteriorment es converteixi en membre fundador del "real S.H.I.E.L.D." al costat d'Anne Weaver, Tomas Calderon i l'agent Oliver. Segueix sent hipercrític sobre els secrets i totes les coses aliens, fins i tot després d’acceptar mantenir Coulson com a Director d’un nou S.H.I.E.L.D. unificat, però encara intenta negociar pacíficament amb Jiaying i els Inhumans, però Jiaying mata a Gonzales i es dispara a ella mateixa, afirmant que l’ha atacada per tal d’iniciar una guerra contra S.H.I.E.L.D.
El gener del 2015 es va anunciar que Olmos s'uniria a la sèrie com a Robert Gonzales, i Olmos descrivia univer-se al MCU com un dels moments àlgids de la seva carrera. Pel que fa a l'aparent diferència de filosofies entre Gonzales i Coulson, Olmos va explicar que «les situacions amb què m'he trobat i les situacions amb què ell s'ha trobat han canviat la nostra capacitat de treballar amb la mateixa comprensió. Està treballant com ho feia Fury i amb aquesta comprensió. No treballo segons l'enteniment de Fury... Crec que la filosofia de Coulson és la mateixa que la nostra! Som S.H.I.E.L.D. No som res més que persones de S.H.I.E.L.D. És que el nostre S.H.I.E.L.D., el que vam presentar originalment, era molt, molt transparent. I el S.H.I.E.L.D. que s'ha materialitzat sota el mandat de Fury —i ara de Coulson— és molt més secret.» Olmos també va comparar la relació entre les dues faccions de S.H.I.E.L.D. com la relació entre els Demòcrates i els Republicans.

#### Alisha Whitley
Alisha Whitley (interpretada per Alicia Vela-Bailey) és una Inhumana duplicadora que va ser fidel a Jiaying fins que va saber que aquesta va començar la guerra amb S.H.I.E.L.D. Després de la mort de Jiaying, Alisha ajuda a S.H.I.E.L.D. fins que cau sota la influència de Hive. Més tard és assassinada per un Kree fora de pantalla.

#### Kebo
Kebo (interpretat per Daz Crawford) és un membre d'Hydra, segon al comandament de Ward fins que Morse el mata. Crawford només va signar per la segona part del final de la segona temporada, però als escriptors els va agradar al personatge i el van recuperar a la tercera temporada. Crawford va dir que Kebo té reserves sobre Ward com a cap, però «a algunes persones els agraden els seus caps, a d'altres no.»

### Introduïts a la tercera temporada

#### Rosalind Price
Rosalind Price (encarnada per Constance Zimmer) és la cap de l’ATCU que es creua amb S.H.I.E.L.D. a la caça dels inhumans. Després de desenvolupar una relació romàntica amb Coulson, és assassinada per Ward.
El juliol de 2015, Zimmer va ser escollida com a Price, que Gregg va descriure com «una potent... no diria que és un doppelganger, però definitivament té molt en comú amb Coulson. Representa un personatge que no és algú amb qui es troba cada dia, que té més en comú amb ell que la majoria de la gent.» Aquell setembre, Bell va elaborar: «Mentre en el passat, Coulson sovint juga una mena de rol patern al programa, perquè Daisy és una mena de filla subrogada; de sobte hi ha un altre adult [Price], que pot bromejar, que pot mantenir-se a ella mateix i hi ha alguna cosa agradable veient-lo en aquesta relació.»

#### Luther Banks
Luther Banks (encarnat per Andrew Howard) és un agent ATCU i antic marine leial a Price. És assassinat per Giyera.

#### Joey Gutierrez
Joey Gutierrez (interpretat per Juan Pablo Raba) és un inhumà i antic treballador de la construcció amb la capacitat de fondre certs metalls que és reclutat per S.H.I.E.L.D. per a l'equip dels Secret Warriors de Daisy Johnson.
Raba va ser anunciat com membre del repartiment a l'agost del 2015. Scott Meslow de Vulture i Oliver Sava de The A.V. Club, revisant l'episodi de la tercera temporada "Laws of Nature", van indicar el seu plaer de veure aparèixer a la sèrie Gutiérrez, un personatge gai, que Meslow va assenyalar que semblava el primer personatge obertament gai del MCU.

#### Werner von Strucker
Werner von Strucker (interpretat per Spencer Treat Clark) és el fill del líder d'Hydra, el baró Wolfgang von Strucker, que és reclutat per Hydra per Ward després de la mort de Wolfgang. Després de no seguir les ordres de Ward de matar Garner, Werner és deixat en un estat vegetatiu per Kebo i és portat a custòdia de S.H.I.E.L.D. Posteriorment, és ingressat en un asil i fa equip amb la general Hale i la seva filla Ruby després de ser alliberat. Werner va cedir a les exigències de la general Hale quan va veure un dels experiments del seu pare, Carl Creel, aixecant peses. Després que Ruby aconsegueixi el 8% del gravitoni, Werner és assassinat accidentalment per Ruby.

#### Giyera
R. Giyera (interpretat per Mark Dacascos) és un inhumà telekinètic i cap de seguretat per a ATCU, en secret fidel a Malick. Finalment, és influït al costat de Hive, fins que Fitz el mata.

#### Polly Hinton
Polly Hinton (interpretada per Lola Glaudini) és l'esposa de Charles Hinton i mare de Robin Hinton.

#### J.T. James / Hellfire

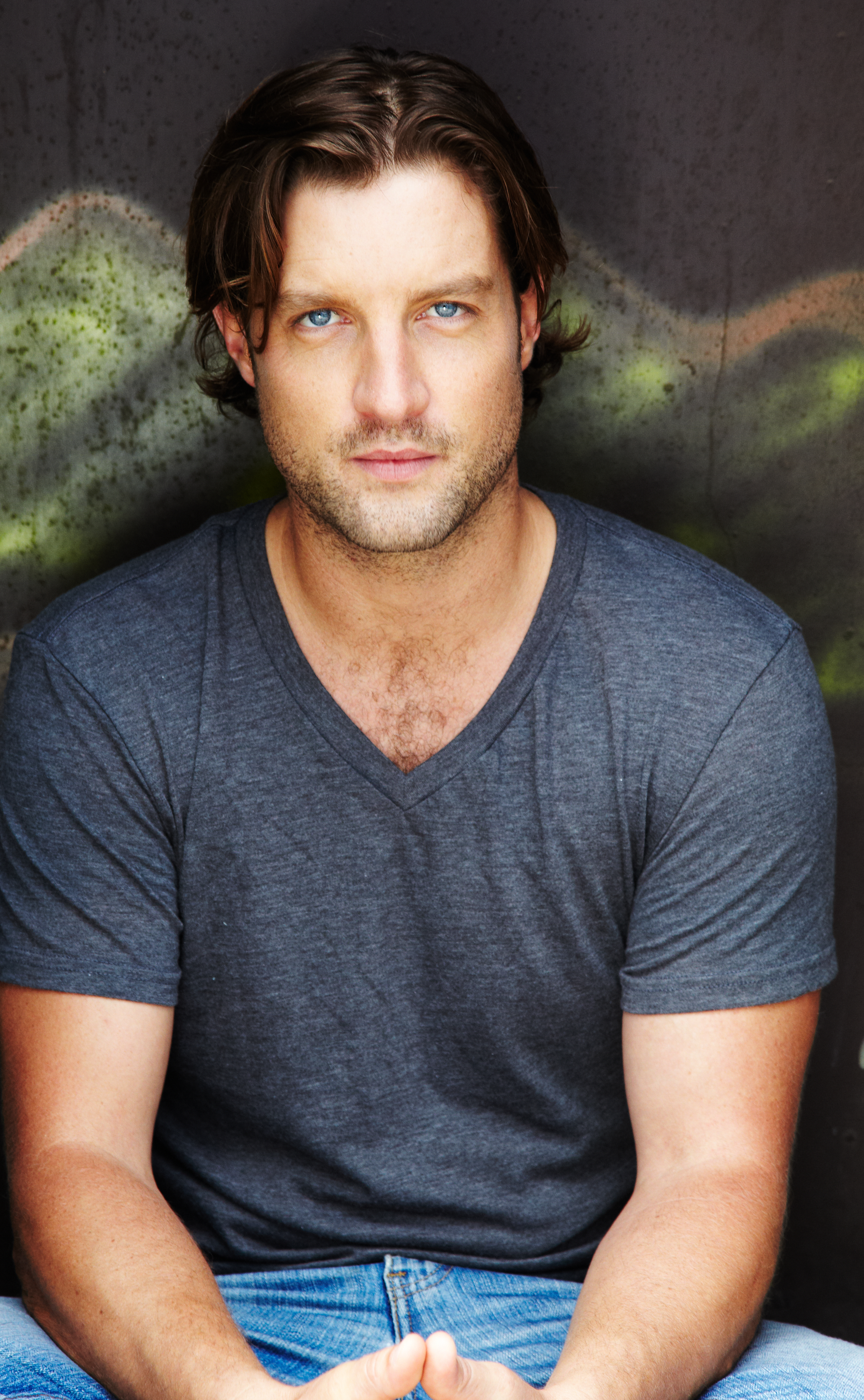
Axle Whitehead

J.T. James (interpretat per Axle Whitehead) és un inhumà al que Jiaying va denegar el dret a passar la Terrigenesis i va ser explusat d'Afterlife. Johnson sotmet James a la transformació mentre es troba sota la influència de Hive, donant a James la possibilitat d'imbuir objectes amb foc. Després és pres per ell mateix sota la influència de Hive i tria el nom en clau de Hellfire (foc infernal). Després que Hive sigui destruït, James pateix terribles símptomes d'abstinència i, en conseqüència, odia ser inhumà. Traeix la seva espècie als Watchdogs, ajudant-los a rastrejar i matar altres inhumans, amb la promesa que el matin quan acabin.
Whitehead primer va actuar com a convidat com James a "Paradise Lost", presentat com algú del passat de Lincoln, amb Whitehead i Mitchell que havien protagonitzat junts Home and Away. Amb el personatge com a recurrent durant la resta de la tercera temporada, es va revelar que era una adaptació del còmic personatge de Secrets Warriors Hellfire. La productora executiva Tancharoen va considerar «una obvietat» incloure Hellfire a la sèrie, tot i no ser inhumà en els còmics. Whedon ho va expandir i va dir: «Ens agradava la seva actitud. És un noi que és tal com raja. És una mica picant. No li importa si agrada i és divertit d'escriure.» Els productors també van poder trobar una manera d’incorporar la característica cadena de foc de Hellfire a la sèrie. En la quarta temporada, es revela que el seu nom complet és J.T. James.

#### Anderson
Anderson (interpretat per Alexander Wraith) és un agent de S.H.I.E.L.D. i assistent de Coulson.

#### Nathaniel Malick
Nathaniel Malick (interpretat per Joel Dabney Courtney a la tercera temporada i Thomas E. Sullivan a la temporada set) és el germà de Gideon, que va ser sacrificat a Hive. Més tard, Hive va aprofitar els seus records i els va utilitzar per venjar-se de Gideon matant la neboda de Nathaniel, Stephanie.
Mentre viatjava a través del temps per aturar els Chronicoms, l'equip de S.H.I.E.L.D. es va trobar amb Nathaniel a la dècada de 1970, que vivia molt després de la seva mort en la seva línia de temps original després que els Chronicoms es van alinear amb el seu pare Wilfred. Després d'una trobada amb Daisy i de veure-la utilitzar els seus poders, Nathaniel es va inspirar a treballar independentment d'Hydra abans de capturar-la i trasplantar-li les seves habilitats. Als anys vuitanta, va perfeccionar el control sobre ells i es va alinear amb la Chronicom Sibyl. Una vegada es van assabentar del seu flux temporal, Nathaniel va obtenir el coneixement del futur i el va utilitzar per reclutar individus amb idees semblants per sembrar el caos, com un jove John Garrett i la inhumana Kora, així com intentar eliminar Fitz quan ell tenia la clau per frustrar els seus plans. Però després de perdre la paciència, arruïna sense voler el pla de Sibyl de trobar Fitz abans de prendre els poders de Kora després de la seva traïció. Lluitant contra Daisy, detona les naus dels Chronicoms; matant Nathaniel en el procés.

#### Piper
Piper (interpretada per Briana Venskus) és una agent de S.H.I.E.L.D. i membre de l'equip de May. Fa aparicions esporàdiques menors ajudant l'equip en les seves diverses missions i estableix una connexió amb l'agent Davis.

#### Aida "Ophelia" / Madame Hydra
Aida (interpretada per Mallory Jansen) és un Model Life Decoy, un cos androide basat en l'ex amant i companya de Radcliffe, Agnes Kitsworth (també interpretada per Jansen) a la qual va transferir la seva intel·ligència artificial AIDA (amb la veu d'Amanda Rea). Després que el Darkhold mostri a Radcliffe el secret de la vida eterna, Radcliffe programa Aida que es corrupteix en un intent de robar el llibre a S.H.I.E.L.D. En última instància, és decapitada en una batalla contra S.H.I.E.L.D., i Radcliffe construeix un nou model d'androide. Més tard, Aida mata Kitsworth, de manera que la seva consciència pot residir en la realitat del Framework. Aida entra al Framework on pren el nom d '"Ophelia" i també és coneguda com Madame Hydra, la líder d'aquesta organització. També té una relació amb Leo Fitz en el seu àlies d'el Doctor. Agnes també resideix en el Framework, vivint amb la consciència de Radcliffe a Ogygia abans que el Doctor la suprimeixi. Amb l’ajuda de Project Looking Glass, Aida aconsegueix fer el seu cos orgànic i torna a passar per Ophelia. Ophelia també guanya les habilitats inhumanes de teleportació, manipulació de càrrega elèctrica i un factor de curació. Posteriorment és assassinada per Phil Coulson posseït pel Ghost Rider.

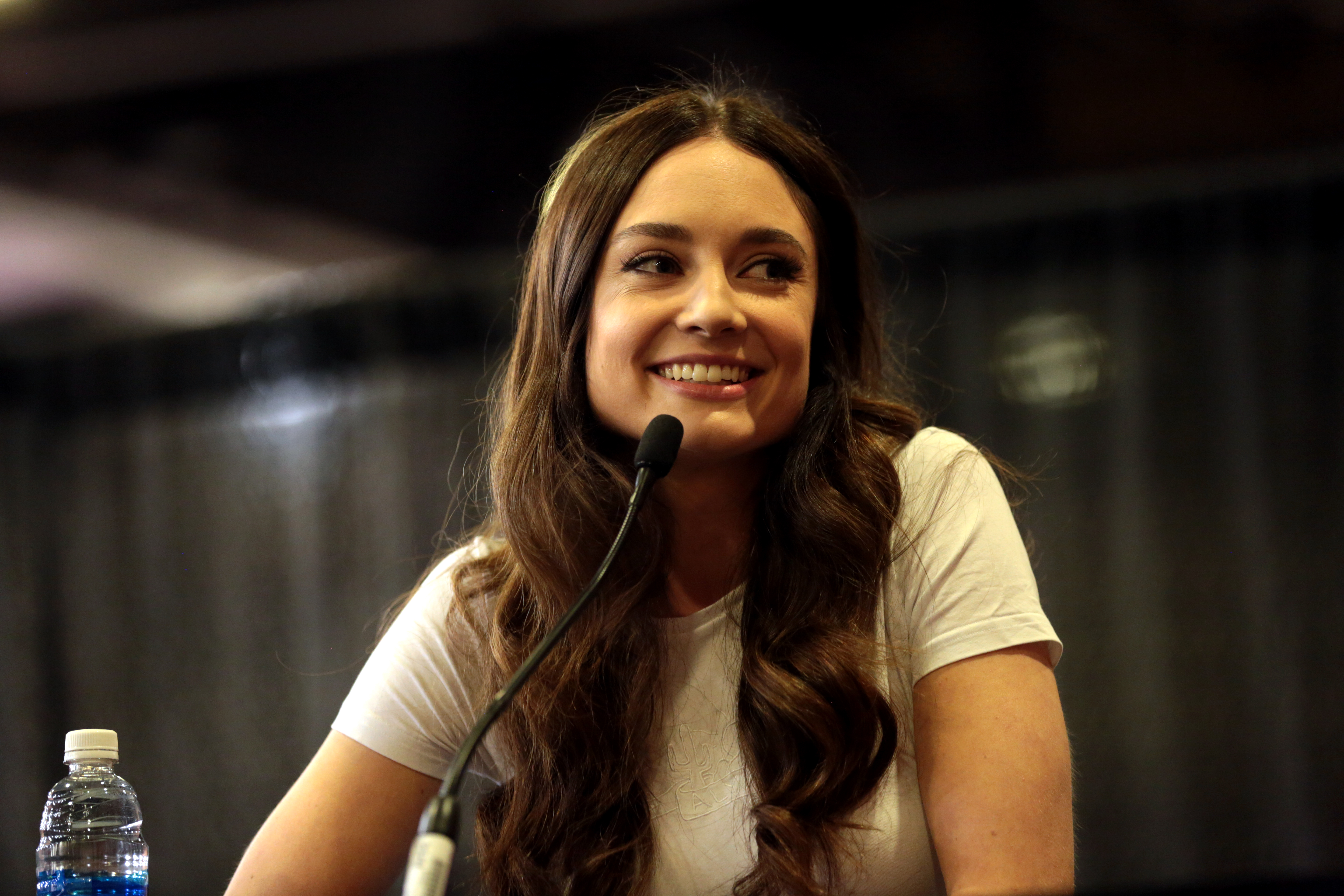
Mallory Jansen

La intel·ligència artificial AIDA és breument expressada vocalment per Amanda Rea en l'episodi final de la tercera temporada. El juny de 2016, el càsting estava en marxa per a una actriu «molt atractiva» que representés el robot en un paper recurrent per a la quarta temporada. El personatge va ser descrit com que es mouria «de forma molt natural», però parlant «una mica formalment» com la I.A. J.A.R.V.I.S. a les pel·lícules de la MCU. A l'agost, Jansen va rebre el paper; També encarna a Agnes Kitsworth, per a la qual utilitza el seu accent natal australià. A l'abril de 2017, es va revelar que Aida apareixeria a la realitat del Framework com a Madame Hydra, també interpretada per Jansen. Quan Aida es convertí en Madame Hydra, Whedon va assenyalar: «Teníem el que és una de les dones malvades més formidables que hem tingut mai [a Aida], i vam recuperar Hydra, de manera que semblava una combinació natural. S'ha connectat a aquest món i clarament està intentant viure una altra vida nova i única. Ens sentíem com si creixessis en un món i provessis ser el més poderós que poguessis, i aquell món estava dominat per Hydra, seria natural que es convertís [en Madame Hydra]. Vam pensar que seria una manera divertida d’introduir aquell personatge tan terrorífic, estrany, sobrecollidor, i divertit.»
El vestuari d'Aida estava fet a mida i inspirat en les obres d'Alexander McQueen. Foley volia que fos senzill «no treure del tot el personatge», sinó també «una mena de "D'on va sortir aquest vestit?" una mena de sentiment perquè sigui específicament seu. Simplement s'afegeix al misteri de qui és.» Jansen va descriure "Aida 2.0" com programada per ser més despietada, amb el vestit del personatge una tonalitat de gris més fosca que la que portava l'Aida original per reflectir aquests canvis. La nova dissenyadora de vestuari Amanda Riley va prendre els vestits de Foley per Aida com a forma bàsica del vestit de Madame Hydra, però va mirar de fer-los sentir «més forts» i més militars que aquells vestits tenint les espatlles del vestit evocant xarreteres. El vestit utilitza el color verd, molt lligat al personatge als còmics.

### Introduïts a la quarta temporada

#### Robbie Reyes / Ghost Rider

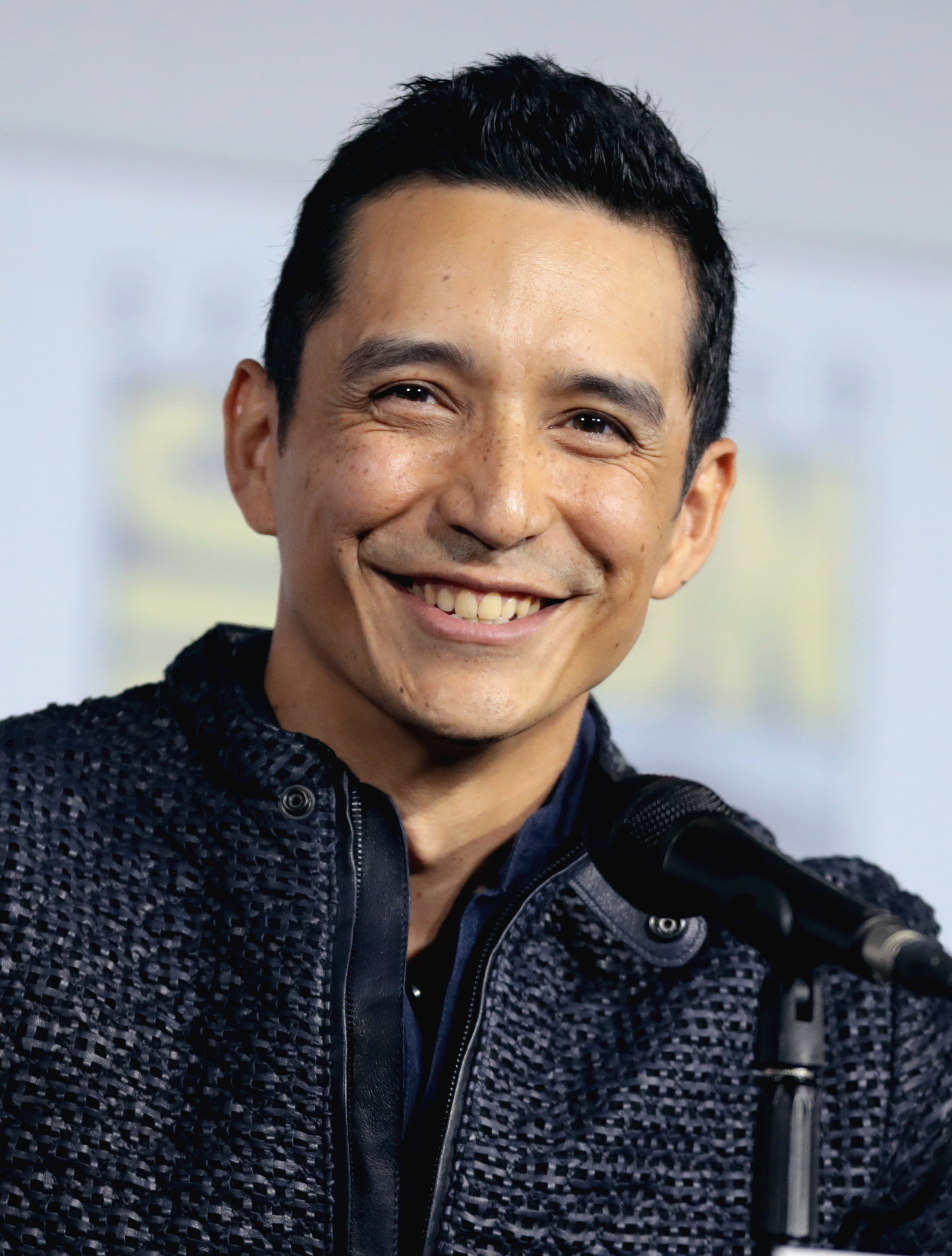
Gabriel Luna

Roberto "Robbie" Reyes (interpretat per Gabriel Luna) és un mecànic qui, al costat del seu germà Gabe, va ser atacat per membres de bandes que van ser contractats per matar el seu oncle Eli Morrow. Gabe va quedar paralitzat i Robbie va morir, però la seva vida es va salvar quan un Ghost Rider (pilot fantasma) que anava en moto li va donar el poder a Robbie, creant un nou Ghost Rider. Robbie viu per protegir Gabe i, a la nit, busca venjança caçant els culpables i assassinant-los. Les seves accions el posen en contacte amb la vigilant Quake i els agents de S.H.I.E.L.D., a través dels quals coneix els interessos del seu oncle en el Darkhold. Això fa que Robbie porti Morrow a través d’un portal cap a una altra dimensió. Després de tornar a la Terra, Robbie Reyes ajuda a derrotar Aida i utilitza les seves noves habilitats per fer portals per portar el Darkhold molt lluny.
Anuncis per a Agents of S.H.I.E.L.D. abans de la San Diego Comic-Con International de 2016 amb una cadena en flames van provocar que s'especulés que el personatge de Ghost Rider s'uniria a la sèrie durant la temporada, tot i que es va assenyalar que la imatge podria indicar un paper més gran per a Hellfire després de la seva introducció a la tercera temporada. Quan es va revelar que un personatge llatí que coincideix amb la descripció del personatge de Robbie Reyes de Marvel Comics havia estat escollit per a la sèrie, més especulacions van apuntar a la inclusió de Ghost Rider, un mantell que Reyes havia assumit als còmics. Al panell de la Comic-Con de la sèrie, es va confirmar aquesta especulació i es va anunciar que Luna faria el paper. Luna inicialment havia dubtat a inscriure's en un paper recurrent, en lloc de ser protagonista, però va canviar d'opinió una vegada se li va dir que el personatge seria Ghost Rider, del que era fan de quan creixia. Va considerar que era «massa bo per ser cert» que Reyes «era un personatge que s'assemblava a mi, que actuava com jo i que tenia aquesta increïble dinàmica familiar amb el seu germà», amb Luna relacionat amb aquest últim des que el seu pare va morir abans de néixer, deixant a Luna com el «mascle més vell de la [seva] família immediata».
Luna va descriure el Ghost Rider com una «entitat separada» de Reyes, comparant la dinàmica amb Hulk. Reyes va ser escollit com el Ghost Rider per a la sèrie, en la versió més recent dels còmics, i els productors executius van pensar que «seria interessant incorporar algú amb la seva trajectòria a la nostra dinàmica». Respecte a si el personatge seria posseït per un assassí en sèrie satànic, com en els còmics, o per l'esperit de venjança més tradicional, Tancharoen va dir: «Ens mantenim fidels a la seva circumstància. Però com sempre amb qualsevol propietat que utilitzem, ens prenem les nostres llibertats», amb Whedon afegint que «tirarien una mica de diferents versions de Ghost Rider» amb «una mica de barreja i combinació». Luna va dir que, a causa de la recent introducció del personatge als còmics, «gran part del programa ampliarà el cànon de Ghost Rider»; no obstant, Luna va llegir els 12 números de la sèrie All-New Ghost Rider que va introduir Reyes per a la seva preparació. El personatge condueix un Dodge Charger de 1969 al programa, el "Hellcharger" dels còmics que Luna va sobrenomenar Lucy, per Lucifer. La producció tenia un heroi cotxe i un doble per acrobàcies, mentre que l'equip d’efectes visuals utilitzava un doble CG quan calia. Eric Norris serveix com a conductor de trucs de Luna, amb Morgan Benoit, col·laborador freqüent de Luna, com a doble de trucs.
La jaqueta i el cap encés de flames característic del personatge van ser dissenyats pel director creatiu de Marvel Television, Joshua Shaw, basat en el disseny de Felipe Smith dels còmics. El disseny del crani inclou raigs de flames provinents de les temples per imitar els efectes del seu cotxe. Per al crani CG, Luna portava marcadors de seguiment a la cara per proporcionar un rendiment de referència per a aquestes seqüències, especialment per a l'animació dels ulls de Ghost Rider. Luna també porta una caputxa equipada amb llums intermitents per crear l'efecte del foc que il·lumina el seu vestit i les superfícies al seu voltant. Els llums es poden ajustar perquè coincideixin amb focs de temperatura diferents per a situacions diferents. Whedon va assenyalar que la sèrie representa el cap flamant de Reyes «exactament tant com ens podem permetre», afegint: «Esperem que el personatge no només tingui un crani en flames, sinó una mica de cor real i una mica de profunditat.» Foley va emparellar la jaqueta del personatge amb texans i Vans per mantenir Reyes «fonamentat en la realitat d'on va ser criat a Los Angeles». Foley també va treballar amb Kolpack per assegurar-se que el vestuari no interferís amb els efectes visuals. Com que un esquelet no té cap quadre de veu, el Ghost Rider no parla a la sèrie.
A l'agost de 2016, el cap de Marvel Television Jeph Loeb va dir que el personatge «podria aventurar-se en altres seccions del Marvel Cinematic Universe», en funció de la resposta del públic a la seva presa, dient: «si pot explicar aquesta història d'una manera convincent, llavors el que cal fer és que la gent en vulgui més. I si en volen més, les xarxes diuen: oh, nosaltres en volem més». Sobre això, Luna va assenyalar que «va signar a la línia per fer tot el treball necessari ... això és extremadament emocionant.» Aquell octubre, Luna va dir que hi havia hagut "rumors" sobre una sèrie derivada del personatge, però va reiterar que dependria de la resposta del públic.

#### Gabe Reyes

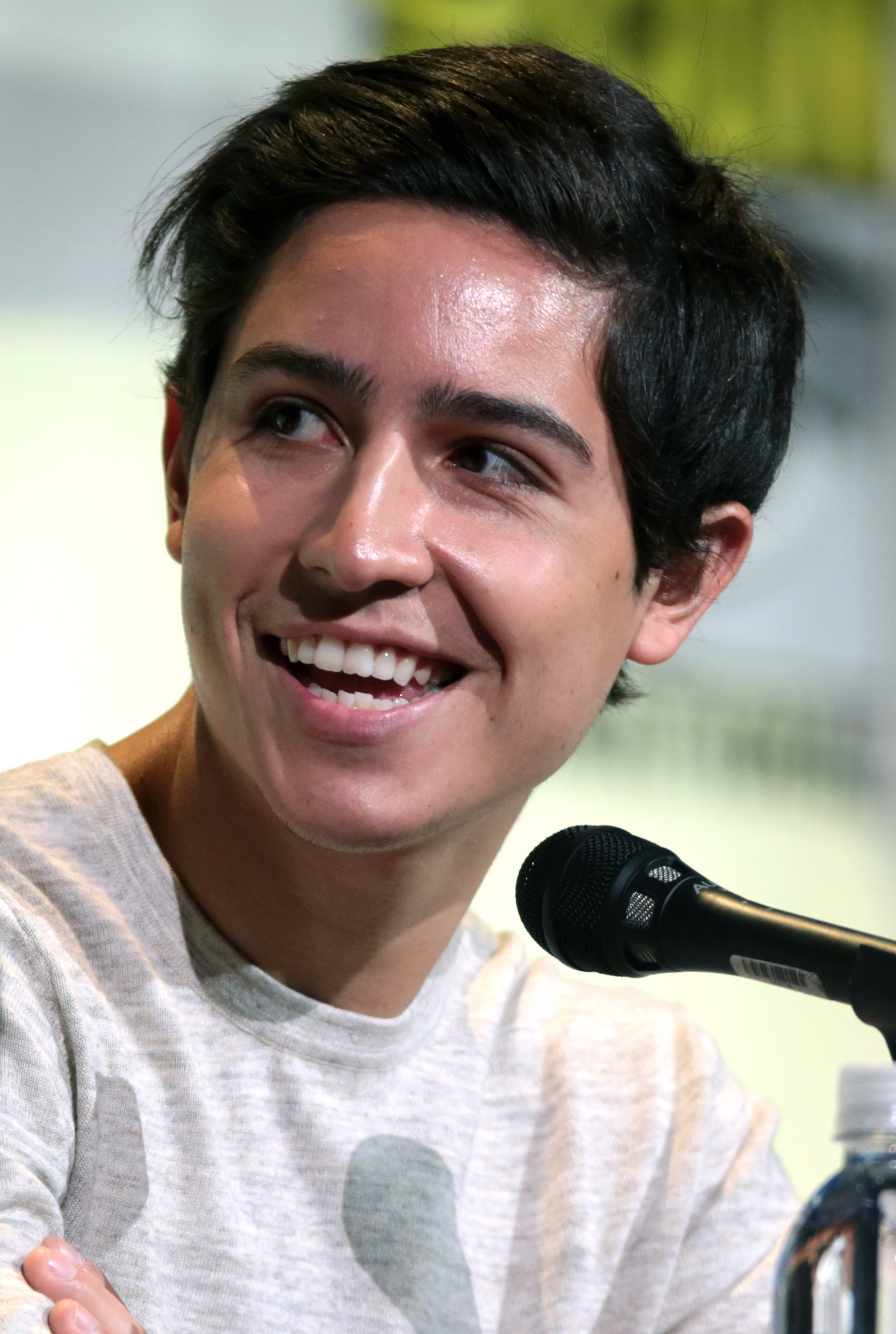
Lorenzo James Henrie

Gabriel "Gabe" Reyes (interpertat per Lorenzo James Henrie) és el jove germà de Robbie, que va quedar paraplègic en l'accident que va portar a Robbie a convertir-se en el Ghost Rider.
Es va revelar que el casting per a un personatge llatí que coincideix amb la descripció de Gabe Reyes estava en curs per a la sèrie al mateix temps que per a Robbie. Robbie Reyes es va confirmar per a la sèrie el setembre de 2016, i es va revelar que Henrie interpretaria a Gabe més tard aquell mes. El paper va ser un dels primers que Henrie va audicionar després d'acabar el rodatge de Fear the Walking Dead, en què el seu personatge és assassinat. En la seva audició, Henrie va confirmar que seria capaç de dedicar el seu temps a Agents of SHIELD sense espatllar els esdeveniments de Fear per a l'equip de càsting de S.H.I.E.L.D., i va ser escollit en el paper l'endemà. La seva introducció com a Gabe es va emetre només setmanes després de la seva mort a Fear the Walking Dead.

#### Lucy Bauer
Lucy Bauer (interpretada per Lilli Birdsell) era una científica que treballava a Momentum Labs en un grup que incloïa el seu marit Joseph i l'enginyer Eli Morrow. Estaven experimentant amb el misteriós Darkhold fins que Morrow va prendre mesures per guanyar-se el poder del llibre creant una màquina que va convertir Lucy i els seus companys de treball en éssers semblants a fantasmes. Posteriorment, Lucy intenta obligar Morrow a restaurar el seu cos, però el seu nebot Robbie Reyes la va exorcitzar abans amb el poder del Ghost Rider, destruint-la.

#### Jeffrey Mace / Patriot

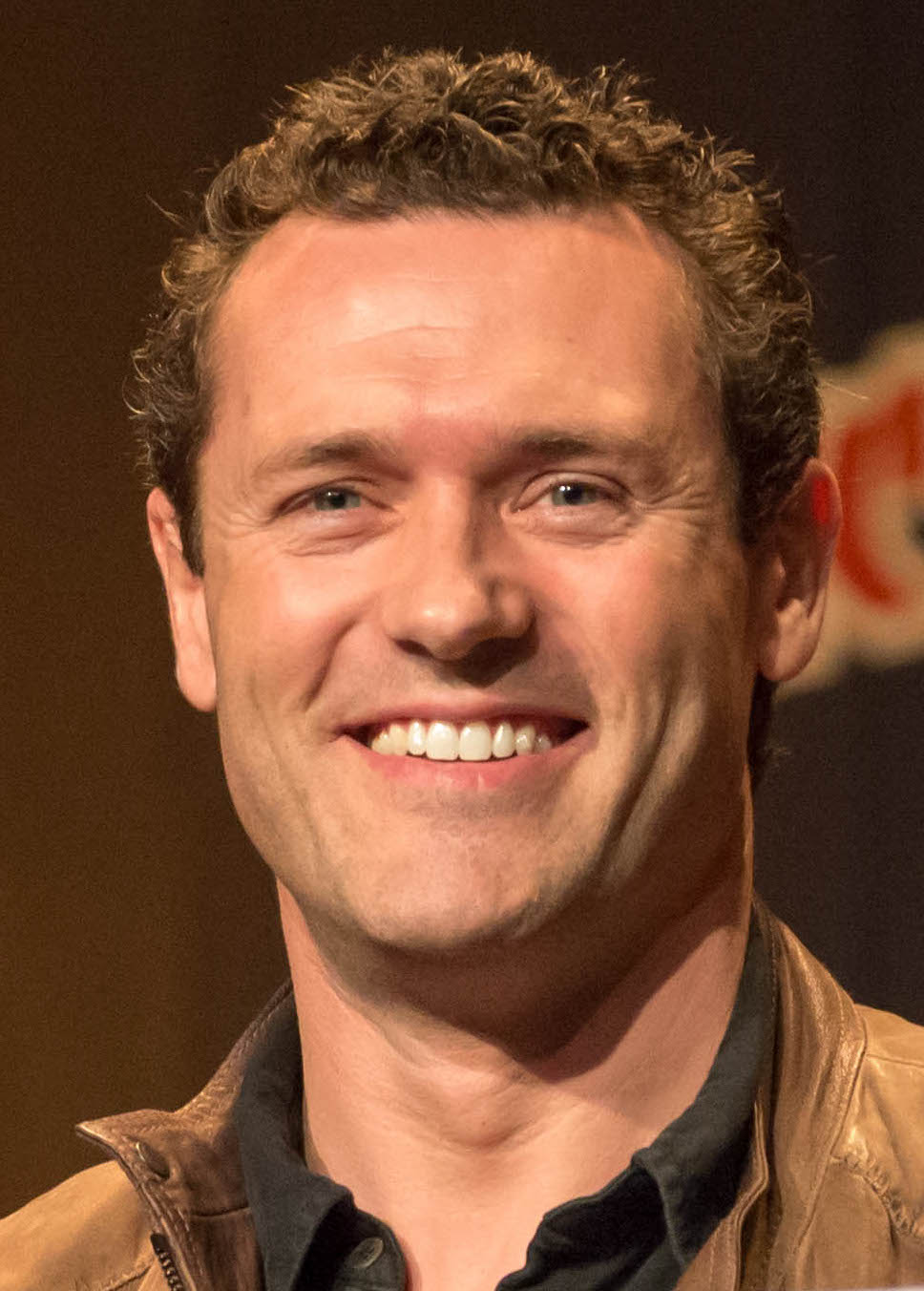
Jason O'Mara

Jeffrey Mace (encarnat per Jason O'Mara) és el nou director de S.H.I.E.L.D., que va ser nomenat per intentar restablir la confiança del públic després de la il·legalització pública de Steve Rogers i de diversos venjadors a causa dels acords de Sokovia. Originalment pensat pel públic i altres membres de S.H.I.E.L.D. per ser un inhumà amb força i invulnerabilitat, Mace va rebre les seves habilitats del Projecte Patriot del govern dels Estats Units, que utilitzava un súper sèrum derivat de la fórmula de Calvin Johnson. Mace va rebre el sèrum després de ser anunciat per un moment heroic en una cerimònia a Viena, Àustria després de la signatura dels Acords de Sokovia. Amb S.H.I.E.L.D. necessitant un nou director millorat per recomanació del director sortint Coulson, Talbot i el govern dels Estats Units van donar la feina a Mace, en qui podien confiar. Després de revelar-se que els poders de Mace eren una mentida, Coulson va decidir que Mace continués sent "The Patriot" (El Patriota) i el rostre i líder polític de S.H.I.E.L.D., mentre que Coulson recupera el comandament d'operacions de S.H.I.E.L.D. En el Framework, Mace és el cap de la resistència de S.H.I.E.L.D. Durant la incursió al camp d’il·luminació de Hydra Cultivation, Mace es sacrifica per guanyar temps perquè tothom pugui sortir de l'edifici de quarantena que s'enfonsa, resultant en la seva mort també al món real.
Un avançament al final del final de la tercera temporada va revelar que Coulson deixaria de ser el director de S.H.I.E.L.D. a la quarta temporada. Els showrunners van evitar intencionadament donar pistes en la seqüència sobre qui seria el nou director. Després de l'especulació als mitjans sobre quin personatge introduït anteriorment podria estar assumint el paper, es va revelar que el nou líder seria en realitat un nou personatge de la sèrie encarnat per O'Mara, descrit com un personatge «les arrels del qual es remunten a la dècada de 1940 de Marvel». El personatge sempre anava a ser nou a la sèrie, ja que els productors executius van considerar que substituir Coulson per algú que coneix «no proporcionaria tanta tensió». es va revelar que el personatge era Mace i un inhumà amb molta força amb la seva introducció a "Meet the New Boss". O'Mara, un gran fan de Marvel de petit que ha treballat molt amb ABC, va descobrir que Marvel estava «molt seriosament» interessat en ell pel paper en la mateixa trucada que el seu agent li va dir que el seu pilot The Infamous d'A&E no havia estat seleccionat per a una sèrie. Al cap de 24 hores, O'Mara havia parlat amb Loeb, havia vist part de la tercera temporada d'Agents of S.H.I.E.L.D. i va acceptar una oferta per unir-se a la temporada sense llegir-ne cap guió. Va descriure el personatge com a "estat elevat», dient que «entra i és el cap, donant ordres als altres personatges. Aquí entro després que [els altres actors] estiguin fent això durant quatre anys i els dic què han de fer. És una mica incòmode».

#### Ellen Nadeer
Ellen Nadeer (interpretada per Parminder Nagra) és una senadora i líder dels moviment Humans First (els humans primer), qui odia els inhumans després de la mort de la seva mare durant la invasió de Chitauri. El seu odi cap als inhumans prové de malentendre els seus orígens creient-los alienígenes que s'han apoderat dels cossos de les persones. Tem que hi hagi una invasió, tot i que tots els inhumans són només una nova minoria a la Terra. Ellen fins i tot intenta matar el seu germà Vijay, que va resistir Terrigenesis durant set mesos abans de ser alliberat. Això es tradueix en ell atrapat en un capoll per segona vegada. Nadeer s'alia amb els Watchdogs com a benefactora. Quan el Watchdog Tucker Shockley posa a prova la humanitat de Nadeer amb un cristall Terrigen, revela les seves pròpies habilitats inhumanes explosives. Nadeer i els seus companys moren en l'explosió posterior.

#### Burrows
Burrows (encarnat per Patrick Cavanaugh) és un membre de la divisió de relacions públiques de S.H.I.E.L.D. lleial a Mace. Mor durant l'emboscada a l’avió en què estan Coulson i Mace. En el Framework, Burrows forma part de la resistència de S.H.I.E.L.D.

#### Eli Morrow
Elias "Eli" Morrow (interpretat per José Zúñiga) és l'oncle de Robbie i Gabe Reyes, i un enginyer que va ajudar a criar els seus nebots. Després que els seus companys de treball als laboratoris Momentum Energy van començar a experimentar amb el Darkhold, Morrow va arribar a desitjar el seu poder per ell mateix. Va posar Joseph Bauer en coma intentant trobar el llibre i, al final va convertir la resta dels seus companys de feina en éssers fantasmals. S.H.I.E.L.D. el treu de la presó creient-lo una víctima, però utilitza el Darkhold per crear una màquina que li doni el poder de crear matèria. Ghost Rider arrossega Eli i ell mateix a una altra dimensió.
La versió en còmics d'Eli Morrow és un satanista que, després de morir, posseeix el seu nebot Robbie i el converteix en el Ghost Rider. L'agost de 2016, Whedon va advertir que la sèrie no adaptaria necessàriament directament la trama dels còmics, dient: «No podem dir molt sobre el que farem amb l'origen [de Robbie Reyes], però estem fent el nostre propi gir. No volem que la gent que han llegit els còmics sàpiguen exactament què vindrà.» A l'octubre, es va confirmar que Morrow apareixia a la sèrie, amb el repartiment de Zúñiga. Ha canviat per a la sèrie presentant-lo com un home aparentment innocent, i després revelant que tenia tanta fam de poder com els seus companys científics que experimentaven amb el Darkhold. Les habilitats que guanya dels seus experiments s'han comparat amb les del personatge còmic Molecule Man.

#### Anton Ivanov / The Superior
Anton Ivanov (interpretat per Zach McGowan) és un industrial rus solitari conegut com a "The Superior" (El Superior), que defensa els valors tradicionals i là maquinària passada de moda sobre la tecnologia moderna i les entitats extraterrestres. Creu que Coulson és la causa dels problemes alienígenes de la Terra (a causa de les fotos d’ell investigant objectes desconeguts) i treballa amb els Watchdogs, la senadora Nadeer i Holden Radcliffe per lluitar contra S.H.I.E.L.D. Està molt enganyat, creient que els inhumans són tramposos i monstres. Després de ser paralitzada per Daisy Johnson, Aida decapita Ivanov i crea un cos androide per controlar la seva ment. Ivanov crea diversos cossos addicionals perquè la seva ment pugui controlar. Després de trobar el cap d’Anton Ivanov, la general Hale va convèncer Ivanov perquè s'unís a ella. El seu cap estava sobre un cos de robot quan s'enfronta a Yo-Yo per poder utilitzar la cambra d’infusió de partícules. Yo-Yo va fer caure a Ivanov d'una finestra el què finalment el va matar i va desactivar els seus soldats mecànics.

#### Hope Mackenzie
Hope Mackenzie (interpretada per Jordan Rivera) és la filla de Mack. Va morir poc després del seu naixement en el món real, però apareix viva al Framework. La contrapartida de Hope del Framework més tard s'esborra quan el Framework s'ensorra.

#### Enoch
Enoch Coltrane (interpretat per Joel Stoffer) és un antropòleg Chronicom del planeta Chronyca-2 que es fa passar per un humà. Segresta el grup de Phil Coulson, excepte Fitz, i els envia a través del temps al Far l'any 2091 a causa d'una profecia descoberta per Robin Hinton. Més tard ajuda Fitz a arribar al mateix temps per salvar la resta del seu equip. Durant la batalla final amb Kasius, Enoch i Deke es sacrifiquen per tornar l'equip de Coulson al seu temps.
A la sisena temporada, treballa per mantenir el cos de Fitz fora de perill quan la nau és atacada per la Confederació. Quan arriben al planeta Kitson, Enoch i Fitz treballen per buscar una sortida. Després que Fitz sigui capturat per la Chronicom Hunter Malachi, Enoch topa amb Simmons. Quan la superior d'Enoch, Atarah li ordena que utilitzi Fitz i Simmons per descobrir els viatges en el temps per salvar Chronyca-2, la traeix i ajuda els seus nous amics a escapar. Un cop està segur que estaran segurs, Enoch marxa per contactar amb el seu company antropòleg Chronicom Isaïes, només per descobrir que l'havien reassignat. Malgrat això, Enoch es fa càrrec del seu cos i torna a la Terra per salvar Fitz i Simmons quan Malachi assalta el Far. Per ajudar a S.H.I.E.L.D. lluita contra els Chronicoms, aporta tecnologia des del seu planeta cap a la construcció d’un L.M.D. de Phil Coulson.
A la temporada set, Enoch va ajudar a S.H.I.E.L.D. en els seus viatges en el temps fins a la dècada de 1930 per evitar que els Chronicoms matessin a Freddy Malick, pare del futur líder de l’hidra Gideon Malick. Tot i que no va poder arribar amb als seus amics abans que es veiessin obligats a viatjar a un altre moment, Enoch es va quedar amb Ernest Koenig; convertint-se en el seu nou cambrer a canvi d’informació sobre com vindrà a ajudar a S.H.I.E.L.D. en el futur. El 1955, Enoch conservava la seva posició de cambrer mentre continuava ajudant el l'equip de S.H.I.E.L.D. a aturar l'últim pla dels Chronicoms. El 1973, Enoch es va reunir amb els agents de S.H.I.E.L.D. mentre els ajudava a escapar d’una emboscada d’Hydra. Quan el Zephyr és atrapat per una tempesta temporal, Enoch sacrifica el seu mecanisme de desplaçament perquè Deke pugui arreglar el temps. Abans de arreglar-ho, li diu a Daisy i al Coulson L.M.D. que aquesta serà la darrera missió amb l'equip.
Stoffer va aparèixer per primer cop a l'últim episodi de la quarta temporada, en què se'l va acreditar simplement com a "silhouetted man" (home de contorn). Quan va tornar pel primer episodi de la cinquena temporada, Stoffer va saber que el personatge era un extraterrestre i va descobrir que el muntatge inicial de l'episodi, que incloïa una de les "cançons preferides de tots els temps" de Stoffer, que seria Enoch. El personatge es va anomenar inicialment Silas abans de canviar-lo a Enoch "perquè símplement només sona millor". Stoffer va considenar interpretar a Enoch "l'oportunitat d'una vida" perquè va ser capaç d'inventar qui era Enoch i l'espècie Chronicom. Michael Ahr de Den of Geek va sentir que l'actuació de Stoffer com Enoch "passaria a la història de la ciència-ficció com una de les millors representacions d'androide des de Data de Star Trek: La nova generació.

### Introduïts a la cinquena temporada

#### Tess
Tess (interpretada per Eve Harlow) és una habitant enginyosa i autosuficient del Far amb l'esperança d'un futur millor. Més tard va ser penjada pels Kree amb un missatge que demanava que Flint fos portat al Kree. Posteriorment, Kasius va fer que el metge Kree realitzés el procediment Kree per ressuscitar Tess perquè pogués enviar un missatge perquè Mack i Yo-Yo lliuressin Flint. Després de la mort de Kasius, Tess i Flint es preparen per utilitzar les habilitats de Flint en un intent de reconstruir la Terra.
Harlow va ser anunciada pel paper el novembre de 2017.

#### Kasius
Kasius (interpretat per Dominic Rains) és un noble i perfeccionista Kree a l'any 2091. El seu pare va enviar Kasius a supervisar el Far després del seu fracàs en una batalla anterior mentre el seu germà Faulnak supervisava l'Imperi Kree. Durant la seva lluita amb Mack, Kasius va prendre un medicament Kree que li elimina el dolor després de matar l'Elena del futur. Amb l'ajut de Jemma, Mack va ser capaç de matar Kasius.
El maquillatge de Rains trigava 4 hores a aplicar-se.

#### Sinara
Sinara (interpretada per Florence Faivre) és una dona Kree l'any 2091 que serveix com a segona al comandament de Kasius, executora i cap de la vigilància Kree. Maneja esferes flotants que utilitza per atacar els seus enemics o matar a qualsevol que hagi ofès Kasius. Després que la majoria del grup de Phil Coulson va fugir a les restes de la Terra, Kasius va enviar Sinara per disposar-ne. Durant la lluita de tempesta de gravetat amb Daisy Johnson a bord del Zephyr-One modificat, Sinara va morir quan Daisy Johnson la va empalar amb una canonada.
El maquillatge de Faivre trigava 3,5 hores a aplicar-se.

#### Grill
Grill (interpretat per Pruitt Taylor Vince) és un rude supervisor del del dipòsit de ferralla del Far amb un temperament imperdonable, que no té il·lusions sobre el món on viu. Quan Grill descobreix Yo-Yo, la capacitat Inhumana de Flint es manifesta matant Grill amb roques muntades en defensa pròpia.
Vince va ser anunciat pel paper el novembre de 2017.

#### Flint
Flint (interpretat per Coy Stewart) és un jove habitant del Far que tracta de fer alguna cosa d'ell mateix i demostrar que és capaç de fer coses grans. Se sotmet a Terrigenesis i desenvolupa geocinesi, que utilitza per primera vegada per matar Grill en defensa pròpia. Flint més tard ajuda a Mack i Yo-Yo a derrotar els atacant Vrellnexians. Abans de morir, una anciana Robin Hinton explica a Melinda May una visió que implica Flint que va tenir quan encara era una nena. Després de reconstruir el monòlit del temps, Flint s'uneix a Tess per reconstruir la Terra.
A la temporada 6, Izel utilitza les energies de Di'Allas per crear un clon de Flint a partir dels records de Mack i Yo-Yo per ajudar-la a reconstruir els monòlits. Després de posseir Flint per fer-ho, Izel va posseir Yo-Yo i va trencar la cama a Flint abans que Piper ajudés a evacuar-lo.
A la temporada 7, Flint i Piper ajuden a protegir Enoch, Leo Fitz, Jemma Simmons i la seva filla Alya mentre derroten els Chronicoms. Un any després, Flint es converteix en estudiant de l'Acadèmia Coulson a càrrec de May.
Stewart va ser anunciat pel paper el novembre de 2017. El paper es basava en un personatge del mateix nom procedent dels còmics dels Inhumans.

#### Hale
Hale (interpretada per Catherine Dent) és una general de brigada, i la mare de Ruby, que persegueix el grup de Phil Coulson després del que li va passar a Glenn Talbot. Alyssa Jirrels encarna una Hale adolescent. Durant la seva adolescència, és una rival del Baró Strucker i una companya de classe de Jasper Sitwell. Daniel Whitehall la va seleccionar per donar a Hydra el seu proper líder mitjançant la inseminació. Més tard, es va trobar amb un dispositiu alienígena que li va permetre contactar amb Qovas, d'una aliança alienígena anomenada Confederacy (Confederació). És el seu desengany amb la Confederacy el que va provocar que la general Hale intentés aconseguir que S.H.I.E.L.D. i Hydra treballessin junts. Aviat forma equip amb Carl Creel i Anton Ivanov. Després de la mort de Ruby, Hale informa a Qovas que S.H.I.E.L.D. ara té el gravitoni. Després que Talbot absorbeixi el gravitoni i prengui el comandament de la nau de Qovas, Hale intenta controlar-lo mitjançant la seva reprogramació d'Hydra, però es rebel·la i aixafa en Hale amb els seus poders.

#### Ruby Hale

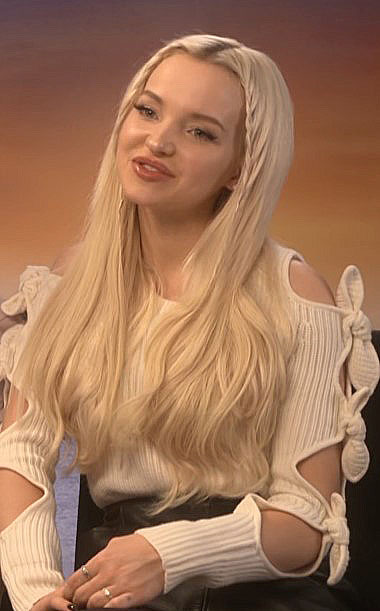
Dove Cameron

Ruby Hale (interpretada per Dove Cameron) és la filla de la General Hale que té una obsessió amb Daisy Johnson. Va ser entrenada com assassina per la seva mare i porta chakrams que utilitza per tallar la meitat dels braços de l'Elena quan estava atacant a Mack. Es va revelar que va néixer per inseminació artificial. Quan Ruby rep el 8% del gravitoni en ella, comença a escoltar les veus de Franklin Hall i Ian Quinn al seu cap com Carl Creel, la qual cosa la porta a matar accidentalment Werner von Strucker. Després dels intents de Daisy Johnson i la general Hale d'aconseguir que els deixés ajudar-la, Elena no va tenir més elecció que utilitzar un dels chakrams de Ruby per treure-la de la seva misèria, i es venja a Ruby per haver-li tallat els braços.
El novembre de 2017, Marvel va fer públic que Dove Cameron s'havia incorporat a la temporada en un paper no especificat, que es va revelar el gener de 2018 com el personatge de Ruby. Cameron va descriure Ruby com "una noia fosca, complexa, molt interessant" i "un comodí". Quan va fer una audició per al paper, Cameron, que no sabia res de Ruby ni del personatge, la va interpretar com una assassina, cosa que va agradar als productors. Això va ajudar a Cameron una vegada que va ser seleccionada per al paper i va saber que Ruby era un tipus d'assassina. Pel que fa a la relació de Ruby amb la seva mare, Cameron va sentir que la relació era "complexa" amb aquestes dues dones fortes. Va continuar: "També hi ha molt d'amor. És com una relació mare-filla real i complicada. És molt trist. És molt gratificant. Fa molta por. És molt ràpid. És molt físic."

#### Qovas
Qovas (interpretat per Peter Mensah) és un representant dels Remorath de la Confederacy al qual respon la general Hale. Qovas persegueix el gravitoni que S.H.I.E.L.D. té en la seva possessió, enviant guerrers Remorath al Far. Això acaba amb la mort dels guerrers Remorath per un Glenn Talbot millorat amb gravitoni. Durant la seva lluita amb May on és derrotat, Qovas llança míssils ionitzants destinats a colpejar el Far, només per descobrir que Deke va canviar les coordenades per colpejar la seva nau, matant-lo.

### Introduïts a la sisena temporada

#### Marcus Benson
Marcus Benson (interpretat per Barry Shabaka Henley) és un professor de ciències naturals i col·lega d'Andrew Garner al que May va reclutar per aprofitar la seva experiència científica a S.H.I.E.L.D. Més tard va agafar un avió per anar a Amèrica Central on va trobar informació sobre Izel. Izel el convoca al Zephyr mentre posseeix Mack per a la ubicació d'un temple que necessita. Ella el turmenta amb l'aparició del difunt marit de Benson, Thomas, que afirma que Benson estava borratxo quan va ordenar a Thomas que el deixés sense suport vital després d'un accident de cotxe. Benson entrega la ubicació. Mack i Yo-Yo poden enviar-lo a un lloc segur expulsant-lo de la unitat de contenció de l'avió per avisar a S.H.I.E.L.D. de la ubicació d'Izel.

#### Jaco
Jaco (inerpretat per Winston James Francis) és un mercenari d'una espècie alienígena no especificada intel·ligent i fort que és membre del grup de Sarge. Ell era el més petit de la seva família i volia ser flequer. Quan va atacar a l'empresa tecnològica de Deke Shaw, Jaco va ser sotmès per Deke i Mack mitjançant la simulació Framework. Després de fingir haver mort per no poder respirar l'atmosfera de la Terra, en Jaco va revelar les seves habilitats per respirar foc abans que la Daisy el deixi inconscient. Després d'ajudar a rescatar FitzSimmons del vaixell d'Izel, Jaco sacrifica la seva vida per fer volar el Lazy Comet amb la bomba nuclear de Sarge.

#### Snowflake
Snowflake ((inerpretada per Brooke Williams) és una dona espacial letal que és membre del grup de Sarge i té una fascinació per la mort i la resurrecció. Més tard s'enamora de Deke després de ser abandonada per Sarge, que va posar la revenja per sobre de la seva seguretat. Després de la detenció de Sarge després del seu intent de segrest de Zephyr One, Daisy va fer detenir a Snowflake pels assassinats que va cometre, per a consternació de Deke; tot i que tenia un televisor de pantalla gran col·locat a la seva cel·la.

#### Pax
Pax (interpretat per Matt O'Leary) is a dangerous yet humorous mercenary who is a member of Sarge's group. When it came to the fight at Deke Shaw's tech company, Pax was hit with an Icer. During a mission to take on Izel aboard her ship following the hijacking of Zephyr One, Pax is pushed face first into a Shelter Charge (a force field generating device Sarge brought) by Yo-Yo. While Jaco wanted to get him medical attention, Sarge chose to shoot him, believing he was slowing him down in his pursuit for revenge.

#### Malachi
Malachi (interpretat per Christopher James Baker) és un caçador Chronicom de Chronyca-2 que té com objectiu a Fitz i respon a Atarah. Porta chakrams especials que li permeten teletransportar-se a qualsevol lloc. Durant una baralla entre els caçadors Chronicom i Quake a Kitson, Malachi s'allunya amb Fitz després que es retrobi breument amb Simmons. Quan Atarah comença a impacientar-se perquè FitzSimmons no és capaç de resoldre el viatge en el temps, Malachi, Atarah i els Chronicoms amb ells són desactivats per Enoch, que s'emporta els chakrams de Malachi per teletransportar-se amb Fitz i Simmons. Malachi més tard rebutja l'oferta de Baal-Gad de caçar a Fitz i Simmons; revelant que tenen una còpia del seu cervell a la màquina de fusió cerebral. Després d'aconseguir la informació que necessitava, Malachi recomana a Atarah que estableixin un Chronyca-3, però ella és inflexible tractant de salvar encara Chronyca-2. Malachi respon disparant-li i ordenant als seus companys Chronicoms que persegueixin els dos objectius. Això el porta a reassignar tots els antropòlegs Chronicom a caçadors i liderar un setge al Far. Tot i que Enoch va aconseguir salvar en Fitz, Simmons i els que tenien ells, en Malachi va poder prendre el Far i la caixa d'eines de Fury.

#### Izel
Izel (interpretada per Karolina Wydra) és una mercenària alienígena misteriosa, pèl-roja i no corporal que compra Fitz, Simmons i Enoch a Mr. Kitson perquè l'ajudin en una missió a la Terra per trobar els seus Di'Allas (els monòlits que l'equip SHIELD va trobar al passat). Més tard es revela que és la creadora dels Shrikes i ha estat l'objectiu de Sarge des que va eliminar la seva família. Després de la destrucció de la seva nau, Izel comença a posseir agents de S.H.I.E.L.D. per accedir a Mack; el que va provocar que Sarge fos afusellat i la mort de Davis. Després de recuperar-se i curar-se, en Sarge es va alliberar i s'enfronta a Izel on hi ha el generador de Gravitonium que conté les energies dels Di'Allas. Sarge es va quedar confós quan Izel afirma que ell és d'un món no corporal com ella i que la "família" són els records de Coulson del seu equip. Quan surt de l'habitació, Yo-Yo es llança davant de la Daisy per evitar que sigui posseïda. Mack accepta anar amb Izel per evitar que provoqui més baixes a S.H.I.E.L.D. i per protegir Yo-Yo. En obtenir informació sobre un temple específic de Benson, Izel manté Mack i Yo-Yo per ajudar-la a reconstruir els tres Di'Alla; fent servir les seves energies per manifestar un clon de Flint dels seus records. Ella el posseeix i recrea els Di'Allas. Després, posseeix Yo-Yo per trencar la cama de Flint. Quan Izel es va enfrontar amb Sarge, no va poder matar-la, va apunyalar a May i la va enviar a l'altre costat del portal com a senyal. A causa de la naturalesa del món d'Izel, May va poder evitar el ritual d'aquest final, fent que Izel lluités contra May. Després de tornar breument a la Terra, l'Izel troba en Sarge lluitant contra Mack i Daisy. Una vegada que May va aparèixer i va empalar a Izel amb l'espasa, el Shrike restant es va fondre alliberant els que estaven posseïts.
Izel es basa en la deessa maia Ixchel dels còmics i la mitologia maia.

### Introduïts a la setena temporada

#### Wilfred "Freddy" Malick
Wilfred "Freddy" Malick (interpretat per Darren Barnet el 1931, i Neal Bledsoe el 1955 i dècada de 1970) és el porter d'un bar clandestí sota una oficina de correus l'any 1931. Va ser l'objectiu dels caçadors Chronicom ja que és el pare del futur líder d'Hydra, Gideon Malick. Malgrat la interferència dels Chronicoms i el seu cap Ernest que intentaven conjurar-lo, en Freddy es va reunir amb un representant d'Hydra i els va donar un component per al sèrum de supersoldat que farà Abraham Erskine.
El 1955, Freddy ha pujat al poder a Hydra i, aparentment, S.H.I.E.L.D. Després que els seus homes capturen a Deke en lloc d'un científic de S.H.I.E.L.D., Freddy decideix salvar-lo com Deke li va salvar la vida el 1931. També va ordenar la mort de Daniel Sousa, tot i que l'equip de Deke és capaç de fingir la seva mort per ajudar-lo a sobreviure. Després d'això, els Chronicom formen una aliança amb Freddy i l'ajuden a viure més enllà de 1970; l'any que va morir a la línia de temps original. Utilitzant la seva posició a S.H.I.E.L.D. i el coneixement futur dels Chronicoms, intenta establir el Project Insight dècades abans, tot i que Deke el mata abans que pugui veure el pla.

#### Luke
Luke (interpretat per Luke Baines) és un caçador Chronicom que treballa per evitar la creació de S.H.I.E.L.D. El 1931, va assumir la identitat d'un capità de policia de Nova York (interpretat per Tobias Jelinek) per matar Freddy Malick, però S.H.I.E.L.D. va salvar aquest últim, forçant el Chronicom a fugir per una finestra de temps que es tancava. Després d'una altra trama fallida el 1955, intenta influir en el Phil Coulson L.M.D. al costat dels Chronicoms, però en va. En resposta, es queda enrere per formar una aliança amb Freddy Malick. El 1976, es torna a unir als Chronicoms per aprovar el Project Insight i substituir agents de S.H.I.E.L.D. amb més de la seva espècie, només per ser assassinats pel general Rick Stoner.

#### Sibyl
Sibyl (interpretada per Tamara Taylor) és un predictor Chronicom capaç de determinar probabilitats futures mitjançant un dispositiu anomenat Time Stream. Després d'una trobada amb el Coulson L.M.D., que va destruir la seva nau de caçadors Chronicom l'any 1976, va quedar atrapada a la xarxa elèctrica de River's End sense un cos fins al 1983, quan va convèncer un programador perquè li construïssin un cos per ella abans de matar-lo una vegada va servir al seu propòsit. Construint caçadors nous i crus, els va utilitzar per distreure l'equip de Coulson mentre recuperava el seu Time Stream i unia forces amb Nathaniel Malick. Després que Kora va treure el poder del Far, va poder envair els sistemes de S.H.I.E.L.D. i descarregar informació sobre les ubicacions de les seves bases perquè els seus companys Chronicoms poguessin destruir-los. Es va reunir amb els seus companys Chronicoms i va recuperar el seu cos per localitzar en Leo Fitz, ja que tenia la clau per derrotar-los. Tanmateix, un Nathaniel impacient va arruïnar els seus plans i els agents de S.H.I.E.L.D. van portar les seves forces a la seva línia de temps abans de tornar-les contra ella i destruir les seves naus i provocant la seva mort.

#### Kora
Kora (interpretada per Dianne Doan) és una inhumana amb habilitats de manipulació d'energia, filla de Jiaying i la germanastra de Daisy. Va ser criada per Jiaying a Afterlife, però temia el dany que podria causar amb els seus poders. Mentre es va suïcidar a la línia de temps original, Nathaniel Malick la va salvar utilitzant el coneixement futur dels Chronicoms i la va convèncer d'unir-se a les seves files. En participar en la seva incursió a Afterlife, Kora va començar a creure que la seva mare la va retenir i va aconseguir un major control sobre els seus poders. Quan S.H.I.E.L.D. es va infiltrar a Afterlife per rescatar els captius inhumans, van capturar Kora, que va afirmar que volia unir-se a ells. Tanmateix, ajuda a la Sibyl a descarregar informació dels ordinadors de S.H.I.E.L.D. abans de tornar-la a Nathaniel. Després d'haver-se assabentat de la mort de Jiaying mentre estava sota la custòdia de S.H.I.E.L.D., Kora es va enfrontar a Nathaniel, però ell la manipula perquè lluiti contra Daisy. Aquesta li diu la veritat a la seva germanastra, la qual cosa la fa dubtar i obliga a Nathaniel a trair Kora i trasplantar els seus poders a ell mateix. Tanmateix, Mack la va rescatar perquè pogués ajudar a S.H.I.E.L.D. derrotar a Nathaniel i als Chronicoms. Després d'això, Kora es va incorporar a l'organització, treballant al costat de Daisy i Daniel Sousa.

## Personatges convidats
A continuació es mostra una llista suplementària d’estrelles convidades que apareixen en rols menors, que presenten cameos importants o que reben crèdit de coprotagonisme per diverses aparicions. Els personatges es mostren pel mitjà MCU o temporada en què van aparèixer per primera vegada.

### Introduïts en pel·lícules
- Maria Hill (interpretada per Cobie Smulders, primera aparició en la sèrie en la primera temporada): antiga subdirectora de S.H.I.E.L.D.[292]
- Nick Fury (interpretat per Samuel L. Jackson, primera aparició en la primera temporada): antic director de S.H.I.E.L.D.[293]
- Jasper Sitwell (interpretat per Maximiliano Hernández, Adam Faison com adolescent, primera aparició en la primera temporada): un operatiu d'Hydra infiltrat a S.H.I.E.L.D. que es va formar al costat de Hale i Strucker.[280][294]
- Sif (interpretada per Jaimie Alexander, primera aparició en la primera temporada): una guerrera asgardiana.[295]
- Peggy Carter (interpretat per Hayley Atwell, primera aparició en la segona temporada): cofundadora de S.H.I.E.L.D.[296]
- Timothy "Dum Dum" Dugan (interpretat per Neal McDonough, primera aparició en la segona temporada): un membre dels Howling Commandos.[296]
- Jim Morita (interpretat per Kenneth Choi, primera aparició en la segona temporada): membre dels Howling Commandos.[296]
- List (interpretat per Henry Goodman, primera aparició en la segona temporada): un científic d'Hydra interesat en Inhumans.[297]
- Matthew Ellis (interpretat per William Sadler, primera aparició en la tercera temporada): President dels Estats Units.[298]
- Wolfgang von Strucker (interpretat per Joey Defore, primera aparició en la cinquena temporada):[280] Un líder d’Hydra especialitzat en experimentació humana, robòtica avançada i intel·ligència artificial. Thomas Kretschmann va encarnar una versió adulta del personatge a les pel·lícules del MCU.[299]

### Introduïts en curtmetratges
- Felix Blake (encarnat per Titus Welliver, primera aparició en la sèrie en la primera temporada): un agent de S.H.I.E.L.D. que té la columna vertebral trencada per Deathlok.[300] Es converteix en el líder del grup terrorista anti-inhumans Watchdogs i ara utilitza una cadira de rodes.

### Introduïts a la primera temporada
- Streiten (interpretat per Ron Glass): un metge de S.H.I.E.L.D. que va supervisar la resurrecció de Coulson.[301]
- Ace Peterson (interpertat per Ajani Wrighster): el fill de Mike Peterson.[302]
- Debbie (interpretada per Shannon Lucio): una científica al Projecte Centipede que va treballar en Mike Peterson. Posteriorment va treballar en Scorch i després va ser incinerada per ell després de ser abandonada per Raina.[303]
- Camilla Reyes (interpretada per Leonor Varela): una militar peruana i antiga col·lega de Phil Coulson, que buscava el 0-8-4 pel seu govern.[304]
- Franklin Hall (interpretat per Ian Hart): Un professor de S.H.I.E.L.D. que va experimentar amb el gravitonium que va obtenir el seu antic company Ian Quinn. Més tard va quedar atrapat al gravitonium.[305] Originalment, Hart tenia anava a ser un personatge recurrent a la sèrie, però va acabar apareixent en un sol episodi després que els escriptors escollissin anar en una direcció diferent en els seus plans pel personatge.[306]
- Edison Po (interpretat per Cullen Douglas): un líder del Projecte Centipede. Posteriorment va ser assassinat per Clairvoyant per fallar-lo.[302]
- Chan Ho Yin/Scorch (interpertat per Louis Ozawa Changchien): un intèrpret de carrer amb pirokinesis que s'uneix a Raina i el Project Centipede per millorar els seus poders mentre extreien secretament les seves plaquetes de sang per millorar la seva fórmula Centipede. Melinda May el mata.[307]
- Elliot Randolph (interpretat per Peter MacNicol): un canter asgardià i antic berserker fent-se passar per un humà professor d'universitat.[308]
- Jakob Nystrom (encarnat per Michael Graziadei): El colíder del grup nòrdic d’odi paganista que buscava les peces del bastó Berserker.[309]
- Petra Larsen (interpretada per Erin Way): la xicota de Jakob Nystrom i colíder del grup nòrdic paganista d’odi que buscava les peces del bastó Berserker.[309]
- Thomas Ward (interpretat per Tyler Ritter com adult, Micah Nelson com nen): el germà maltractat de Grant i Christian, que vivia amagat de la seva família sota un àlies.[310]
- Senador Christian Ward (interpretat per Tim DeKay com adult, Alex Neustaedter de nen): un senador de Massachusetts i germà abusador de Grant i Thomas. Grant posteriorment el mata fora de pantalla.[311][312]
- Goodman (interpretat per Imelda Corcoran): una metgessa de S.H.I.E.L.D. al Projecte T.A.H.I.T.I.[313]
- T. Vanchat (interpretat per Aiden Turner): Un comerciant de mercat negre que ven tecnologia alienígena. Mentre Grant Ward havia robat prèviament un enllaç neuronal Chitauri del seu pis a París, Vanchat va ser arrestat posteriorment per S.H.I.E.L.D. per obtenir informació sobre el lloc on Raina havia portat Phil Coulson.[314]
- Lloyd Rathman (interpretat per Rob Huebel): El director de gestió de patrimonis de Kester, Dyer i Rathman LLP, l’ordinador dels quals Skye, sota l’àlies de Melinda May, va haver d’obtenir la transacció després que el seu compte offshore fos rastrejat d’una de les transaccions de Vanchat.[314]
- Donnie Gill (interpretat per Dylan Minnette): un cadet a l'Academy of Science and Technology de S.H.I.E.L.D. que obtè habilitats criocinètiques després d’un experiment amb una màquina meteorològica.[153]
- Callie Hannigan (interpretat per Maiara Walsh): un cadet a l'Academy of Science and Technology de S.H.I.E.L.D.[153]
- Richard Lumley (interpretat per Boyd Kestner): un agent de S.H.I.E.L.D. del passat de Skye.[153]
- Lorelei (interpretada per Elena Satine): una asgardiana amb l'abilitat de seduir qualsevol home. Escapa durant l'atac de Malekith a Asgard.[295]
- Thomas Nash (interpretat per Brad Dourif): un vegetarià que Garrett utilitza com fals Clairvoyant. Assassinat per Grant Ward.[315]
- Marcus Daniels (interpretat per Patrick Brennan): un científic capaç de drenar l'energia de qualsevol cosa després d'un experiment amb Darkforce. Explota després d’haver estat exposat a la llum pura impulsada per la radiació gamma per S.H.I.E.L.D.[316]
- Audrey Nathan (ineterpreada per Amy Acker): una violoncelista relacionada amb Coulson abans de The Avengers que és l'obsessió de Marcus Daniels.[317]
- Lian May (interpretada per Tsai Chin): la mare de Melinda May.[318]

Stan Lee fa una aparició com a propietari de tren. Chris Hemsworth apareix com Thor mitjançant imatges d'arxiu de Thor: The Dark World.

### Introduïts a la segona temporada
- Isabelle Hartley (interpretada per Lucy Lawless): una veterana agent de S.H.I.E.L.D. agent. És assassinada per Carl Creel.[83]
- Carla Talbot (interpretada per Raquel Gardner): l'esposa de Glenn Talbot.[322]
- George Talbot (interpretat per Jack Fisher):[280] el fill de Glenn and Carla Talbot.
- Kenneth Turgeon (interpretat per Adam Kulbersh): un científic al laboratoris de Hydra amb Simmons.[323]
- Marcus Scarlotti (interpretat per Falk Hentschel): un mercenari alineat amb Hydra que fa d'agent de S.H.I.E.L.D. per desacreditar S.H.I.E.L.D.[324]
- Sebastian Derik (interpertat per Brian Van Holt): un assassí de S.H.I.E.L.D. ressuscitat pe T.A.H.I.T.I.[313]
- Vin-Tak (interpretat per Eddie McClintock): un Kree que intenta destruir els Diviners i els Inhumans.[325]
- Slicing Talons: un grup de supermalvats que figuren a l’índex de S.H.I.E.L.D., reunits per Cal.[326]
  - Karla Faye Gideon (interpretada per Drea de Matteo): una dona a l'Index i antiga infermera amb ungles implantades amb bisturí que s'alia amb Cal.[327]
  - Wendell Levi (interpretat per Ric Sarabia): un hacker que s'alia amb Cal.[326]
  - Francis Noche (interpretat per Geo Corvera): un antic executor de la màfia aliat amb Cal, que va guanyar força després de prendre esteroides experimentals.[326]
  - David A. Angar (interpretat per Jeff Daniel Phillips): un presoner de S.H.I.E.L.D. aliat amb Cal, les cordes vocals del qual produeixen sons que produeixen catatonies.[328]
- Tomas Calderon (interpretat per Kirk Acevedo): un líder de "real S.H.I.E.L.D.". Va ser malferit per Skye.[329]
- Oliver (interpretat per Mark Allan Stewart): un líder de "real S.H.I.E.L.D.". Va ser assassinat per Jiaying.[329]
- O'Brien (interpretat per Derek Phillips): un agent de S.H.I.E.L.D. Posteriorment és transformat en un inhumà primitiu.[330]
- Eva Belyakov (interpretada per Winter Ave Zoli): una Inhumana a la que May mata a Bahrain.[330]
- Katya Belyakov (interpretada per Ava Acres): una jove inhuman a la que May mata a Bahrain.[330] En el Framework, Katya no va morir a mans de May i va començar a assistir a l'escola a Cambridge, Massachusetts, on més tard provocaria l '"incident de Cambridge" que va permetre l'arribada d'Hydra al poder.
- L'assistent de Jiaying (interpretada per Brendan Wayne): una inhumana no anomenada, lleial a Jiaying.[330]

George Stephanopoulos va un cameo com ell mateix.

### Introduïts a la tercera temporada
- William May (interpretat per James Hong): el pare de Melinda May.[217]
- Will Daniels (interpertat per Dillon Casey):[331] un astronauta encallat a Maveth que s'enamora de Simmons i es sacrifica per salvar-la de Hive.
- Victor Ramon (interpretat per Yancey Arias):[332] un oficial de policia corrupte de la policia nacional de Colòmbia que mata a Francisco.
- Lucio (interpretat per Gabriel Salvador):[332] un inhumà membre de la policia nacional de Colòmbia que pot paralitzar temporalment gent amb la seva mirada fixa. Lucio va ser segrestat per Hydra i influït per servir a Hive. És assassinat per Joey Gutiérrez.
- Francisco Rodriguez (interpretat per Paul Lincoln Alayo com adult, Lucas Amandariz de noi jove):[332] el cosí d'Elena que l'ajudava en les seves activitats. És asssassinat per Victor Ramon.
- Anton Petrov (interpretat per Ravil Isyanov): un delegat rus que planeja un santuari inhumà aliat amb Gideon Malick. Lance Hunter el mata.[333]
- Stephanie Malick (interpretada per Bethany Joy Lenz):[333] La filla de Gideon. Hive la mata.
- Dimitri Olshenko (interpretat per Endre Hules): El Primer Ministre de Rússia.[333]
- Androvich (interpretat per Kristof Konrad):[333] Un general rus inhumà qui pot manifestar i controlar els éssers ombres de Darkforce. Bobbi Morse el mata.
- Ruben Mackenzie (interpretat per Gaius Charles): el germà de Mack.[334]
- Charles Hinton (interpretat per Bjørn Johnson):[219] Un inhumà. Quan toca algú, el veu i li mostra una visió d’una mort futura. Va morir salvant Daisy de Gideon Malick mentre mostrava com moriria ell.
- Kirk Vogel (interpretat per Mark Atteberry):[132] Un membre del cercle intern de Gideon Malick que era fidel a Hive. Mor junt amb altres dos membres del cercle interior de Hydra, durant l'experiment de Holden Radcliffe.
- Walter Thomas (interpretat per Dorian Gregory): Un subsecretari del Departament de Defensa.[226]
- Robin Hinton / Seer (interpretada per Willow Hale de gran, Ava Kolker a l'edat de 12 anys, Lexy Kolker a l'edat de 7):[335][336][337] La filla de Charles i Polly Hinton. La seva Terrigenesis li permetia veure el passat, el present i el futur, cosa que va conduir a una profecia que va permetre a Enoch enviar la major part del grup de Phil Coulson a l'any 2091 per salvar la humanitat. Tot i això, la va deixar incapaç de diferenciar entre els tres temps. El 2091, una Robin d'edat avançada resideix a les restes del Zephyr amb humans supervivents a la part supervivent de la Terra. Després de ser apunyalada per Samuel Voss i de morir als braços de Melinda May, explica a May una visió que gira al voltant de Flint. Quan el grup de Coulson torna al passat, Robin els ajuda a aturar la general Hale. Un Glenn Talbot millorat amb el gravitoni segresta més tard a Robin i Polly per obligar-les a ajudar-lo a trobar un gravitoni sense explotar, tot i que Mack i Fitz les rescaten.

Noelle Mabry, Frank Moran i Ralph Lammie, concursants de la sèrie web Agents of S.H.I.E.L.D.: Academy, fan un cameo com agents de S.H.I.E.L.D.

### Introduïts a la quarta temporada
- Nathanson (interpretat per Blaise Miller):[254] Un tècnic de laboratori de S.H.I.E.L.D. És assassinat per Aida.
- Prince (interpretat per Ricardo Walker):[254] Un agent de S.H.I.E.L.D. agent. És assassinat Aida/Ophelia.
- Chen (interpretat per Jen Kuo Sung):[254] Un líder de banda xinesa aliat amb els Watchdogs. És assassinat Lucy Bauer.
- Frederick (interpretat per Dan Donohue):[340] Un científic a Momentum Labs que va ser convertit en esperit per Morrow. És exorcitat pel Ghost Rider.
- Hugo (interpretat per Ward Roberts):[340] Un científic a Momentum Labs que va ser convertit en esperit per Morrow. És exorcitat pel Ghost Rider.
- Vincent (interpretat per Usman Ally):[340] Un científic a Momentum Labs que va ser convertit en esperit per Morrow. És exorcitat pel Ghost Rider.
- Canelo (interpretat per Daniel Zacapa):[340] El cap amistòs però dur de Robbie Reyes al Canelo's Body Shop.
- Cecilio (interpretat per Deren Tadlock):[340] Un agent de S.H.I.E.L.D. lleial a Jeffrey Mace.
- Joseph Bauer (interpretat per Kerr Smith):[270] El marit de Lucy qui va ser colpejat per Eli Morrow i va quedar en coma. Després que Lucy utilitzi les seves capacitats fantasmagòries per treure'l de coma per descobrir la ubicació del Darkhold, Joseph va ser visitat per Coulson i Mac i va morir pels efectes secundaris del toc fantasmal de Lucy.
- Johnny Blaze / Ghost Rider (interpretat per Tom McComas no acreditat):[341] El Ghost Rider que li va donar el seu poder a Robbie Reyes.[342][343]
- Vijay Nadeer (interpretat per Manish Dayal):[344][345] El germà inhumà d'Ellen Nadeer qui desenvolupa supervelocitat. Després de rebre un tret de la seva germana i ser llançat a un llac, Vijay va patir un altre terrigenis. En el Framework, Vijay és un dels captius d'Hydra.
- Tucker Shockley (interpretat per John Pyper-Ferguson):[345][346] Un membre dels Watchdogs que accidentalment discobreix la seva pròpia inhumanitat amb la capatitat d'explotar i tornar a muntar les seves molècules.
- Sunjna Nadeer (interpretada per Shari Vasseghi):[345] La mare d'Ellen i Vijay que va morir durant l'atac Chitauri a Nova York.
- L.T. Koenig (interpretada per Artemis Pebdani):[271] Una agent de S.H.I.E.L.D. i germana dels germans Koenig.
- Alistair Fitz (interpretat per David O'Hara): el pare de Fitz. Apareix per primer cop en el Framework com a partidari d'Hydra i un pare amorós de Fitz fins que va ser assassinat accidentalment per Simmons.[162]

George Stephanopoulos fa novament un cameo com ell mateix.

### Introduïts a la cinquena temporada
- Virgil (interpretat per Deniz Akdeniz):[273] Un membre del Far que creia S.H.I.E.L.D. viatjaria a l'any 2091 i salvaria la humanitat. Va ser assassinat per un vrellnexian.
- Zev (interpretat per Kaleti Williams):[273] Un home del Grill. Després de ser rebutjat per tenir una arma en violació de les regles del far, Zev va ser enviat a la superfície de la Terra, on va ser assassinat pels vrellnexians.
- Ava (interpretada per Tunisha Hubbard):[273] Un habitant del Far i un dels molts esclaus de Kasius. Durant la batalla final contra Kasius, Ava va ser lliberada per Jemma Simmons després de la mort de Hek-Sel's i evacuada per viatjar amb Flint.
- Basha (interpretada per Rya Kihlstedt):[347] Un noble estranger coneguts de Kasius.
- Tye (interpretat per Max Williams):[347] Un entrenador de combat inhumà sota el poder de Kasius al Far. Després de ser sotmès a una medicina Kree mentre escorta els inhumans restants a una altra part del Far, Tye és assassinat per Daisy Johnson.
- Abby (interpretada per Ciara Bravo):[347] Un jove inhumà amb manipulació de densitat que Kasius fa que sigui entrenat per Simmons. Després de derrotar el campió de Basha a l'Arena del Far anomenada Crater, Abby va ser venut a Basha per Kasius.
- Ben (interpretat per Myko Olivier):[348] Un inhumà que viu al Far. Pot llegir la ment dels altres al seu voltant el que li permeten escoltar els seus pensaments. Després d'haver ajudat a la coberta de la resta de l'equip de Phil Coülson, que es troba al Far, Ben és assassinat per Sinara a les ordres de Kasius.
- Gaius Ponarian (interpretat per Patrick Fabian): Un senador estranger no especificat que és un dels coneguts de Kasius i volia comprar Daisy Johnson com a esclava. En un moment donat, va vendre una llitera vrellnexiana a Kasius.[349]
- Karaba (interpretada per Erika Ervin): Una dona alta alienígena d'una espècie no especificada amb una personalitat brutal i enutjada que és un dels coneguts de Kasius. És rival del senador Ponarian.[349]
- Faulnak (interpretat per Samuel Roukin):[336] El germà de Kasius que ajuda al seu pare a supervisar l'imperi de Kree. Va ser assassinat pel seu propi germà.
- Maston-Dar (interpretat per Remington Hoffman):[336] Un soldat Kree que treballa per a Faulnak. Va ser assassinat per Sinara durant la caça dels Kree del grup de Phil Coulson.
- Samuel Voss (interpretat per Michael McGrady):[335] Un membre de la comunitat dels True Believers (veritables creients) que resideix a la superfície de la terra post-apocalíptica. Solia ser un resident del Far abans que ell, al costat de molts altres True Believers s'exiliessin a la superfície supervivent de la Terra.
- Hek-Sel (interpretat per Luke Massy):[350] Un membre de Kree Watch que és lleial a Kasius. Ell i els seus companys Kree van ser assassinats per Flint.
- Rick Stoner (interpretat per Patrick Warburton): Un general i membre de S.H.I.E.L.D. a la dècada de 1970, que va establir el Far com a búnquer d'emergència.[351] Després del desenvolupament primerenc de la visió del projecte, els Chronicoms van intentar robar-li la seva cara només però van ser frustrats pel Phil Coulson LMD i Melinda May. Rick és aconsellat per May per elaborar una cobertura pel que va passar.
- Noah (interpretat per Joel David Moore):[352] Un Chronicom que es troba amb Coulson i el seu equip al Far quan tornen al present. Es sacrifica per salvar Daisy i Fitz.
- Candice Lee (interpretada per Shontae Saldana):[352] Una dels subordinats de la General Hale que l'assisteix a la cacera del grup de Phil Coulson.
- Tony Caine (interpretat per Jake Busey):[353] Un ex-estudiant de la S.H.I.E.L.D. Academy i amic de Mack que ajuda el grup de Phil Coulson en la localització de gravitonium. Després d'ajudar a portar Polly i Robin Hinton a una ubicació segura, dona a Daisy el dispositiu del Projecte Centipede i informació sobre el que va permetre a John Garrett, que condueix a Daisy a exhumar la tomba de Jiaying.
- Alya (interpretada per Katie Amanda Keane com adulta; Harlow Happy Hexum de nena):[353] la mare morta de Deke i futura filla de Fitz i Simmons.
- Estella (interpretada per Nayo Wallace): Un representant d'una raça estranger no especificada i membre de la Confederació.
- Magei (interpretat per E.R. Ruiz): Un representant dels Rajaks i membre de la Confederació.
- Joqo (interpretat per Matthew Foster): Un representant dels Kallusians i membre de la Confederació.
- Crixon (interpretat per Gabriel Hogan): Un representant dels Astrans i membre de la Confederació i el més savi del grup. Va ser absorbit al gravitoni per Talbot quan no va permetre a un humà a la Confederació.
- Taryan (interpretat per Craig Parker):[354] Un representant Kree a la Confederació i un membre de la Casa de Kasius.

Derek Mears fa cameos com capità dels Kree Watch que torturen Mack i Yo-Yo fins que Mack el mata. Jay Hunter apareix com a comandant dels Kree Watch. Isaac C. Singleton, Jr. apareix com Vicari Kree que supervisa la Terrigenesis al Far i és assassinat per Flint.

### Introduïts a la sisena temporada
- Keller (interpretat per Lucas Bryant): un agent de S.H.I.E.L.D. que es converteix en un interés secundari amorós per a Yo-Yo quan Mack estava ocupat. Després de ser posseït per un Shrike i cristal·litzar el Far, Yo-Yo es va veure obligat a matar el paràsit, a costa de la vida de Keller.
- Trok (interpretat per Glenn Keogh): un D'Rillian al que Quake i Simmons interroguen per la ubicació de Fitz i Enoch.
- Diaz (interpretat per Geri-Nikole Love): un agent de S.H.I.E.L.D. que va ser reclutada per May sota la direcció de Mack.
- Tinker (interpretat per Xavier Jaminez): membre del grup de Sarge i expert en mecànica que no es va manifestar completament a la Terra i va quedar atrapat en una paret de ciment. Després de ressuscitar breument en custòdia de S.H.I.E.L.D., els adverteix que no poden aturar el que ve. Les seves últimes paraules van ser "Pachakutiq".
- Fox (interpretat per Levi Meaden): un agent de S.H.I.E.L.D. que es va unir per recomanació del seu amic Keller. Mentre capturava Snowflake, va ser mortalment afusellat per l'ICER de Sarge.
- Viro (interpretat per Paul Telfer): un sivià del planeta Sivos que és el controlador de la seva nau espacial de càrrega que lliurava granges de cargols Xandarians a altres planetes. Va ser afusellat a través de la trampa d'aire gràcies a un truc de Fitz.
- Pretorious Pryce (encarnat per Clark Middleton): un inspector de naus naro-atzians que inspecciona el Zephyr One i, posteriorment, assenyala la seva tripulació cap al planeta Kitson, on es dirigien Fitz i Enoch.
- Boyle (interpretat per Scott Kruse): un mercenari alienígena a qui els agents de S.H.I.E.L.D. contracten per transportar-los a través de l'espai en una nau anomenada Lazy Comet. Més tard es va infectar amb un dels Shrikes d'Izel i més tard va ser assassinat quan Jaco utilitza el nucli de Sarge per fer explotar el Lazy Comet.
- Toad (interpretat per TJ Alvarado): un mercenari estranger que els agents de S.H.I.E.L.D. contracten per transportar-los a través de l'espai en un nau anomenat Lazy Comet. Més tard es va infectar amb un dels Shrikes d'Izel i més tard va ser assassinat quan Jaco utilitza el nucli de Sarge per fer explotar el Lazy Comet.
- Montalban (interpretat per Louie Ski Carr): un Astran que treballa com a executor a la Casa dels Jocs.
- Sequoia (interpretada per Maurissa Tancharoen): influencer de mitjans que treballa a la companyia de tecnologia de Deke. Originalment sortia amb Deke, però més tard sortia amb Trevor després que la salvés.
- Trevor Khan (interpretat per Shainu Bala): un agent de S.H.I.E.L.D. enviat per vigilar Deke Shaw a la seva empresa de tecnologia sota l'àlies de Savior. Més tard, Sequoia s'enamora d’ell després que ell ajudés a rescatar-la. Trevor i els agents de S.H.I.E.L.D. que es trobaven amb ell van morir fora de pantalla quan els caçadors de Chronicom van assetjar el Far.
- Atarah (interpretada per Sherri Saum):[290] La principal caçadora Chronicom amb l’aspecte d’una femella que és la superior d’Enoch i Malachi. Va planejar absorbir els records de FitzSimmons en un esforç per salvar la seva gent. Després que Malachi obtingui alguna informació de la màquina de fusió cerebral, recomana a Atarah que estableixi Chronyca-3. Atarah segueix ferma que Chronyca-2 encara es pot salvar, de manera que Malachi la dispara i assumeix el comandament.
- Sr. Kitson (interpretat per Anthony Michael Hall): el governant del planeta Kitson i propietari de la Casa dels Jocs que va heretar del seu pare i avi.
- Isaiah (encarnat per Jan Uddin): un antropòleg Chronicom que Enoch recluta per reunir la seva civilització trencada per reconstruir-la. Malachi el reassignà a detalls de caçador i ataca Enoch, però perd la batalla i mor fora de la pantalla. Enoch pren l'aspecte d'Isaiah per salvar Fitz i Simmons durant el setge de Malachi al Far.
- Baal-Gad (encarnat per Christian Ochoa): un caçador Chronicom que treballa al costat de Malachi.
- Thomas (interpretat per Robb Derringer): el marit de Marcus Benson que va ser posat en coma després d'un accident de trànsit, amb Benson retirant el seu suport vital contra els desitjos de la família de Thomas. Izel va utilitzar les energies dels Di'Allas' per recrear breument Thomas per aconseguir que Benson li donés la ubicació del temple que busca.
- The First (el primer) (interpretat per Eric Schloesser): una entitat que està lligada al monòlit negre (també conegut com L'Espai Di'Alla). May el va matar.
- The Second (el segon) (interpretat per Kevin Alexander Stea): una entitat adherida al monòlit blanc (també conegut com El Temps Di'Alla). May el va matar.
- The Third (la tercera) (interpretada per Gina Gonsalvas): una entitat adherida al monòlit gris (també conegut com La Creació Di'Alla). May el va matar.

### Introduïts a la setena temporada
- Cain (interpretat per Joe Reegan): un caçador chronicom que treballa amb Luke i que és capturat el 1931 i interrogat per Simmons. Va penjar dades brossa al seu processador fins que es va autodestruir.
- Abel (interpretat per Ryan Gray): un caçador chronicom que treballa amb Luke. És destruït per l'LMD de Phil Coulson quan destrueix la nau dels chronicoms.
- Viola (interpretada per Nora Zehetner): un contacte de Freddy que treballa per Hydra.
- Tillman (interpretat per Greg Finley): El cambrer d’un locutori sota una oficina de correus el 1931.
- Franklin D. Roosevelt (interpretat per Joseph Culp): el Governador de Nova York el 1931. Quan va esdevenir president dels Estats Units, Franklin va establir la S.S.R. el 1940.
- Pascal Vega (interpretat per Julian Acosta): un científic de S.H.I.E.L.D. que treballava a l'Area 51 el 1955.
- Gerald Sharpe (interpretat per Michael Gaston): un membre del Departament de Defensa dels Estats Units el 1955 que va ser abduït pels agents de S.H.I.E.L.D. per conèixer més sobre el Projecte Helius.
- Tom (interpretat per Larry Clarke): un treballador d'oficina de S.H.I.E.L.D. i patró de The Krazy Kanoe.
- Lana (interpretada per Stephanie Drapeau): una agent d'Hydra que va participar en l'atac contra Daniel Sousa al tren en el que estava ell i el Phil Coulson L.M.D.
- Joe (interpretat per Philip Alexander): un agent d'Hydra enviat per Freddy per assassinar Daniel Sousa.
- Ford (interpretat per Dawan Owens): un agent de S.H.I.E.L.D. que treballava sota les ordres de Rick Stoner. La seva cara va ser posterior robada per un Chronicom que es va fer passar per ell.
- John Mackenzie (interpretat per Sedale Threatt Jr.): el pare de Mack i Ruben des de 1976. Com que Freddy va organitzar la seva detenció, Mack va comptar amb May i el Phil Coulson L.M.D. per avortar-la inundant el Far. Després de ser rescatats per Mack i Elena, descobreixen que havia estat substituït per un Chronicom. Mack dona un cop al coll del Chronicom i el seu cos es deixa caure del Quinjet mentre volava.
- Lilla Mackenzie (interpretada per Paulina Bugembe): la mare de Mack i Ruben des de 1976. Com que Freddy va organitzar la seva detenció, Mack va comptar amb May i el Phil Coulson L.M.D. per avortar-la inundant el Far. Després de ser rescatats per Mack i Elena, es va revelar que havia estat substituïda per un Chronicom i el seu cos es deixa caure del Quinjet mentre volava.
- Olga Pachinko (interpretada per Jolene Andersen): membre de la resistència balcànica i experta en demolicions a la que Deke va reclutar el 1983 per convertir-se en membre dels seus nous reclutes de S.H.I.E.L.D. així com per a la seva banda The Deke Squad.[355]
- Russell Feldman (interpretat per Austin Basis): un solitari empleat de la botiga d’informàtica de 1983 que Sybil utilitza per recuperar la seva forma física abans de fer-lo matar un cop complís el seu propòsit.
- Cricket (interpretat per Ryan Donowho): un traficant de cocaïna al que Deke va reclutar per a la seva banda sota la creença que ven Coca-Cola. És assassinat per un caçador de robots.[355]
- Roxy Glass (interpretada per Tipper Newton): una experta tàctical a la que Deke va reclutar el 1983 per convertir-se en membre dels seus nous reclutes de S.H.I.E.L.D. així com per a la seva banda The Deke Squad.[356][355]
- Ronnie i Tommy Chang (interpretats per Matt i John Yuan): germans bessons coneguts col·lectivament com "The Chang Gang" als què Deke recluita el 1983 per convertir-se en membres dels seus nous reclutes de S.H.I.E.L.D. així com per a la seva banda The Deke Squad.[356][355]
- Marcus Mackenzie (interpretat per Marcus Jordan): l'oncle de Mack i Ruben que vetlla per ells després de la pèrdua dels seus pares.
- Li (interpretat per Byron Mann): una inhumana amb l'abilitat de materialitzar ganivets i la segona en comandament després de Jiaying el 1983. Durant l'atac de Nathaniel Malick a Afterlife, Li és ferida greument abans que els seus poders siguin transplantats a un dels homes de Nathaniel i Kora el mata.
- Oscar Rodriguez (interpretat per Ricardo Cisneros): l'oncle d'Elena i pare de Francisco que es va endur el primer després de la mort del seu pare. Va ser assassinat en una lluita amb un traficant de drogues.
- Javier (interpretat per David Bianchi): un traficant de drogues que és responsable de la mort del pare d'Elena i la d'Oscar Rodriguez.
- Durant (interpretat per Gabriel Sousa): un mercenari del què es diu que va morir originalment en un accident d'avió. Utilitzant els coneixements futurs de Chronicoms, Nathaniel va evitar la seva mort i el va reclutar a les seves files abans que Kora el matés.
- Dr. Grady (interpretat per John Lee Ames): un científic que treballava en tecnologia perillosa i va ser assassinat per S.H.I.E.L.D. per això. Utilitzant els coneixements futurs de Chronicoms, Nathaniel va evitar la seva mort i el va reclutar a les seves files, assignant-li la tasca de supervisar els trasplantaments de poder inhumans.
- Kimball (interpretada per Katy M. O'Brian): una mercenària treballant a les ordre de Nathaniel. Quan Nathaniel traeix Kora per haver estat suau amb Daisy, promociona a Kimball.
- Shepard (interpretat per Christopher Charles): un dels homes de Nathaniel Malick, al que mata per haver-lo fet enfadar.
- Brandon Gamble (interpretat per Stephen Bishop): un agent de S.H.I.E.L.D. de 1983 que sobreviu a l'assalt de Chronicoms i es reuneix amb els altres agents de The Krazy Kanoe.
- Grace Mulcahey (interpretada per Cassandra Ballard): una agent de S.H.I.E.L.D. de 1983 que sobreviu a l'assalt de Chronicoms i es reuneix amb els altres agents de The Krazy Kanoe.

Bill Cobbs encarna un antic agent de S.H.I.E.L.D. sense anomenar que arriba per oferir el 0-8-4 definitiu que li va deixar Enoc.